# Palais des papes d'Avignon
Vous lisez un « article de qualité » labellisé en 2008.
Pour les articles homonymes, voir Palais des papes.

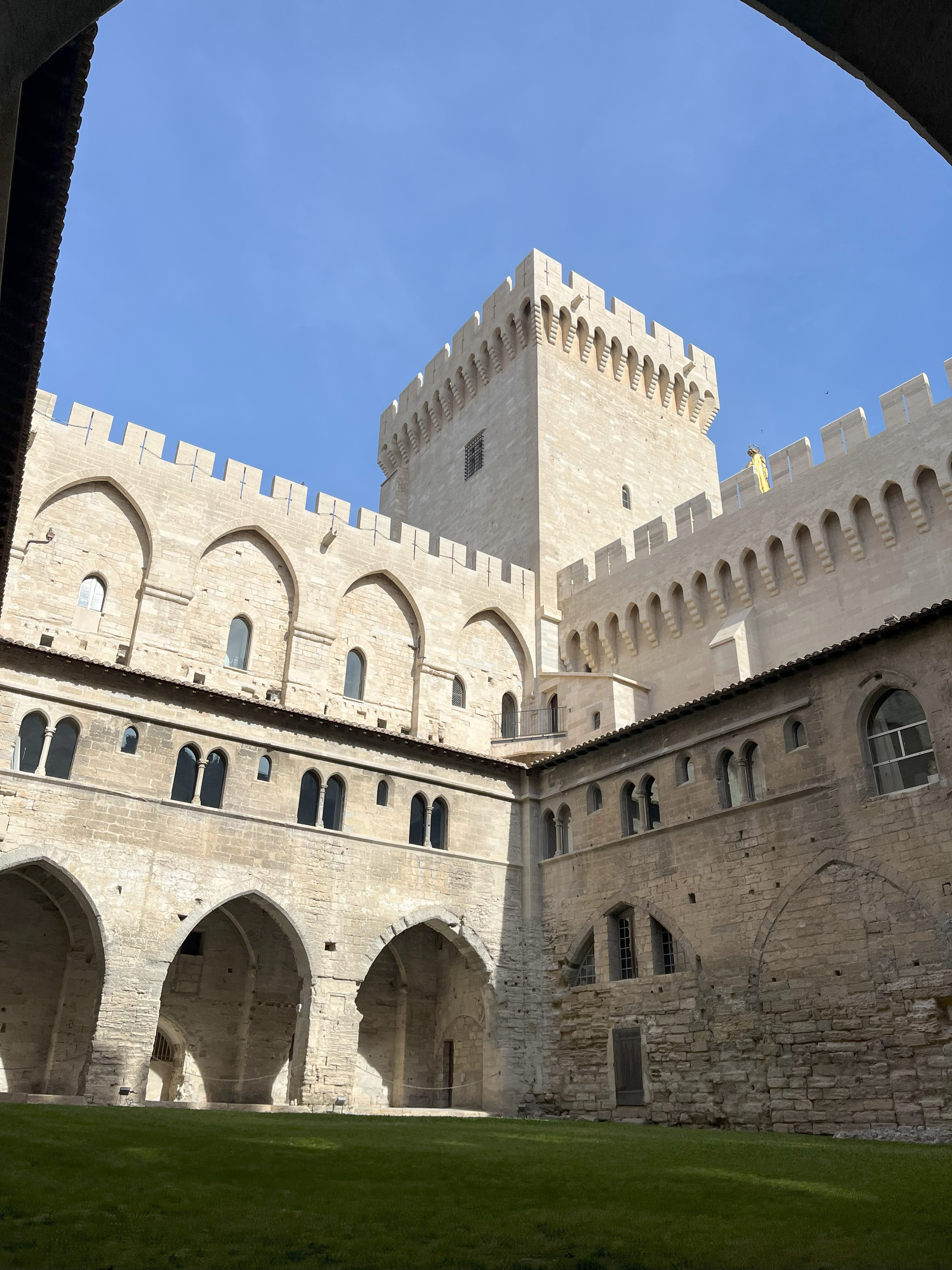
Cloître du palais des papes en 2024

Le Palais des papes d'Avignon est la plus grande des constructions gothiques du Moyen Âge.
À la fois forteresse et palais, la résidence pontificale fut pendant le XIVe siècle le siège de la chrétienté d'Occident. Six conclaves se sont tenus dans le palais d'Avignon qui aboutirent à l'élection de Benoît XII, en 1335 ; de Clément VI, en 1342 ; d'Innocent VI, en 1352 ; d'Urbain V, en 1362 ; de Grégoire XI, en 1370, et de Benoît XIII, en 1394.
Le palais, qui est l'imbrication de deux bâtiments, le palais vieux de Benoît XII, véritable forteresse assise sur l'inexpugnable rocher des Doms, et le palais neuf de Clément VI, le plus fastueux des pontifes avignonnais, est non seulement le plus grand édifice gothique mais aussi celui où s'est exprimé dans toute sa plénitude le style du gothique international. Il est le fruit, pour sa construction et son ornementation, du travail conjoint des meilleurs architectes français de l'époque, Pierre Poisson et Jean de Louvres, et des plus grands fresquistes de l'école siennoise, Simone Martini et Matteo Giovanetti.
De plus la bibliothèque pontificale d'Avignon, la plus grande d'Europe à l'époque avec 2 000 volumes, cristallisa autour d'elle un groupe de clercs passionnés de belles-lettres dont allait être issu Pétrarque, le fondateur de l'humanisme. Tandis que la chapelle clémentine, dite Grande Chapelle, attira à elle compositeurs, chantres et musiciens. Ce fut là que Clément VI apprécia la Messe de Notre-Dame de Guillaume de Machault, que Philippe de Vitry, à son invité, put donner la pleine mesure de son Ars Nova et que vint étudier Johannes Ciconia.
Le palais fut aussi le lieu qui, par son ampleur, permit « une transformation générale du mode de vie et d'organisation de l'Église ». Il facilita la centralisation des services et l'adaptation de leur fonctionnement aux besoins pontificaux en permettant de créer une véritable administration. Les effectifs de la Curie, de 200, à la fin du XIIIe siècle, étaient passés à 300 au début du XIVe siècle, pour atteindre 500 personnes en 1316. À cela s'ajoutèrent plus d'un millier de fonctionnaires laïcs qui purent œuvrer à l'intérieur du palais.
Pourtant celui-ci qui, par sa structure et son fonctionnement, avait permis à l'Église de s'adapter « pour qu'elle puisse continuer à remplir efficacement sa mission » devint caduc quand les pontifes avignonnais jugèrent nécessaire de revenir à Rome. L'espoir d'une réconciliation entre les christianismes latin et orthodoxe, joint à l'achèvement de la pacification des États pontificaux en Italie, avaient donné des bases réelles à ce retour.
À cela se joignit la conviction, pour Urbain V et Grégoire XI, que le siège de la papauté ne pouvait être que là où se trouvait le tombeau de Pierre, le premier pontife. Malgré les difficultés matérielles, l'opposition de la Cour de France et les fortes réticences du Collège des cardinaux, tous deux se donnèrent les moyens de rejoindre Rome. Le premier quitta Avignon le 30 avril 1362, le second le 13 septembre 1376 et cette fois l'installation fut définitive.
En dépit du retour de deux antipapes, lors du grand schisme d'Occident, de la présence constante du XVe siècle au XVIIIe siècle de cardinaux-légats puis de vice-légats, le palais perdit toute sa splendeur d'antan mais conserva, en dehors de « l'œuvre de destruction » cet aspect que rapporte Montalembert.

« On ne saurait concevoir un ensemble plus beau dans sa simplicité, plus grandiose dans sa conception. C'est bien la papauté tout entière, debout, sublime, immortelle, étendant son ombre majestueuse sur le fleuve des nations et des siècles qui roule à ses pieds. »

— Charles de Montalembert, Du vandalisme en France - Lettre à M. Victor Hugo
Le Palais des papes est classé monument historique sur la première liste des monuments historiques en 1840et depuis 1995, il fut également classé avec le centre historique d'Avignon, sur la liste du patrimoine mondial de l'Unesco, avec les critères culturels i, ii et iv.
Par ailleurs, le Palais des Papes est l’un des monuments les plus visités de France, en 2023, 774 325 personnes ont franchi ses portes pour le parcourir, un record absolu depuis son ouverture au public en 1907.[réf. à confirmer].

## Localisation

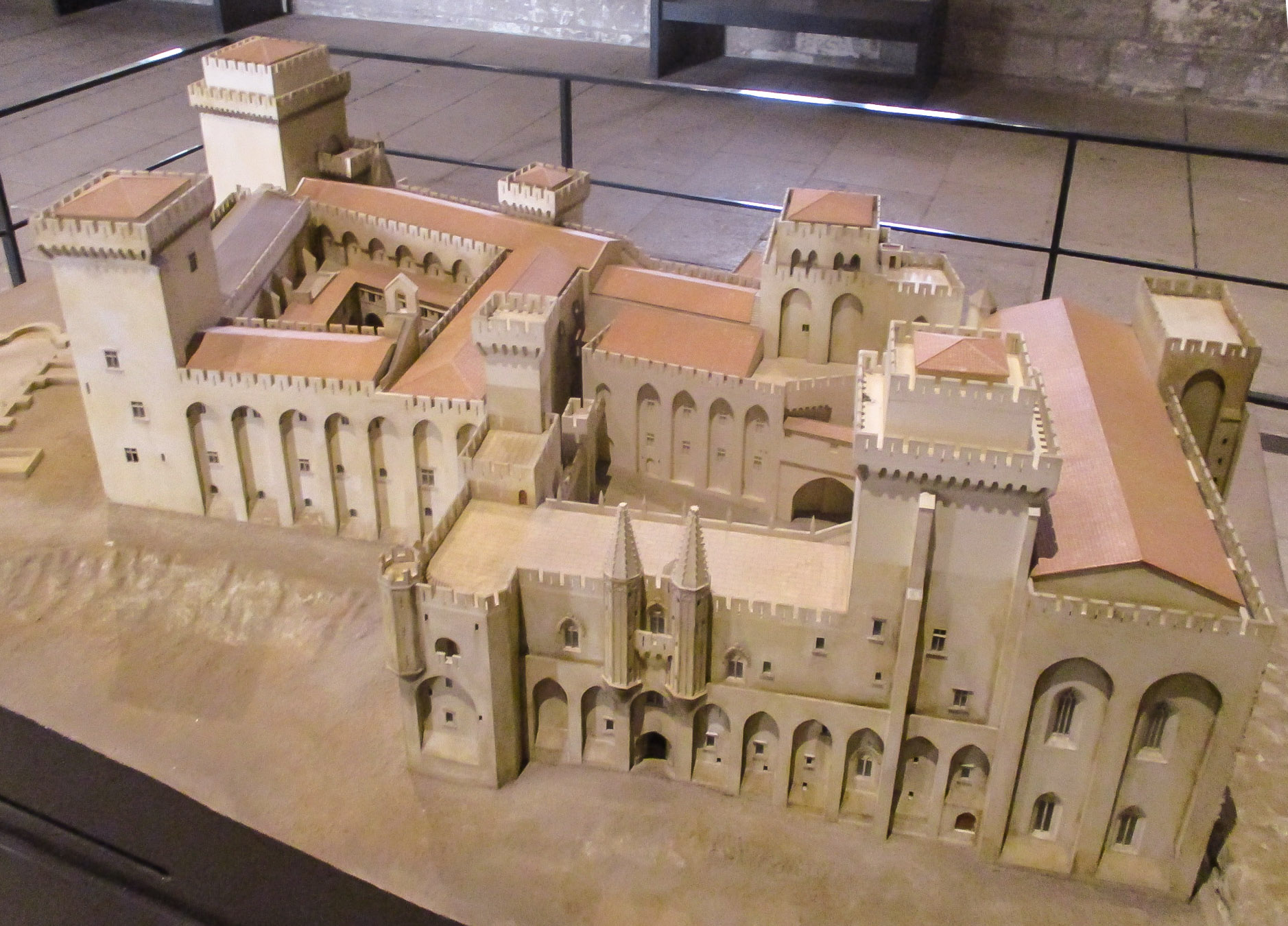
Maquette du Palais des papes au XIVe siècle.

Le Palais des papes est situé sur la partie nord du quartier Avignon Centre. Il a été construit sur une protubérance rocheuse au nord de la ville, le Rocher des Doms, surplombant la rive gauche du Rhône.
Sa taille imposante et son adossement contre le rocher lui permettent à la fois de dominer la ville et d'être vu de très loin. L'un des meilleurs points de vue, et ce n'est pas un hasard, se trouve sur l'autre rive du Rhône, du mont Andaon, promontoire sur lequel est construit le fort Saint-André de Villeneuve-lès-Avignon. Il est aussi visible depuis le sommet des Alpilles, soit un peu moins d'une vingtaine de kilomètres au sud.

## Histoire

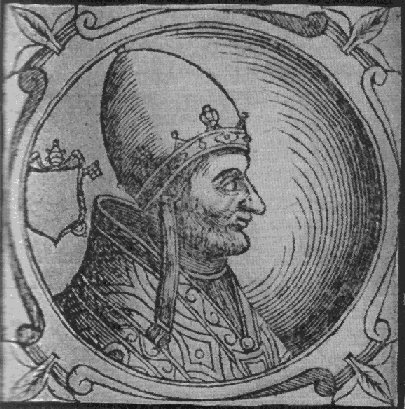
Le futur pape Adrien IV s'installa à l'abbaye Saint-Ruf d'Avignon au XIIe siècle.

Au XIIIe siècle, avant l'arrivée des papes en Avignon, le rocher sur lequel allait être construit le palais, tel que nous le connaissons aujourd'hui, était en partie réservé aux moulins à vent, en partie construit d'habitations dominées par le palais du Podestat, non loin duquel se trouvait celui de l'évêque ainsi que l'église Notre-Dame-des-Doms, seuls rescapés des constructions antérieures à l'arrivée des pontifes.
Toujours avant la construction du palais vers le XIIe siècle, on vit ironiquement le futur pape anglais Adrien IV, rejoindre les chanoines de l'abbaye de Saint-Ruf à Avignon.

### Études sur le palais des papes
Le palais des papes est l'une des constructions médiévales sur lesquelles les chercheurs disposent d'une des plus riches documentations, mais les premières études historiques, à partir des archives pontificales italiennes, ne datent que de 1890, année au cours de laquelle furent accessibles les Archives secrètes du Vatican. Alors qu'en France, depuis 1693, Étienne Baluze, avait publié sa gigantesque Vitae paparum Avenionensium, sive collectio actorum veterum, sur la base des archives avignonnaises.
Le savant corrézien y regroupa un grand nombre de textes, actes et autres brefs et bulles, ayant trait à la construction et à la vie du palais pontifical d'Avignon. Mais il fallut attendre plus d'un siècle et demi pour qu'un érudit s'attache à étudier le palais lui-même. Ce fut J.M.A. Chaix qui, en 1849, entreprit une première étude des fresques. Quant à l'étude historique et archéologique, elle fut faite, en 1855, par Jules Courtet. Il revint ensuite à Eugène Viollet-le-Duc de publier, au début des années 1870, la première étude architecturale sur le palais et les remparts d'Avignon.
La décennie suivante, en 1882, se tint, à Avignon, le Congrès archéologique de France. Ce fut l'occasion pour l'archiviste départemental, Louis Duhamel, de faire part aux congressistes de deux communications au sujet du palais pontifical. Une nouvelle approche de l'étude du plus grand monument d'Avignon se dessinait et allait permettre d'appréhender différemment son histoire.
Noël Coulet, professeur émérite à l'université de Provence, a constaté que « l’historiographie provençale des XVIIe et XVIIIe siècles est également tributaire d’une tradition déjà formée. Il s’agit principalement d’une tradition italienne (pour ne pas dire ultramontaine dans cette fin du XIVe siècle où l’Église va se diviser entre le pape de Rome et le pape d’Avignon). Ce n’est que depuis un siècle, qu’à l’exemple de Noël Valois, les historiens ont compris que cette période ne pouvait s’étudier qu’en confrontant les archives avignonnaises à celles du Vatican ».
Après la publication par Fr. Ehrle, en 1890, de son Historia Bibliotheca romanorum Pontificum tum Bonifatianæ tum Avinionensis, c'est cette méthode que suivirent K. H. Shäfer et Robert André-Michel. Le premier édita, entre 1911 et 1937, les comptes de la Réverende Chambre apostolique d'Avignon - le ministère des finances pontificales - dans lesquels la construction du palais tient une place importante, tandis que le second publia, en 1917 et 1918, toute une série de documents inédits sur le palais des papes.
Ce fut dans cette même voie que se dirigea le docteur Gabriel Colombe qui, de 1909 à 1945, publia essentiellement dans les Mémoires de l'Académie de Vaucluse, sous le titre général de Recherches et critiques archéologiques, plus de soixante études sur le palais. À la même époque, un autre avignonnais, Joseph Girard, fit de même entre 1909 et 1958. Durant ce demi-siècle, il fit éditer onze études et ouvrages sur ce thème. Leur successeur fut Sylvain Gagnière, conservateur du palais, qui étaya son érudition par d'importantes fouilles archéologiques in situ et publia le résultat de ses recherches en vingt-sept ouvrages de 1962 à 1991.

### Origine et implantation: le choix d'Avignon
Après son élection à Pérouse, le 24 juillet 1305 et son couronnement à Lyon, le 15 novembre, le pape Clément V, qui refusait de rejoindre Rome où se déchaînait la lutte entre Guelfes et Gibelins, entreprit une longue errance dans le royaume de France et notamment en Guyenne. L'ancien archevêque de Bordeaux avait été élu grâce au soutien du roi de France, dont il était le sujet mais non le vassal, en échange duquel soutien il lui devenait redevable.
Le concile de Vienne, qu'il avait convoqué pour juger l'ordre du Temple, nécessitait qu'il se rapprochât de cette ville. Il rejoignit donc le Comtat Venaissin, terre pontificale. Si son choix se porta aussi sur la ville d'Avignon, possession du comte de Provence, c'était que sa situation sur la rive gauche du fleuve la mettait en relation avec le nord de l'Europe, par l'axe Rhône/Saône et dans cette vallée du Rhône, frontière commune entre la France et le Saint-Empire romain germanique, seules des villes desservies par un pont pouvaient postuler à un rôle de capitales internationales. C'était le cas d'Avignon avec le pont Saint-Bénézet, le lieu de passage obligé entre l'Espagne et le Languedoc, la Provence et l'Italie.
De plus, l'importance des foires de Champagne jusqu'à la fin du XIIIe siècle et la pérennité de la foire de Beaucaire avaient fait d'Avignon et de son rocher une étape commerciale obligée. La présence pontificale allait lui redonner un lustre qu'elle était en passe de perdre et le conflit entre l'Angleterre et la France une importance politique que n'aurait pu avoir Rome trop excentrée vis-à-vis de ces deux royaumes.
Si Rome, dès l'Antiquité, avait dû sa puissance et sa grandeur à sa position centrale dans le bassin méditerranéen, elle avait perdu de l'importance et, dans cette fin du Moyen Âge, le centre de gravité du monde chrétien s'était déplacé et la situation d'Avignon était bien plus favorable géographiquement et politiquement.
Clément V n'arriva à Avignon que le 9 mars 1309 et logea au couvent dominicain des frères prêcheurs. Sous ce pontificat, Avignon devint, sous la haute surveillance du roi de France Philippe le Bel, la résidence officielle d'une partie du Sacré Collège des cardinaux, tandis que le pape préféra résider à Carpentras, Malaucène ou Monteux, cités comtadines.
À la mort de Clément V, et à la suite d'une élection difficile, Jacques Duèze fut élu à Lyon le 7 août 1316. À 72 ans, son âge avancé le fit considérer par les cardinaux comme un pape de transition. N'étant ni italien ni gascon, il n'avait eu qu'un rôle politique effacé jusqu'alors. Or, dès le 9 août, il fit part de son intention de rouvrir l'Audience de la Contredite à Avignon, le 1er octobre suivant. Il signifiait ainsi sa volonté de fixer la papauté dans la ville dont il avait été l'évêque depuis le 18 mars 1310. La logique aurait voulu que Carpentras fût le séjour transalpin de la papauté. Mais la plus grande ville du Comtat Venaissin restait entachée par le coup de force des Gascons lors du conclave qui avait suivi la mort de Clément V. De plus, l'ancien évêque d'Avignon, préférait, à l'évidence, sa cité épiscopale qui lui était familière et qui avait l'avantage de se situer au carrefour des grandes routes du monde occidental grâce à son fleuve et à son pont.

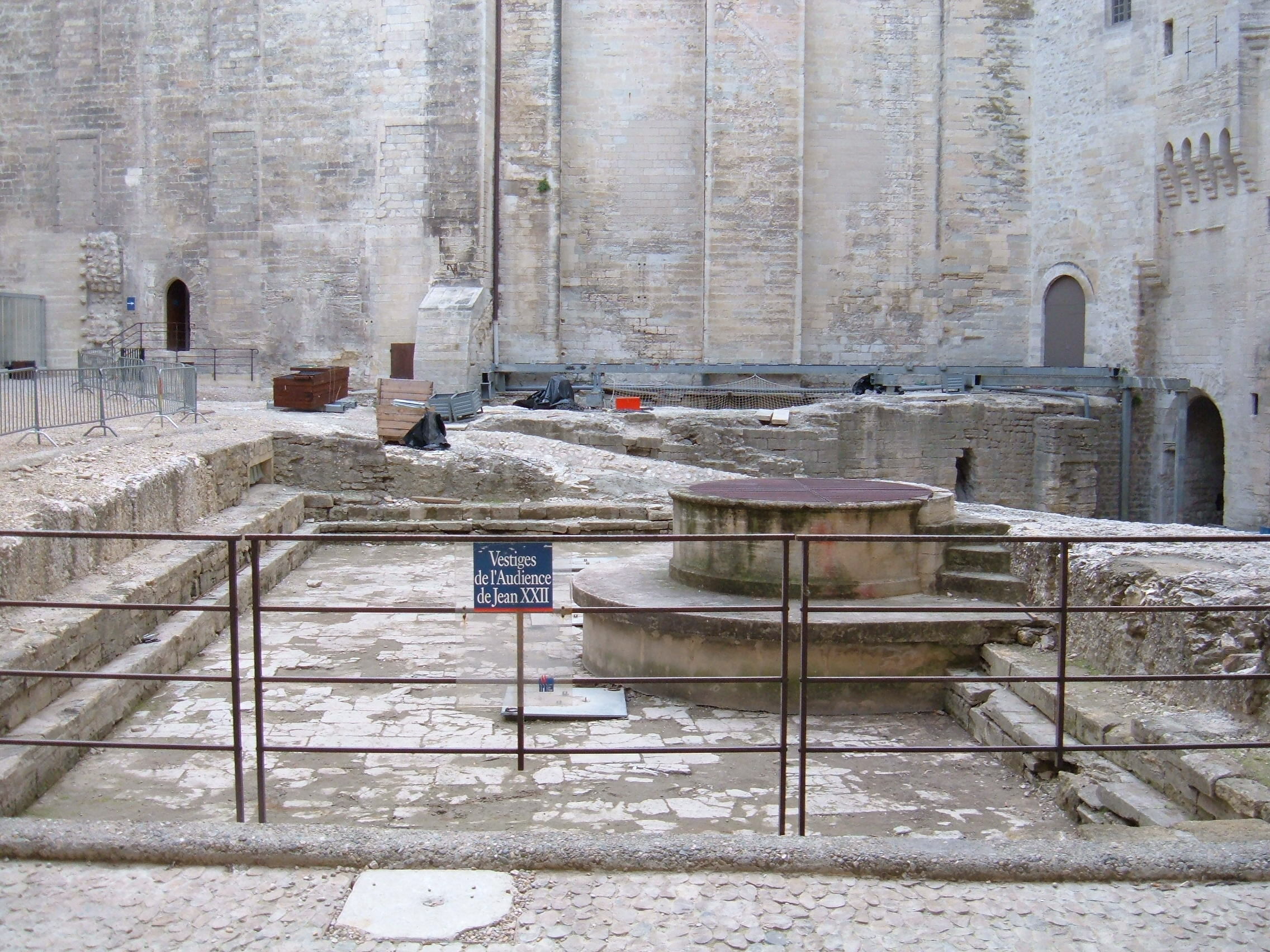
Vestiges de la chambre d'Audience de Jean XXII, uniques témoins du premier palais des papes.

Couronné le 5 septembre, il choisit le nom de Jean XXII et descendit à Avignon par la voie fluviale. Arrivé sur place, il se réserva la disposition du couvent des frères prêcheurs avant de s'installer à nouveau dans le palais épiscopal qu’il avait occupé.
Ce palais était situé sur l'emplacement de l'actuel palais des papes. Les bâtiments épiscopaux étaient dans le secteur de la ville le plus facile à défendre, d’où son choix. Il entreprit d’adapter son ancienne résidence à sa nouvelle charge. Guasbert Duval (ou Gasbert de la Val) vicaire général, compatriote du pape et futur évêque de Marseille fut chargé des acquisitions nécessaires à l’agrandissement. Armand de Via, son neveu, alors évêque d'Avignon, qui avait été expulsé contre une promotion cardinalice, acheta le terrain où était le nouvel évêché, aujourd'hui occupé par le musée du Petit Palais.
Les premiers travaux furent confiés à Guillaume Gérault, dit de Cucuron. Le logement du pape se trouvait dans l’aile ouest ainsi que le studium et les appartements de ses plus proches collaborateurs. Le côté nord était constitué par l’église paroissiale Saint-Étienne qui fut transformée en chapelle pontificale Sainte-Madeleine. À l’est furent installés les logements des « cardinaux neveux » ainsi que différents services de la Curie. Dans cette aile orientale, mais plus au sud, se trouvaient les services du trésorier et du camérier. Au sud un bâtiment fut construit pour les audiences. Le dernier chantier fut entrepris par Guillaume de Cucuron en mars 1321 et définitivement achevé en décembre 1322.

### Palais vieux de Benoît XII
Le 4 décembre 1334, à l'aube, Jean XXII mourut à 90 ans. Ce fut Jacques Fournier, dit le cardinal blanc, qui lui succéda. Après avoir choisi le nom de Benoît XII en l’honneur du patron de l’Ordre cistercien dont il était issu, le nouveau pape fut couronné, en l’église des dominicains d’Avignon, le 8 janvier 1335, par le cardinal Napoléon Orsini, qui avait déjà couronné les deux papes précédents.
Installé dans le palais épiscopal qu'avait totalement transformé son prédécesseur, le nouveau pape décida très vite de le modifier et de l'agrandir. Dès le 9 février 1335, le pontife adressa une lettre au Dauphin du Viennois lui recommandant un frère convers de l'abbaye de Fontfroide chargé d'acheter du bois en Dauphiné pour un nouveau palais.
Il fit démolir tout ce que son prédécesseur avait fait construire et d'après les plans de l'architecte Pierre Obreri, il fit bâtir la partie septentrionale du palais apostolique, qu'il termina par les assises de la tour du Trouillas. La Révérende Chambre apostolique - le « ministère des finances » pontificales - acheta le palais qu'avait fait bâtir Armand de Via pour servir d'habitation aux évêques d'Avignon.
Les concepteurs choisirent le rocher des Doms pour l'extension du palais. Le choix de cette hauteur rocheuse permit de donner de l'ampleur à l'ensemble, de manière à le rendre plus impressionnant, et aussi d'échapper aux inondations qui, à l'époque, noyaient régulièrement une grande partie de la ville. Autre avantage non négligeable, le palais était ainsi visible du sommet des Alpilles, des Dentelles de Montmirail et surtout de Villeneuve-lès-Avignon, qui était alors terre de France, Avignon étant terre d'Empire.
Pourtant l'idée première de ce pontife était de remettre de l'ordre dans l'Église et de ramener le Saint-Siège à Rome. À peine élu, il avait fait annuler les commandites de son prédécesseur et renvoyé dans leur diocèse ou abbaye tous les prélats et abbés de la cour.
Le 6 juillet 1335, quand arrivèrent à Avignon des envoyés de Rome, il leur fit la promesse de revenir sur les bords du Tibre mais sans préciser de date. Mais la révolte de la cité de Bologne et les protestations des cardinaux mirent un terme à ses désirs et le convainquirent de rester sur les rives du Rhône. En attendant, il passa les quatre mois d’été installé dans le palais construit à Pont-de-Sorgues par son prédécesseur.

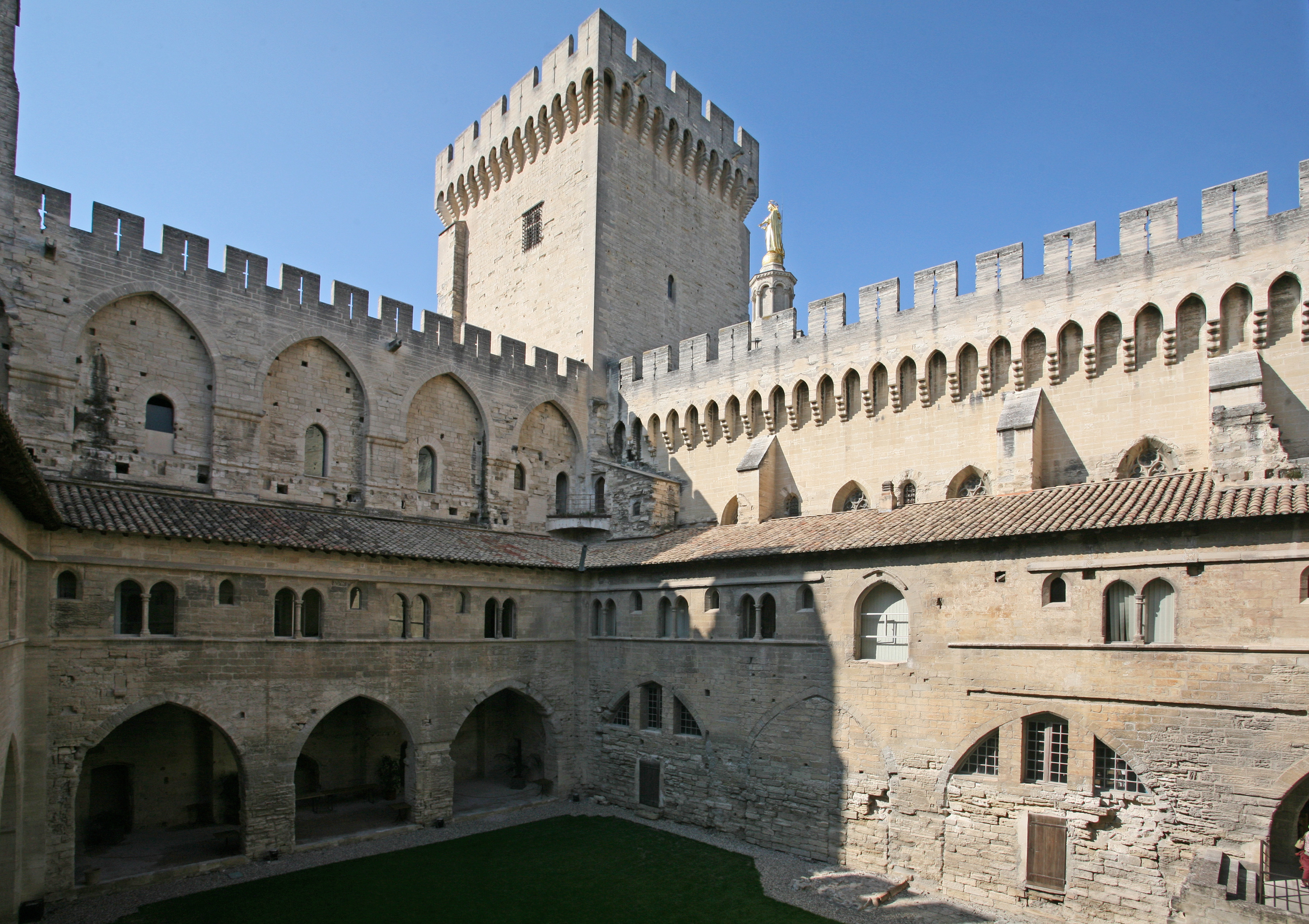
Le cloître, œuvre de l'architecte Pierre Poisson.

Pour diriger les travaux de son palais, au printemps 1335, il fit venir Pierre Peysson, un architecte qu’il avait employé à Mirepoix, le chargeant de réaménager la tour des Anges et la chapelle pontificale nord. Malgré son austérité, Benoît XII envisagea même, sur les conseils de Robert d’Anjou, d’engager Giotto pour faire décorer la chapelle pontificale. Seule sa mort en 1336 empêcha ce projet. Ces nouveaux bâtiments furent consacrés, le 23 juin 1336, par le camérier Gaspard (ou Gasbert) de Laval. Le 5 du même mois, le pape justifia sa décision auprès du cardinal Pierre des Prés :

« Nous avons pensé et mûrement considéré qu’il importe beaucoup à l’Église Romaine d’avoir dans la cité d’Avignon où réside depuis longtemps la Cour romaine et où nous résidons avec elle, un palais spécial où le pontife romain puisse habiter quand et aussi longtemps qu’il lui paraîtra nécessaire. »

— Cité par Girard 2000, p. 96
Le 10 novembre 1337, la guerre de Cent Ans débutait. En Flandre, les Anglais prirent pied sur l’île de Cadsan, tandis que la flotte française offrit bataille à celle du roi d’Angleterre à Southampton. Benoît XII, par ses légats, sollicita une trêve qui fut acceptée par les deux parties. Ce ne fut pourtant pas ce conflit franco-anglais qui incita le pape à se faire édifier un palais fortifié mais, dès son élection, la crainte de l’empereur Louis de Bavière. Les relations entre la papauté et l'Empire étaient extrêmement tendues depuis que le 8 octobre 1323, Jean XXII avait déclaré en plein consistoire que le Bavarois était un usurpateur et un ennemi de l'Église. Convoqué à Avignon pour se justifier de son soutien aux Visconti, il ne s'était pas présenté et avait été excommunié le 23 mars 1324. En représailles Louis IV de Bavière était descendu en Italie avec son armée pour se faire couronner à Rome et avait même fait élire un antipape en la personne de Nicolas V qui avait destitué Jean XXII rebaptisé Jean de Cahors. Même si Benoît XII se montra plus conciliant, Avignon, qui était en terre d'Empire, restait sous la menace tout en étant infiniment plus sûre que toute autre ville d'Italie.
C'est cet édifice fortifié qui est connu de nos jours sous le nom de « palais vieux ». Dans celui-ci, la Bibliothèque pontificale fut installée à l'intérieur de la tour du Pape avec le trésor pontifical. Sous le pontificat du troisième pape d’Avignon, elle comprenait quatre sections : théologie, droit canon, droit civil et médecine.
L’année 1337 vit en mars le début de la construction des appartements pontificaux ; en mai, les comptes de la Révérende Chambre apostolique révèlent que le chantier employait 800 ouvriers ; en novembre, commença la construction de la grande aile et de l’aile du midi.
En 1338, au mois de juillet, étaient achevées la tour des Latrines et la petite tour de Benoît XII ; en septembre, les appartements pontificaux étaient prêts, ils furent alors peints à fresques par Hugo, un peintre « suivant la cour romaine » et Jean Dalban, tandis qu’au mois de décembre, commençait la construction du cloître.

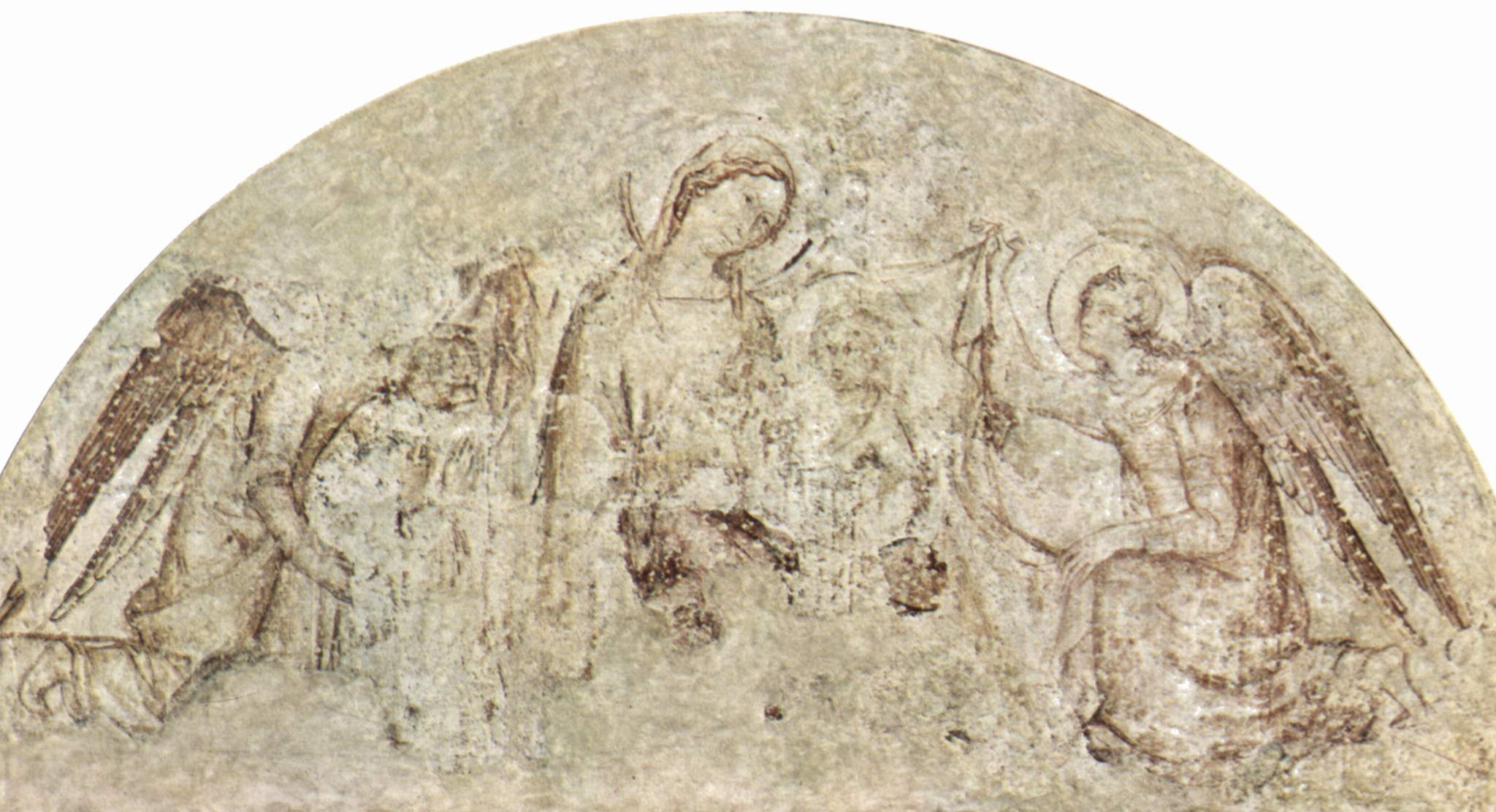
Sinopia de Simone Martini ayant servi à peindre la fresque du porche de Notre-Dame des Doms. Panneau exposé dans la salle du Consistoire du Palais des papes.

En mars 1339, sa structure était terminée. En août de la même année, débutait la construction de la tour de la Campane et de l’aile des familiers ; et dans le dernier semestre on assistait à la fin des grands travaux du palais pontifical, la cuisine et les dépendances étant achevées.
En début d’année 1340, la décoration du cloître était réalisée ; en juin, c’était la fin de la construction de l’aile des familiers qui jouxtait la tour de la Campane. C’est là que furent logés empereur, rois, princes et ducs. En décembre, la tour de la Campane achevée allait servir de logement aux marchands « à la suite de la Cour de Rome », le plus bas étage étant utilisé pour entreposer leurs marchandises. Enfin, en août 1341, la tour du Trouillas (pressoir) était mise en chantier.
Ce fut à la demande du cardinal Stéfaneschi que Simone Martini, le plus gothique des peintres italiens considéré comme le chef de file de l’École de Sienne, vint sur place avec son épouse Giovanna et son frère Donat. Il avait été l’élève de Duccio de Buoninsegna. Giacomo Stefaneschi, le cardinal de Saint-Georges, en profita pour lui passer commande des fresques du porche de Notre-Dame-des-Doms. Martini les commença dès 1336. Elles furent achevées avant la mort du commanditaire en 1343.

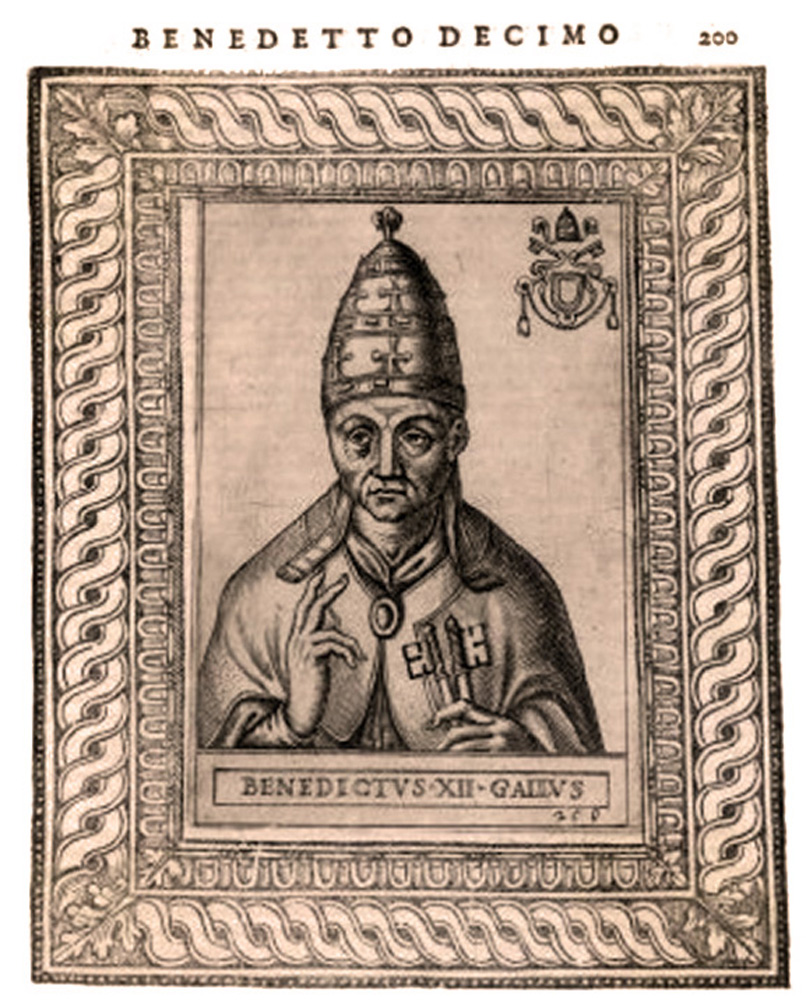
Benoît XII, Pape d'Avignon (1335).
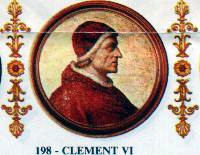
Clément VI, Pape d’Avignon (1342).
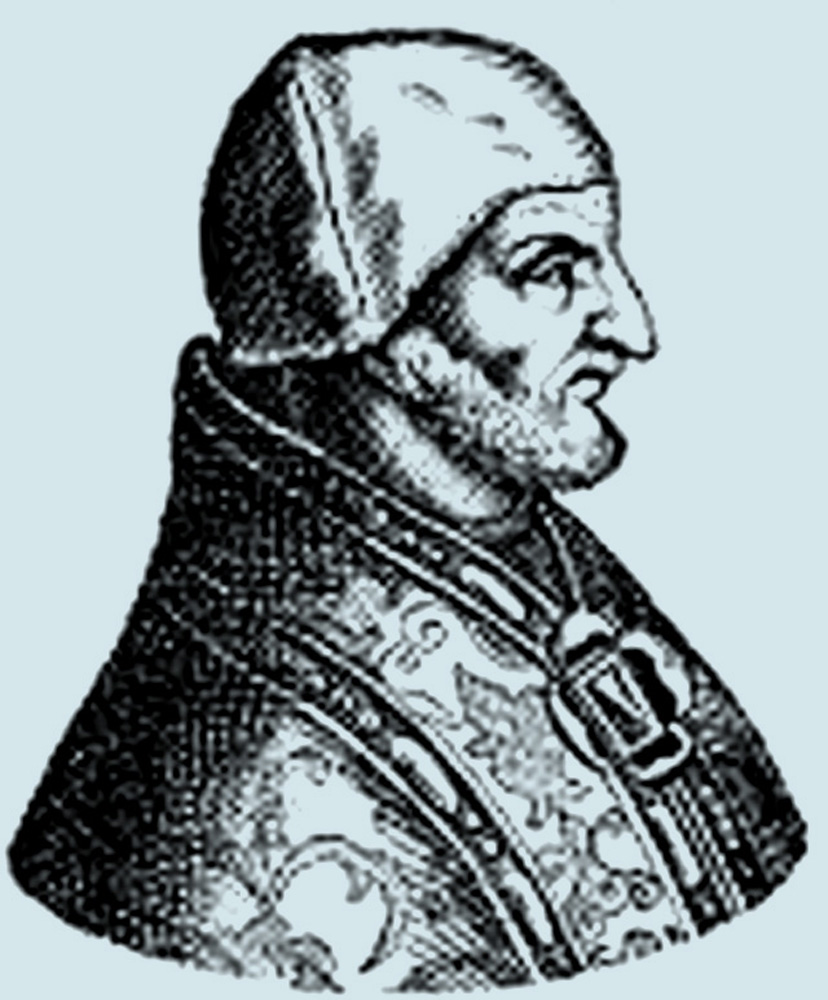
Innocent VI, Pape d'Avignon (1352).
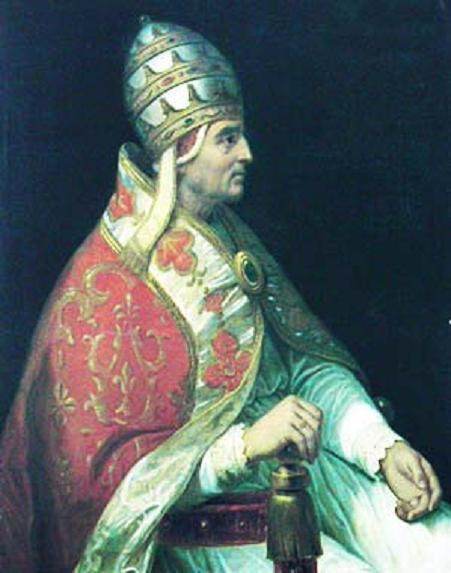
Urbain V, Pape d’Avignon (1362).
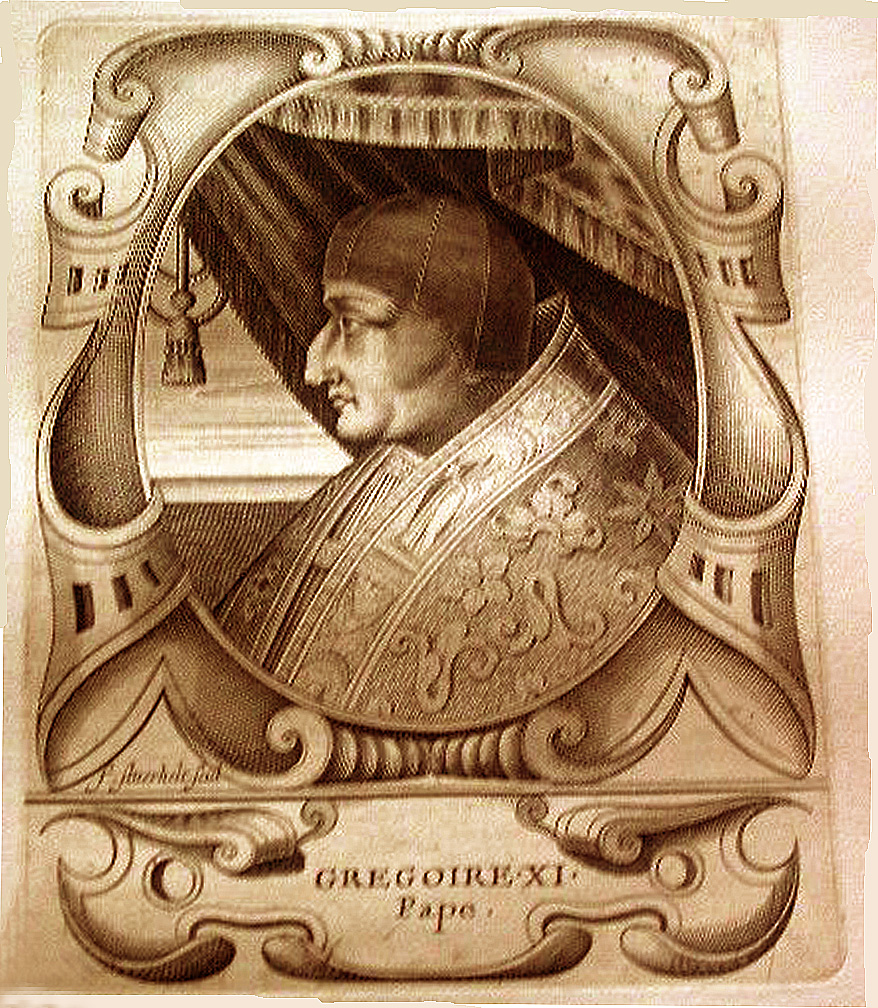
Grégoire XI, Pape d’Avignon (1370).
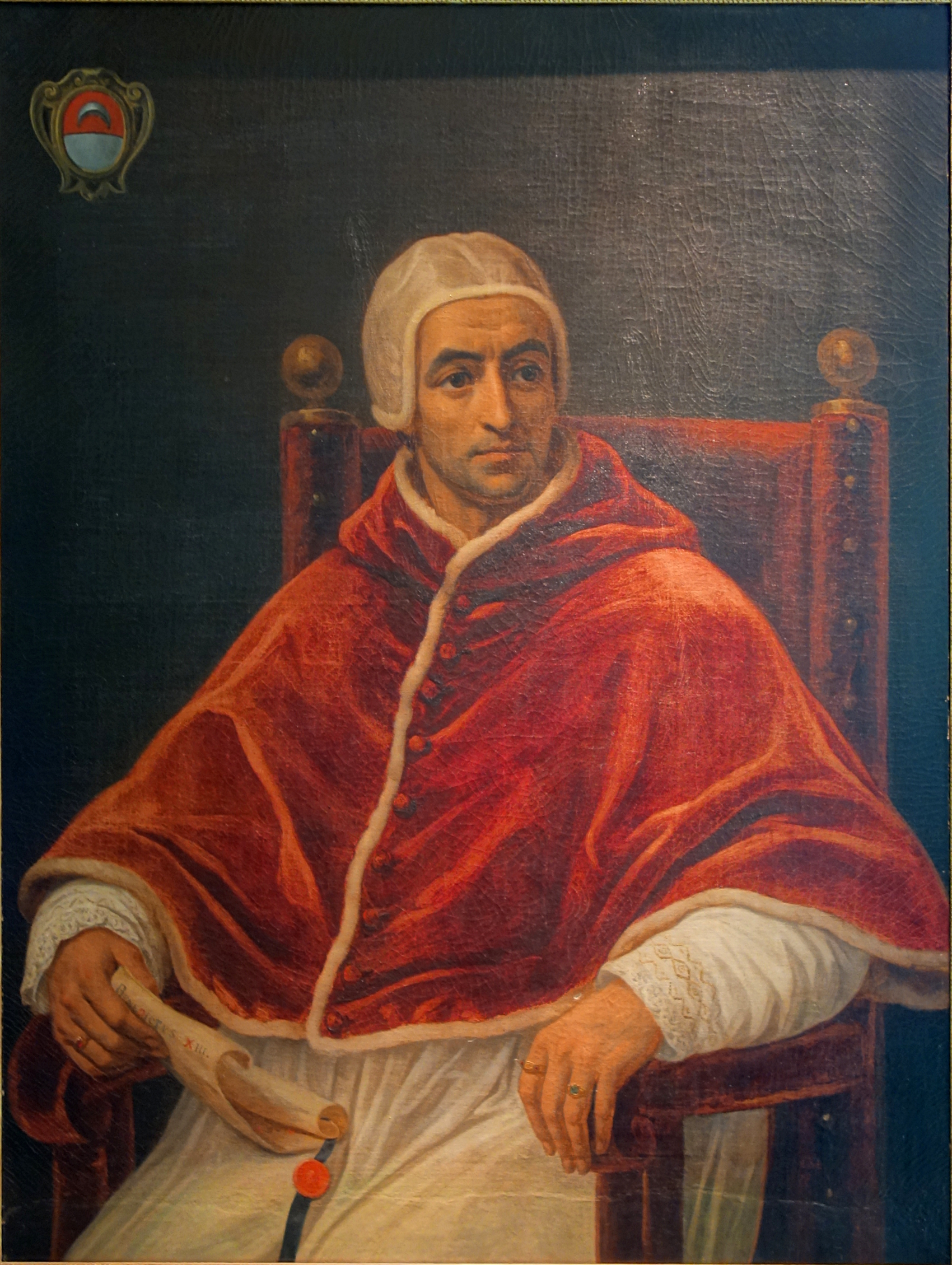
Benoît XIII, Antipape d’Avignon (Henri Auguste César Serrure; XIXe siècle)

### Palais neuf deClémentVI
Benoît XII ayant expiré le 25 avril 1342, le cardinal Pierre Roger lui succéda le 7 mai sous le nom de Clément VI. Il entra dans le palais construit pour Benoît XII. Ce dernier ne lui parut point suffisant. Jean de Louvres, dit de Loubières, fut chargé d’édifier un palais neuf digne de lui. Dès le début de l’été 1342, il ouvrit un nouveau chantier et s'installa dans l'ancienne salle d'Audience de Jean XXII, au milieu de ce qui allait devenir la Cour d'honneur, jusqu'à sa démolition en 1347.

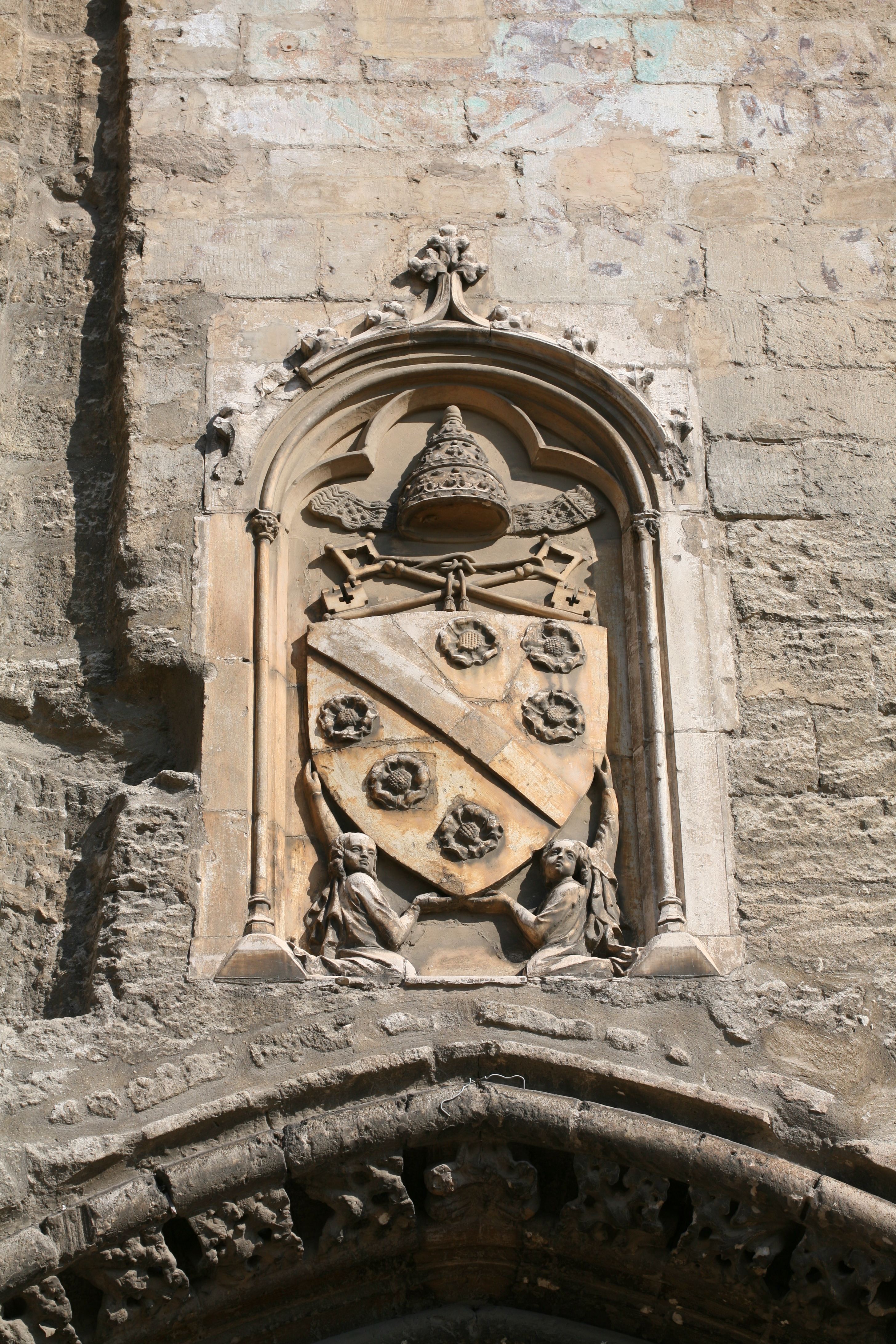
Les Armoiries de Clément VI au-dessus de la porte des Champeaux.

Il attaqua ses travaux le 17 juillet 1342 avec la tour des Cuisines et la tour de la Garde Robe. Ces deux nouvelles tours furent achevées en mai 1343. Dans la tour des Cuisines se trouvait la Bouteillerie qui servait aussi à déposer dans des coffres la vaisselle d’or et d’argent de la table pontificale. Clément VI fit également aménager des étuves.
Le 4 mars 1345, il commença le chantier du nouveau palais (Opus Novum) dont la tour du Trouillas fut enfin terminée en mars 1346. Lors de la clôture des travaux, le 21 octobre 1351, la superficie totale du palais des papes atteignit 6 400 m2. Tous ceux qui virent, en ce temps-là, le palais neuf furent impressionnés à l’exemple de Jean Froissart qui le tint pour « la plus belle et la plus forte maison du monde ». Un siècle plus tard, César de Nostredame, le fils puîné de Nostradamus, tombait toujours en admiration devant « sa fière et austère façade ».
Avec cette nouvelle façade, le palais avait pris l’aspect que nous lui connaissons aujourd’hui. Et Clément VI n’oublia pas de faire placer les armoiries des Roger sur l’entrée principale, au-dessus du nouveau portail des Champeaux. L’héraldique décrit ainsi ce blason : « d’argent à la bande d’azur accompagné de six roses de gueules, trois en chef en orle, trois en pointe de bande ».
Mais surtout le pape fit couvrir les murs de fresques. Matteo Giovanetti, un prêtre de Viterbe, élève du grand Simone Martini qui se mourait à Avignon, dirigea d'importantes équipes de peintres venus de toute l'Europe.
Matteo Giovanetti commença le 13 octobre 1344 la décoration de la chapelle Saint-Martial qui s’ouvre dans le Grand Tinel. Elle fut achevée le 1er septembre 1345. Du 9 janvier au 24 septembre 1345, il décora l’oratoire Saint-Michel. En novembre 1345, il débuta les fresques du Grand Tinel qu’il termina en avril 1346. Puis du 12 juillet au 26 octobre 1347, il œuvra dans la salle du Consistoire, puis dans la chapelle Saint-Jean,.
Le 9 juin 1348, Clément VI acheta Avignon à la reine Jeanne pour 80 000 florins, la ville devint alors indépendante de la Provence et propriété pontificale comme le Comtat Venaissin.

### Palais des papes après Clément VI

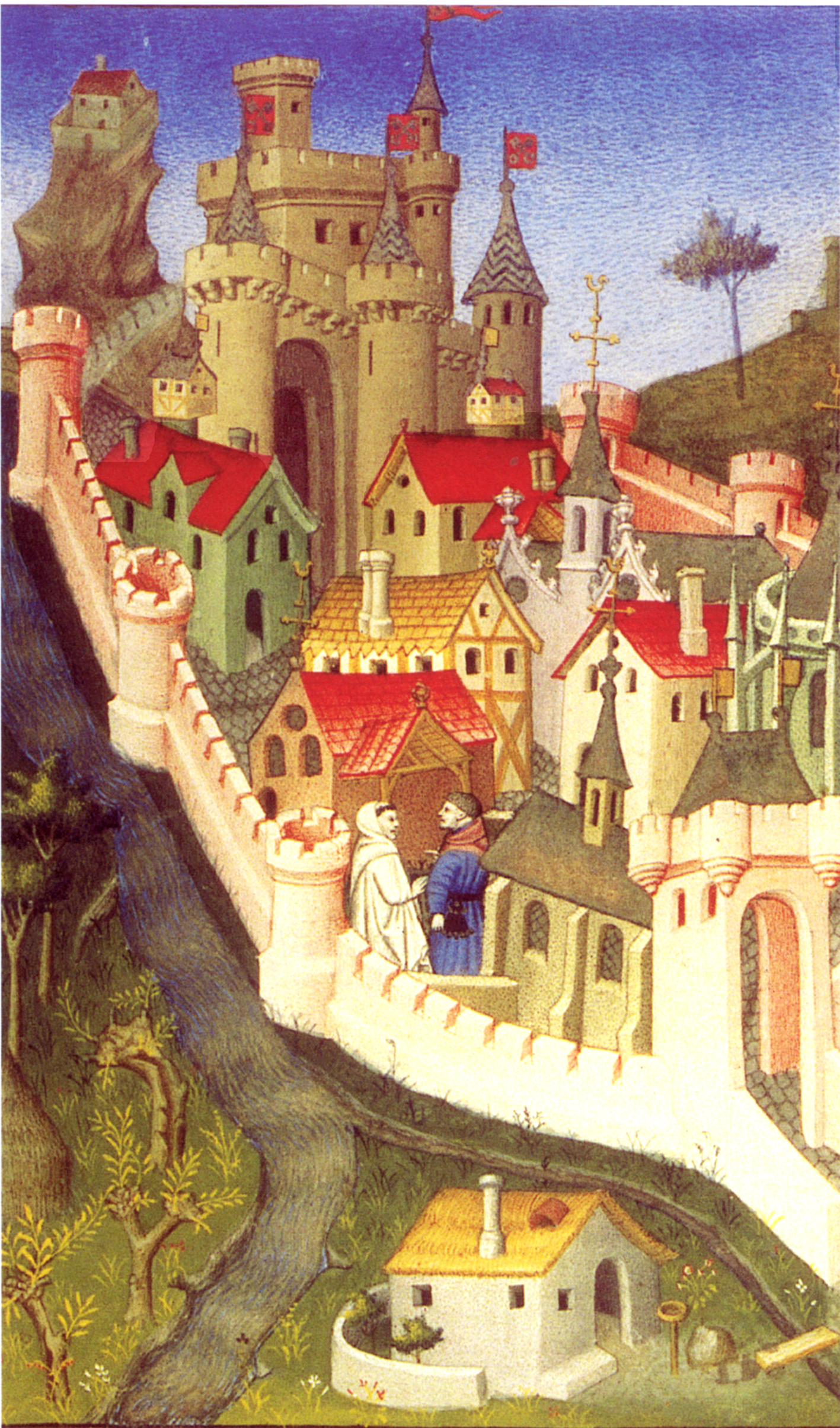
Représentation d'Avignon et du « palais forteresse » datant du début du XVe siècle.
Atelier du maître de Boucicaut, ms. 23279, f° 81, Bibliothèque nationale.

Lorsqu'en 1352 Clément VI décéda, les réserves financières du Siège apostolique étaient au plus bas. C'est l'une des raisons qui fit que ses successeurs durent se contenter de menus travaux et de finitions.
Giovanetti reprit ses pinceaux en 1352. Un prix-fait du 12 novembre fait mention des fresques des Prophètes de la Grande Salle de l’Audience, les seules peintures du pontificat d’Innocent VI. Un an plus tard, le pontife fit renforcer l'aile sud par la construction de la tour Saint-Laurent et la tour de Gache fut surélevée.
En 1354, l'incendie qui ravagea la tour de Trouillas n'empêcha pas la continuité des travaux de la tour Saint-Laurent. Sa construction fut achevée en 1356. Atteint de la goutte, Innocent VI fit bâtir, en 1357, un petit pont couvert entre le Petit Tinel et la sacristie nord. Ce pont n'existe plus car il fut détruit en 1811.
Le 6 novembre 1362, dans la chapelle du palais vieux, Guillaume de Grimoard fut couronné pape par Étienne-Audouin Aubert, cardinal d’Ostie et neveu du pontife défunt. Il prit le nom d'Urbain V et déclara à son arrivée au palais : « Mais je n'ai même pas un bout de jardin pour voir grandir quelques fruitiers, manger ma salade et cueillir un raisin ». Ce fut pourquoi il entreprit durant son pontificat de coûteux travaux d'extension des jardins pontificaux. Celui qui jouxte le palais des papes sur sa façade orientale est toujours dénommé « Verger d'Urbain V ».
Outre les jardins, Urbain V fit construire par l'architecte Bertrand Nogayrol, la Roma, une longue galerie à un étage, perpendiculairement à la tour des Anges. Elle fut achevée en 1363, et cette date marque la fin des travaux architecturaux du palais neuf.
Le pape fit décorer la Roma par Matteo Giovanetti. Ses peintures sur toile de la vie de saint Benoît débutèrent le 31 décembre 1365 pour s’achever en avril 1367,. Cette galerie n'existe plus de nos jours car elle a été rasée par le génie militaire en 1837.

### Sièges du palais des papes

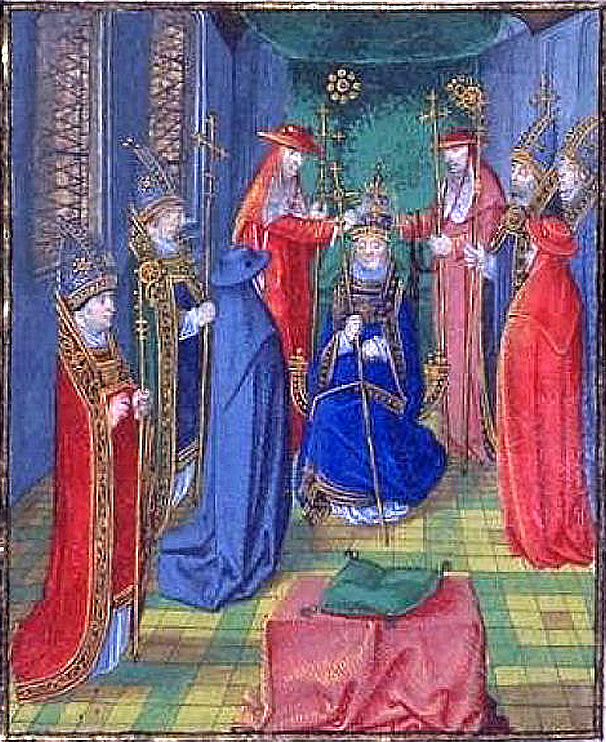
Les cardinaux de Saint-Martial et de Neufchâtel couronnent Benoît XIII.
Chroniques de Froissart,
FR 2646, f° 190 v. Bibliothèque nationale.

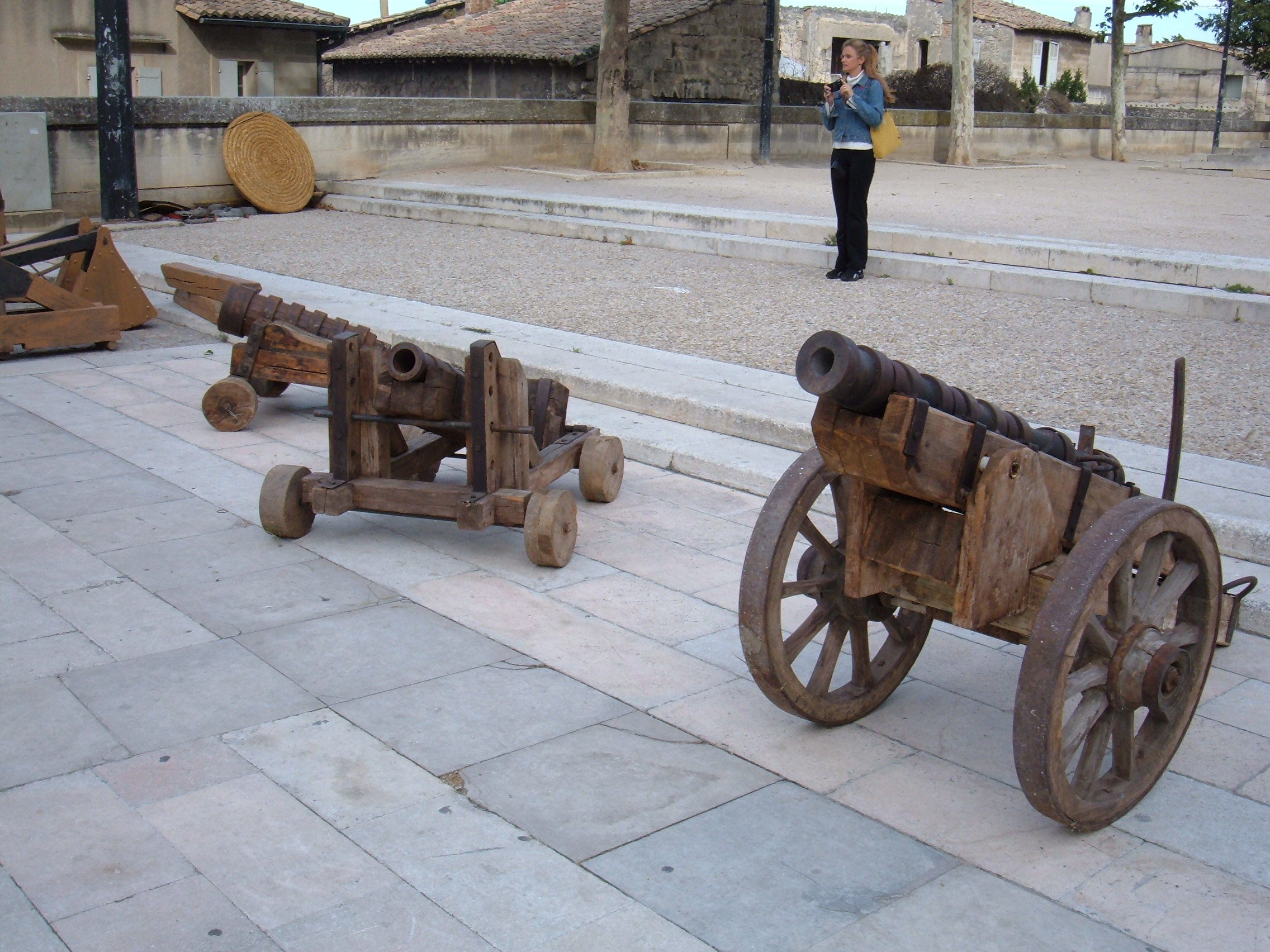
Bombardes médiévales exposées sur la place du palais des papes.

Grégoire XI ne fit entreprendre aucun chantier sur le palais. Il ramena la papauté à Rome où il décéda en 1378. Le conclave porta d'abord sur le trône pontifical Urbain VI. Mais l'élection ayant été faite sous les menaces des Romains et le nouveau pontife ayant surtout un caractère irascible, les cardinaux se déjugèrent, le déposèrent et mirent sur le trône de saint Pierre Clément VII. Le Grand Schisme venait de commencer. Urbain VI restant à Rome, Clément VII à Avignon s'installa dans le palais des papes.
Il eut comme successeur Benoît XIII, élu le 28 septembre 1394, qui avait promis de se démettre, s'il le fallait, pour mettre un terme au Grand Schisme. Son acharnement à ne point tenir sa parole lui valut un premier retrait d'obédience de la part de la France et de ses alliés le 28 juillet 1398. Le pontife avignonnais s'enferma alors dans son palais où vint l'assiéger Geoffroy le Meingre, dit Boucicaut, en septembre.
La cuisine du Grand Tinel fut, lors de ce premier siège, le théâtre d'une intrusion de la part des hommes de Boucicaut et de Raymond de Turenne, le neveu de Grégoire XI. Martin Alpartils, un chroniqueur catalan contemporain, narre leur coup de force. Ayant réussi à pénétrer sous l'enceinte du palais en remontant la Durançole et les égouts des cuisines, ils empruntèrent un escalier à vis qui les mena dans la cuisine haute. Alertées, les troupes fidèles à Benoît XIII les repoussèrent en leur jetant des pierres détachées de la hotte et des fascines enflammées.
Ce récit est corroboré par le facteur avignonnais de Francesco di Marco Datini, le grand marchand de Prato auquel il écrivit :

« Hier, 25 octobre, nous étions ce soir-là à table, lorsqu'il vint un chevalier espagnol qui s'arma dans la boutique : nous eûmes bien de lui 200 florins. »

Questionné, l'acquéreur indiqua que lui et les siens allaient pénétrer dans le palais par les égouts.

« Bref à minuit, 50 à 60 des meilleurs qui se trouvaient là, entrèrent dans ce palais. Mais, lorsque tous ces gens furent dedans, une échelle, dit-on, se renversa et la chose fut découverte sans qu'ils puissent retourner en arrière. Le résultat fut que tous les nôtres furent faits prisonniers, la plupart blessés et que l'un d'eux fut tué. »

Le facteur attribue l'échec de ce coup de main à la fébrilité et à la précipitation de ses auteurs :

« Ils étaient si désireux d'entrer dans ce palais, et Dieu sait que c'était une belle proie ! Pensez qu'il y a dedans plus d'un million d'or ! Depuis quatre ans ce pape a toujours ramassé de l'or. Ils eussent été tous riches, et maintenant ils sont prisonniers, ce qui afflige beaucoup la ville d'Avignon »

Après trois mois de combat intense, le siège s'éternisa et le blocus du palais fut décidé. Puis en avril 1399, seules les issues furent gardées pour empêcher Benoît XIII de s'enfuir. La correspondance envoyée à Prato continue à faire vivre le quotidien du siège vu par des Avignonnais. Une lettre datée du 31 mai 1401 avertit l’ancien négociant avignonnais de l’incendie de son ancienne chambre :

« Le dernier jour du mois passé, la nuit, avant prime, quatre maisons ont brûlé devant chez vous, exactement en face de la chambre du haut dans laquelle vous aviez coutume de dormir ; et puis le feu fut chassé par le vent contraire dans votre chambre et la brûla avec lit, courtines, quelques marchandises, écritures et autres choses, parce que le feu était fort et prit à une heure où tout le monde dormait, si bien que nous ne pûmes sortir ce qui était dans votre chambre étant occupés à sauver des choses de plus grande valeur. »

Celle du 13 novembre informe le marchand du bombardement de sa maison :

« L’homme du palais (le pape) a commencé à tirer la bombarde, ici, dans les Changes et dans la rue de l’Épicerie. Il a lancé dans votre toit une pierre de 25 livres qui en a enlevé un morceau et qui est venue tomber devant la porte sans faire de mal à personne, grâce à Dieu. »

Finalement, en dépit de la surveillance dont il était l'objet, le pontife réussit à quitter le palais et sa ville de résidence le 11 mars 1403, après un éprouvant siège de cinq ans.
Si Benoît XIII ne revint jamais plus à Avignon, il avait laissé sur place ses neveux, Antonio de Luna avec la charge de recteur du Comtat Venaissin, et Rodrigo. Celui-ci et ses Catalans s'installèrent dans le palais pontifical. Le mardi 27 janvier 1405, à l'heure de vêpres, le clocher pyramidal de Notre-Dame des Doms s'écroula et écrasa dans sa chute l'antique baptistère dédié à saint Jean. Les Catalans furent accusés de cette action et ils en profitèrent pour établir une plateforme sur ces ruines afin d'installer leur artillerie.
Confronté à la déposition de son oncle par le concile de Pise, en 1409, et à la défection des Avignonnais et des Comtadins, l'année suivante, Rodrigo de Luna, devenu recteur à la place de son frère, regroupa toutes ses forces dans le palais des papes. Pour sa sécurité, il continua à fortifier le rocher des Doms et afin de voir venir de possibles assaillants, il finit de faire démolir toutes les maisons devant le palais et forma ainsi la grande esplanade que l'on connaît aujourd'hui. Le second siège fut mis devant le palais et fut appelé dans les chroniques contemporaines « guerre des Catalans ». Il allait durer dix-sept mois. Enfin, le 2 novembre 1411, les Catalans de Rodrigo de Luna, affamés et désespérant de recevoir de l'aide, acceptèrent de se rendre au camérier François de Conzié.
L'Arlésien Bertrand Boysset note à ce propos dans son journal qu'en 1403, dès le mois de décembre, furent démolies toutes les maisons situées entre le grand et le petit palais pour faciliter la défense :

« L’an MCCCCIII, du mois de décembre, janvier et jusqu’à mai, furent démolies les maisons qui étaient entre le grand et le petit palais, jusqu'au pont du Rhône ; et après on commença à bâtir de grands murs sur la Roque de Notre-Dame des Doms grâce auxquels étaient reliés le grand palais au petit palais et à la tour du pont, de telle façon que le pape Benezey et les autres après lui puissent entrer et sortir du palais. »

Entretemps, à Pise, le concile avait élu un nouveau pape Alexandre V. Alors que son objectif était de mettre fin au schisme, la chrétienté se retrouvait avec non plus deux mais trois papes. Ce pontife, reconnu par la Cour de France, envoya le cardinal Pierre de Thury pour gouverner Avignon et le Comtat. Il eut le titre de légat et vicaire général de 1409 à 1410.
Mais les 5 et 6 décembre 1409, sur ordre de Rodrigo de Luna, que le légat n'avait pas démis de ses fonctions de recteur du Comtat, se réunirent les États à Pont-de-Sorgues. Les Catalans pour résister aux ennemis de Benoît XIII avaient besoin de troupes et d’argent. Les délégués des trois ordres autorisèrent ces deux levées. Et pour simplifier les choses, alors que Benoît XIII était réfugié à Peñíscola et Grégoire XII régnait à Rome, le cardinal Baldassarre Cossa, fut élu par le concile de Pise. Il prit le nom de Jean XXIII. Il y avait à nouveau trois papes et ce fut lui qu'Avignon choisit comme souverain pontife.

### Cas de Pétrarque auXIVesiècle

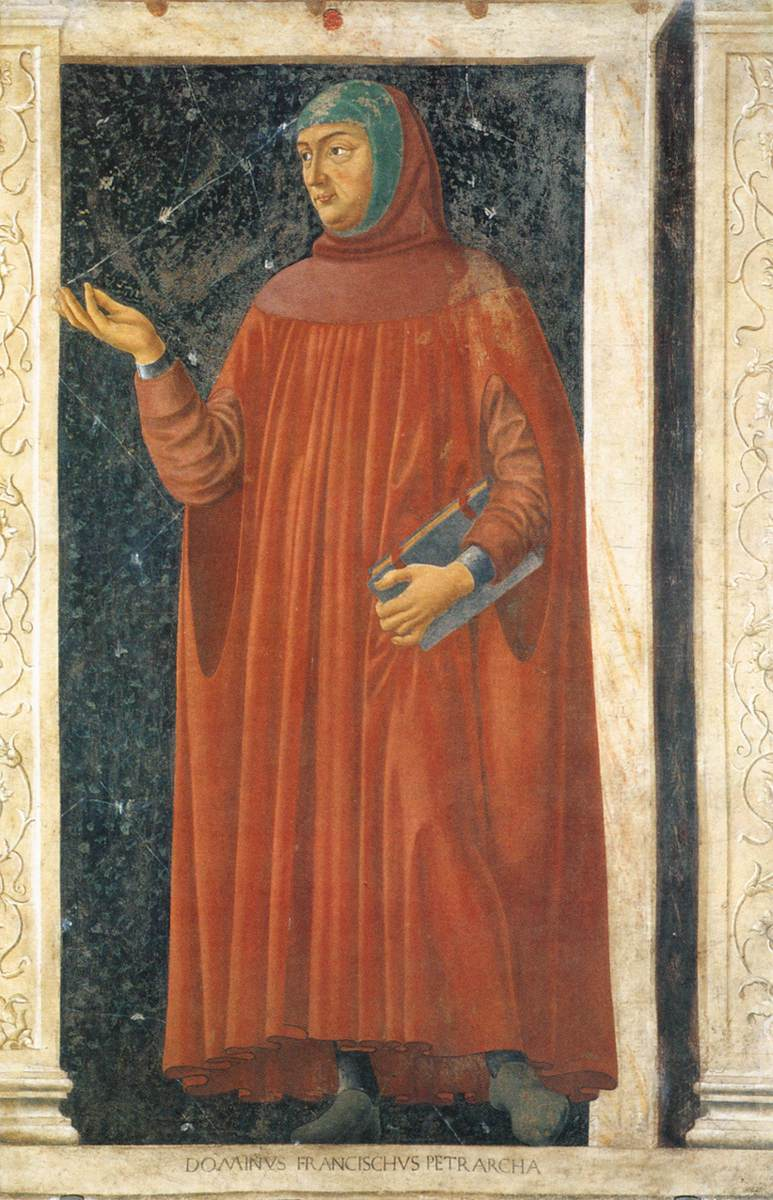
Pétrarque est un critique italien du régime de la cour papale installée au Palais des papes d’Avignon.

Pétrarque, grand poète italien, avait passé son enfance à Avignon.
Bien qu'il fût recruté par la cour papale, il refusa d’éviter une critique sévère du régime papal d’Avignon.
Ainsi, il dénonce les dérives fastueuses et absolutistes des papes. De plus, la Captivité de Babylone sera une expression utilisée par ce dernier pour résumer le sentiment qui se diffuse, surtout, en Italie, au sujet de la papauté en Avignon.

### Palais après les papes

#### François de Conzié, gouverneur d'Avignon
En 1411, Jean XXIII nomma le camérier François de Conzié, qui était déjà vicaire général d'Avignon, gouverneur des États pontificaux. Ce pape, incapable de régler à Pise les problèmes du royaume de Naples, désirait s'installer à Avignon. Le 31 décembre 1412 il adressa des instructions à son camérier. Pour les réparations nécessaires au palais des papes, il devait réserver les ventes des biens meubles et immeubles d’Avignon et du Comtat dont les propriétaires mouraient sans héritier et y consacrer les sommes restituées par les usuriers des provinces ecclésiastiques d’Arles, Aix-en-Provence et Embrun de même que celle d’Avignon et du Comtat ainsi que les legs faits à des œuvres pies.
Un temps d'arrêt fut marqué à partir du dimanche 7 mai 1413 quand le décor représentant une voûte céleste, toiles de couleur bleue et constellées d'or, ainsi que les fresques qui ornaient les murs du grand Tinel furent détruits par un incendie.
Le 8 février 1414, de Mantoue, Jean XXIII fit parvenir de nouvelles instructions. François de Conzié avait ordre d'utiliser sur place le reliquat des sommes dues à la Révérende Chambre apostolique, l’impôt sur la croisade contre Ladislas de Duras, des contributions fournies par différents évêchés, les cens dus par la chapitre de Maguelonne et la ville de Montpellier et 500 florins à prendre sur la dépouille de Jean la Vergne, évêque de Lodève.

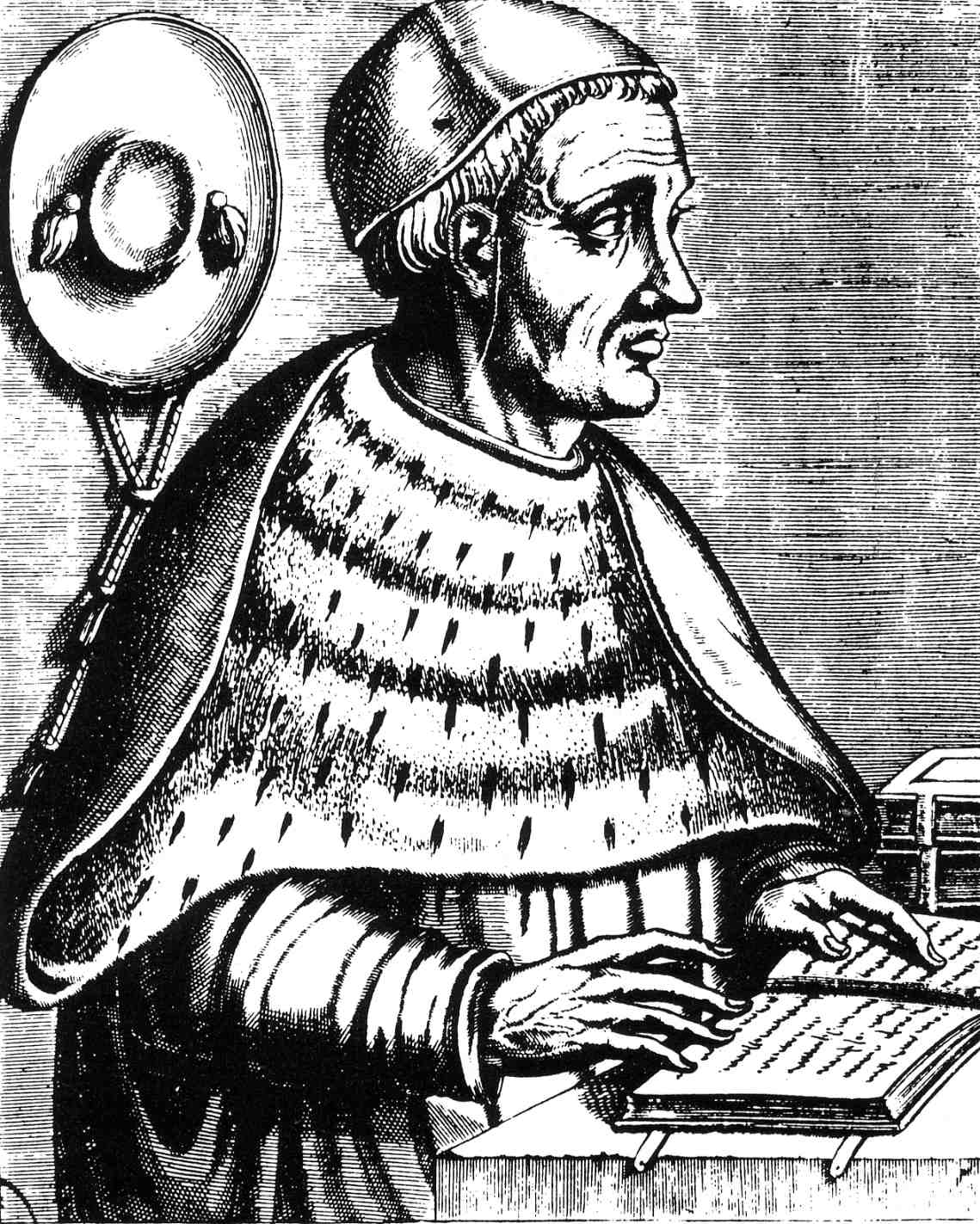
Pierre d'Ailly, le premier cardinal-légat officiel d'Avignon.

Les travaux avancèrent puisque le 17 avril 1414, pour refaire les toitures du palais, Guillaume Fournier et Guillaume André, tuiliers à Châteauneuf-Calcernier, s’engagèrent à livrer 25 000 tuiles à la Saint-Michel. Ils reçurent un florin, seize sous d’arrhes avec la promesse que chaque mille leur sera payé 6,5 florins.
Le camérier et gouverneur d'Avignon en profita aussi pour faire restaurer tous les édifices endommagés pendant la « guerre des Catalans », dont le pont d'Avignon, la cathédrale et les remparts.
Ce fut le 21 décembre 1415 que François de Conzié reçut l’empereur Sigismond de Luxembourg venu spécialement à Avignon pour passer les fêtes de Noël. Il en repartit le 13 janvier 1416, en emportant une reproduction du palais des papes qu’il avait commandée au camérier. Elle avait été spécialement exécutée par Jean Laurent, architecte, et maître Bertrand, peintre, qui avait reçu 50 florins pour leur œuvre.
En 1418, l’élection de Martin V par le concile de Constance mit un terme au Grand Schisme et Pierre d'Ailly fut nommé légat à Avignon par le nouveau pontife. Il mourut deux ans après. Il ne fut pas remplacé et François de Conzié continua à gouverner seul jusqu'à son décès le 31 décembre 1431.

#### Légats pontificaux
Après un conflit entre le pape Eugène IV et le concile de Bâle pour savoir qui aurait la charge d'Avignon, un compromis intervint pour désigner le cardinal Pierre de Foix.
Ces tergiversations irritèrent Avignonnais et Comtadins, ce qui contraignit le cardinal à arriver à la tête d'une armée pour mater la révolte. Les Comtadins cédèrent en mai 1433 et Avignon capitula le 8 juillet après un siège de deux mois. Le nouveau gouverneur put alors s'installer au palais des papes. Ce fut là, le 24 novembre 1433, qu'il reçut du pape la bulle le nommant légat a latere avec juridiction sur les pays de langue d'oc.
Le conflit entre le pape de Rome et les pères conciliaires s'envenimant, en 1436, il fut un moment question que le concile quittât Bâle et vînt tenir ses assises en Avignon. La rupture fut parachevée quand le duc de Savoie, Amédée VIII, fut élu pape. Son intronisation eut lieu dans la cathédrale de Lausanne, où il fut couronné le 23 juillet 1440 et prit le nom de Félix V. Ses envoyés tentèrent de soulever la ville d'Avignon le 15 septembre mais leur tentative échoua.

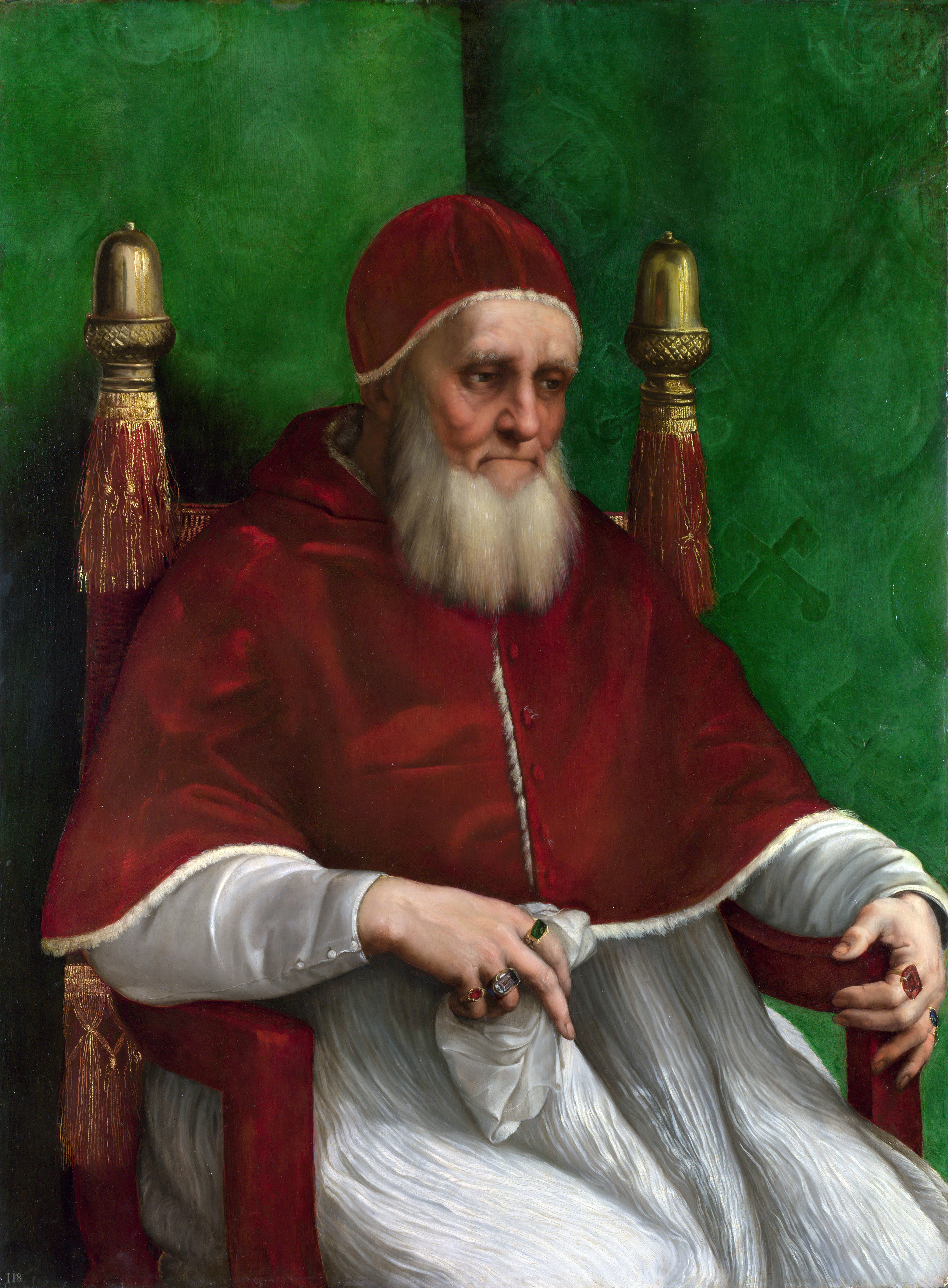
Le légat Julien de la Rovère, devenu le pape Jules II.

À Avignon, le cardinal de Foix fut à la fois un administrateur avisé et un grand seigneur qui dépensa sans compter. Il décéda le 13 décembre 1464 et ses héritiers ne se résolurent à rendre le palais des papes qu'en mars 1465.
Louis XI insista alors auprès du Vatican pour faire nommer un prélat de sa famille à la légation d'Avignon. Si Paul II s'y refusa, son successeur Sixte IV accepta d'en confier la charge à Charles de Bourbon, archevêque de Lyon. Le 2 avril 1472, il reçut les pouvoirs mais non le titre de légat et fut révoqué le 21 février 1476, ce qui permit au pape de nommer légat son neveu, Julien de la Rovère, pour lequel l'année précédente, il avait élevé l'évêché d'Avignon au rang d'archevêché.
Furieux Louis XI décida d'intervenir militairement le 30 avril 1476 pour réinstaller son cousin au palais des papes. Si l'affaire put se régler diplomatiquement, cela n'empêcha point le roi de France de diriger quelques compagnies de routiers soudoyées par ses soins vers Avignon et le Comtat pour les piller.
Mais le futur Jules II se révéla aussi fin tacticien qu'administrateur éclairé. Ce fut lui qui créa en 1476 le célèbre Collège du Roure, révisa en 1481 les statuts municipaux et qui, après s'être opposé au pape Alexandre VI, en 1494, et être rentré en grâce un an plus tard, reçut magnifiquement, César Borgia, le fils du pape, dans son palais d'Avignon. Il fut élu pape le 1er novembre 1503. C'est à lui que l'on doit la première vraie restauration du palais après le départ définitif des papes et antipapes.
Après Julien de la Rovère, ces fonctions passèrent aux cardinaux Georges d'Amboise (1503-1510) et Robert Guibé (1510-1513). Leur successeur fut le cardinal François-Guilhem de Clermont-Lodève (1503-1541). Nommé par Léon X, à sa demande, il entreprit toute une série de travaux dans le palais pontifical. Il fit d'abord restaurer les chapelles de Benoît XII et de Clément VI en 1516, puis fit édifier deux ans plus tard la salle de la Mirande. Il est entré dans l'histoire avignonnaise pour avoir reçu à six reprises François Ier au palais des papes. Le roi de France vint une première fois en février 1516, au retour de Marignan, puis lors de la première invasion de la Provence par les troupes de Charles Quint, où il fut reçu le 14 septembre 1526 par le légat. Il fit un nouveau séjour en août 1533, alors qu'il se rendait à Marseille pour rencontrer Clément VII.
Ce fut à l'issue de ces trois premières visites que le roi fit publier des lettres patentes, en février 1535, accordant aux Avignonnais le statut de « régnicole », c'est-à-dire sujets du roi. Il revint à nouveau le 12 septembre 1536 lors de la seconde invasion de la Provence par Charles Quint, puis les 14 et 15 décembre 1537 et enfin les 13 et 15 mai 1538.
Ensuite la légation revint au cardinal Alexandre Farnèse (1541-1565), archevêque d'Avignon et neveu du pape Paul III. Il ne résida pas et délégua ses pouvoirs à des vice-légats. Sa seule visite eut lieu en 1533 pour se rendre à Avignon et Carpentras. Pour lutter contre les religionnaires, en 1561, Pie IV dut envoyer son cousin Fabrice Serbelloni. Le capitaine pontifical avait pour mission de défendre Avignon et le Comtat contre l'hérésie.Il s'en acquitta tant par les armes qu'en proscrivant la réforme dans l'ancienne cité papale. Il transforma le palais des papes en prison pour les hérétiques et, en 1562, fit décapiter sur la place du palais, Jean-Perrin Parpaille, fils d'un ancien primacier de l'université d'Avignon.
Le 22 février 1559, par bulle, Pie V ordonna à son vice-légat d'expulser les juifs d'Avignon dans un délai de trois mois. Jean-Marie de Sala porta, de son propre chef ce délai à deux ans, ce qui lui valut d'être démis et rappelé à Rome.
Cousin du roi Charles IX et nouveau légat, le cardinal Charles de Bourbon (1565-1590) ne résida pas non plus et se fit remplacer par un colégat en la personne du cardinal Georges d'Armagnac (1565-1585). Celui-ci transforma Avignon en bastion de la Contre-Réforme. En 1566, il mit notamment en place un tribunal de la Rote, calqué sur celui de Rome, qui jugea toutes les affaires ecclésiastiques, civiles et criminelles. Il fut aussi bâtisseur. Son contemporain, Louis de Pérussis, dans ses Discours écrivit quelques lignes jugeant sévèrement le palais des papes :

« Ce palais est une grande masse de pierre et l'une des grandes de la chrétienté, ung vray cahos et un corps sans ame, non faict par ordonnance, proportion, pour commodité ou pour plaisir, estant ung bastiment confiz et sans la qualité de l'architecture. »

Mais cette pique acérée n'était pas gratuite et avait uniquement pour but de louanger ensuite le colégat pour l'ensemble des travaux qu'il avait fait réaliser dans le palais :

« Il (le cardinal) se mit à bastir, percer, rompre, rédiffier, dressant galeries, passages, salles, chambres, antichambres, guarderobes, cabinetz, estuddes, lieux secrets, jardins, cotihles, offices, librairies, tinelz, guardemenger, despences, fourtz ; esclaircissant, donnant l'air, blanchissant, plastrant et enrichissant tous tels lieux, de façon qu'ils ressemblent ja une belle et nefve transformation, retornée d'obscurité et vieillesse en clarté et nouveauté
. »

Il fut remplacé par Dominique Grimaldi (1585-1589), ancien général des galères pontificales à Lépante. Ce prélat guerrier participa lui-même sur le terrain à la lutte contre les protestants.

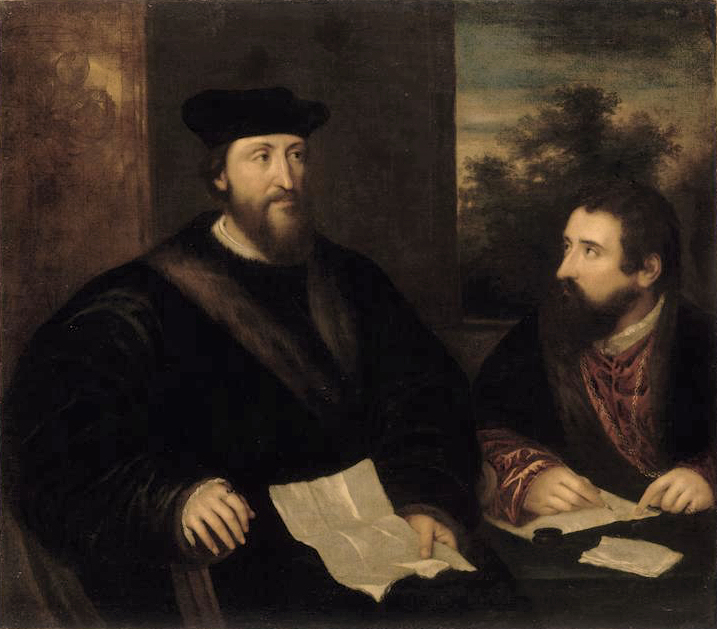
Le cardinal Georges d'Armagnac, colégat d'Avignon, et son secrétaire Guillaume Philandrier par Titien.
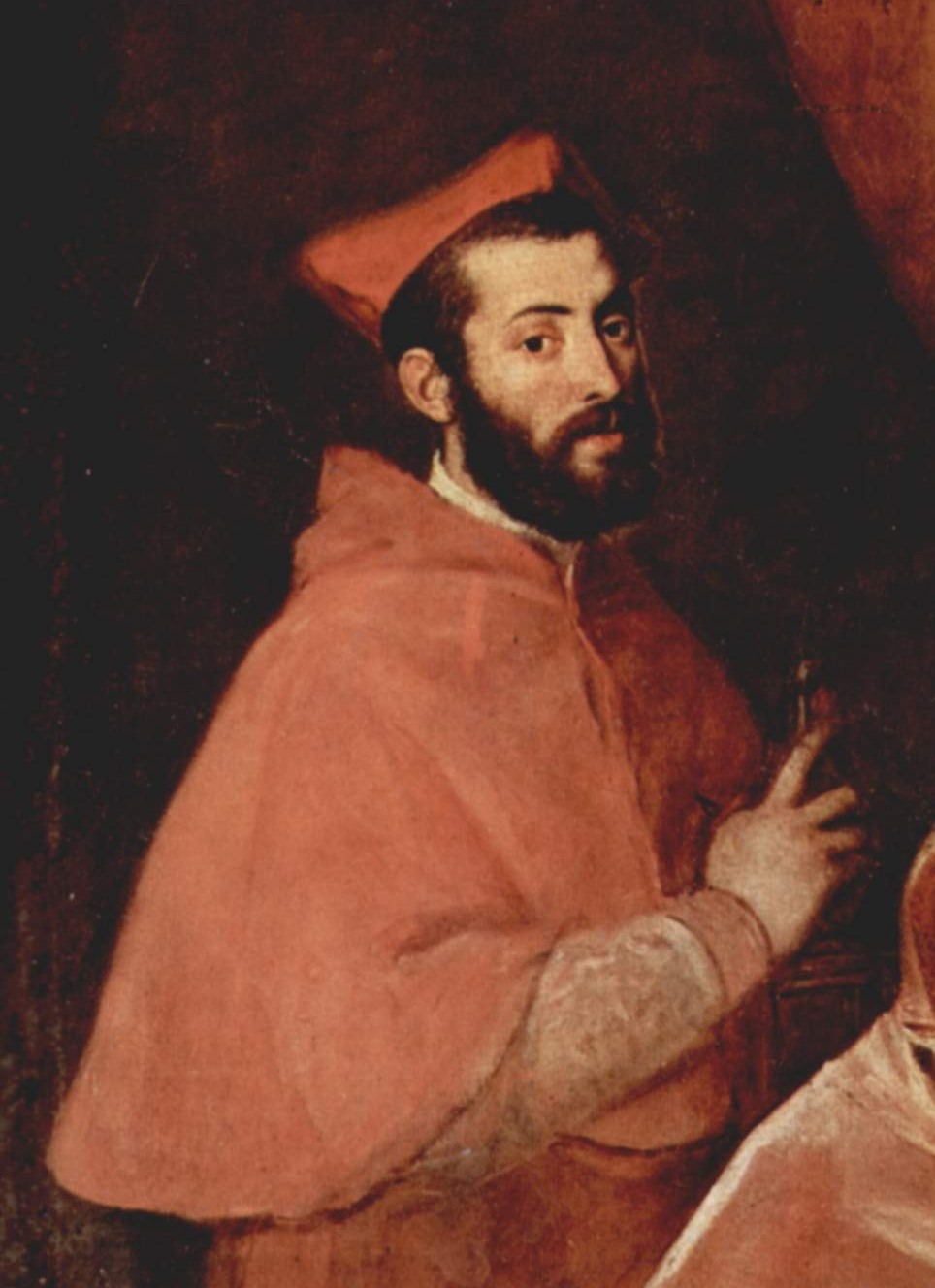
Alexandre Farnèse, archevêque et cardinal-légat d'Avignon.
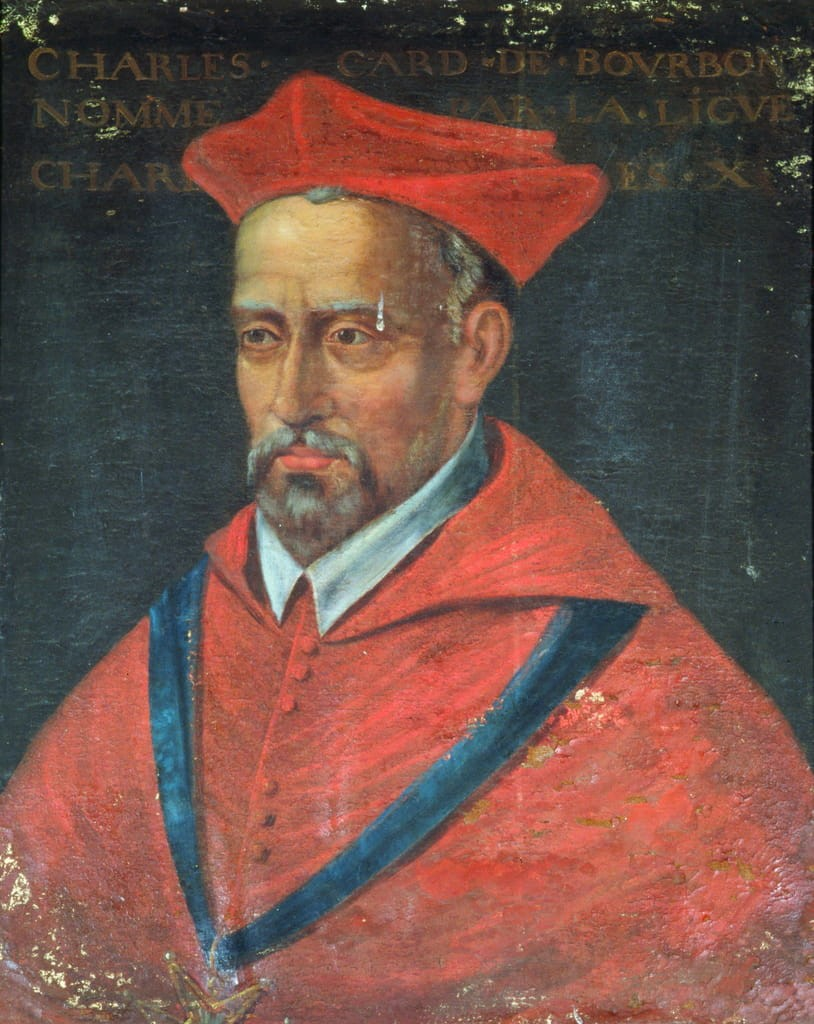
Charles de Bourbon, archevêque de Rouen et cardinal-légat d'Avignon.
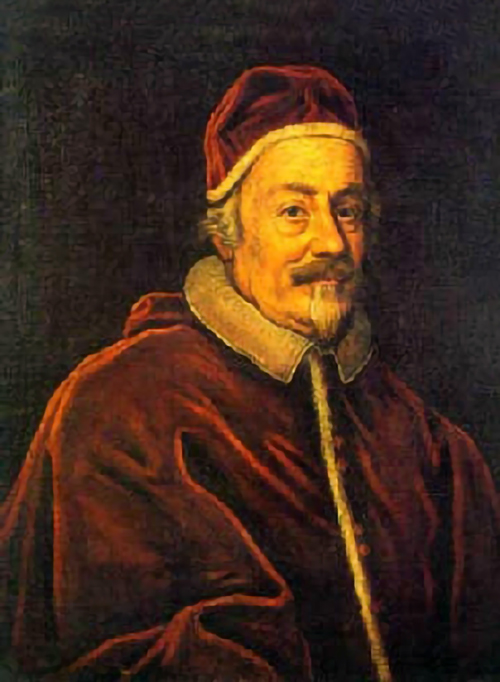
Pierre Ottoboni, dernier cardinal-légat d'Avignon et futur pape Alexandre VIII.

#### Vice-légats d'Avignon

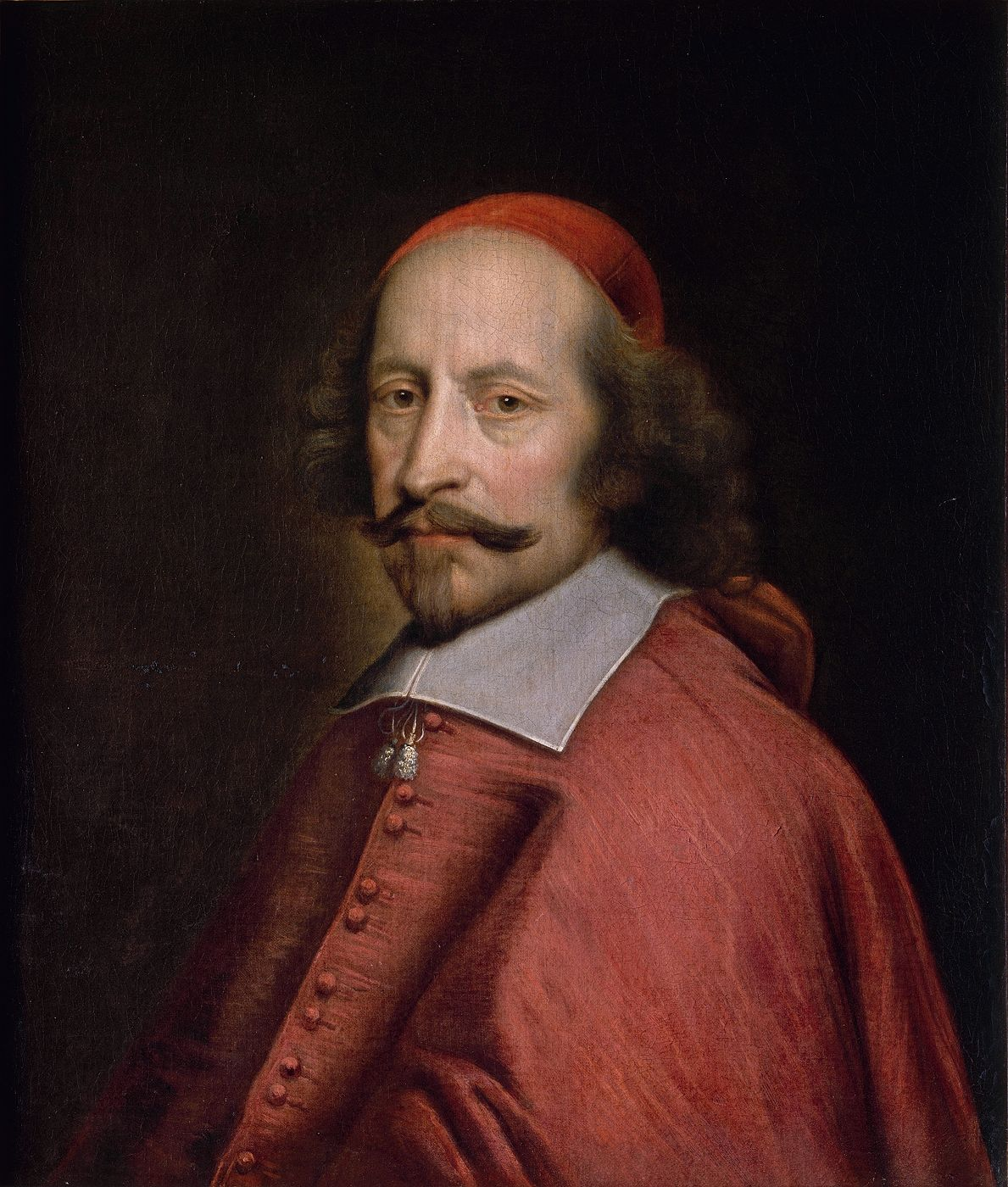
Jules Mazarin, cardinal vice-légat d'Avignon.

Dès la fin du XVIe siècle, les véritables gouverneurs des États pontificaux enclavés en France furent les vice-légats. Le plus célèbre d'entre eux reste le cardinal Jules Mazarin, qui eut Fabrice de La Bourdaisière comme pro vice-légat de 1634 à 1636, pendant sa nonciature à Paris. Joseph Girard explique :

« Après la mort du cardinal de Bourbon, la légation avait toujours été confiée à des cardinaux italiens, neveux ou parents du pape, qui ne résidèrent pas à Avignon. On finit par supprimer la charge. À partir de 1691, le vice-légat continua à administrer les États du Saint-Siège, mais sous la direction d'une commission de cardinaux et de prélats siégeant à Rome et qu'on appela la « Congrégation d'Avignon ». Il garda également la délégation des pouvoirs spirituels dans les provinces ecclésiastiques de Vienne, d'Arles, d'Aix et d'Embrun. Il avait, à ce titre, sa propre chancellerie ou daterie ; il était ecclésiastique et toujours italien. D'ailleurs toutes les fonctions importantes et l'archevêché furent désormais dévolus à des Italiens. »

Les inconvénients furent d'abord linguistiques. Alors que la langue française s'était substituée, depuis 1540, au latin et au provençal pour la rédaction de tous les actes officiels, elle fut supplantée par l'italien dans tous ceux émanant de la vice-légation.
Cela fut accepté par la noblesse et les familles de notables qui avaient conquis le quasi-monopole des charges municipales. Beaucoup moins par la bourgeoisie marchande et le peuple qui conservait son parler provençal.
Sur cette base d'incompréhension, l'impact majeur fut social. Il suffit que le cardinal Alexandre Bichi, évêque de Carpentras (1630-1657), mît le feu aux poudres. Politicien tracassier et ambitieux, ses intrigues ajoutées aux abus de l'administration et aux lourdes impositions, provoquèrent la « Fronde avignonnaise ». Les pevoulins (vauriens) et les pessugaux (pressureurs) s'affrontèrent. Il y eut des barricades dans Avignon, les Hôtels de Cambis-Servière et de Saint-Roman furent pillés puis incendiés. Les troubles durèrent de 1652 à 1659 et le calme ne revint que lentement et provisoirement.
Une nouvelle explosion fut déclenchée cette fois, en 1664, par les mesures arbitraires du vice-légat Alexandre Colonna (1664-1665). Sa garnison italienne fut chassée du palais des papes et il dut recourir au soutien des troupes françaises pour réintégrer Avignon l'année suivante.
Des mesures furent prises aussi contre les juifs. Le cardinal légat, Francesco Barberini décida d'une mesure leur interdisant de résider dans la ville de leur choix. Le 4 septembre 1624, il leur assigna comme résidence Avignon, Carpentras, Cavaillon et l'Isle-sur-la-Sorgue. Ce sont les Arba Kehilot, les quatre saintes communautés des juifs comtadins.
Et pour éviter les contacts nocturnes trop fréquents entre juifs et chrétiens d'Avignon, le vice-légat Jean Nicolas Conti, le 1er juillet 1656, ordonna de murer toutes les ouvertures de leur carrière.
En 1716, le vice-légat reçut au Palais des Papes Jacques-Edouard Stuart, fils du roi Jacques II Stuart d'Angleterre.Celui-ci revenait d'une tentative malheureuse de restauration en Écosse.La dynastie catholique Stuart d'Angleterre et d'Écosse, déchue de ses trônes après la glorieuse révolution de 1688, bénéficiait du soutien de l'Église Romaine. Le vice-légat Alamanno Salviati rendit au jeune « prétendant » Stuart les honneurs dus à son rang. Dans son ouvrage Les Jacobites, la papauté et la Provence (L'Harmattan, 2019), Gérard Valin relate le séjour de Jacques Edouard en Avignon et les festivités données au palais des Papes.

#### Venue du Roi-Soleil
La visite du futur Roi-Soleil à Avignon eut pour cadre la tournée qu'il fit dans ses provinces provençale et languedocienne entre la signature du traité des Pyrénées, le 7 novembre 1659, et son mariage avec l'infante Marie-Thérèse, fille de Philippe IV, à Saint-Jean-de-Luz, le 9 juin 1660.
Ayant d'abord réglé le problème de la révolte des Marseillais, et reçu la soumission de la cité portuaire le 2 mars 1660, le roi avait fait une entrée triomphante dans Marseille en y pénétrant par une brèche ouverte dans les remparts.

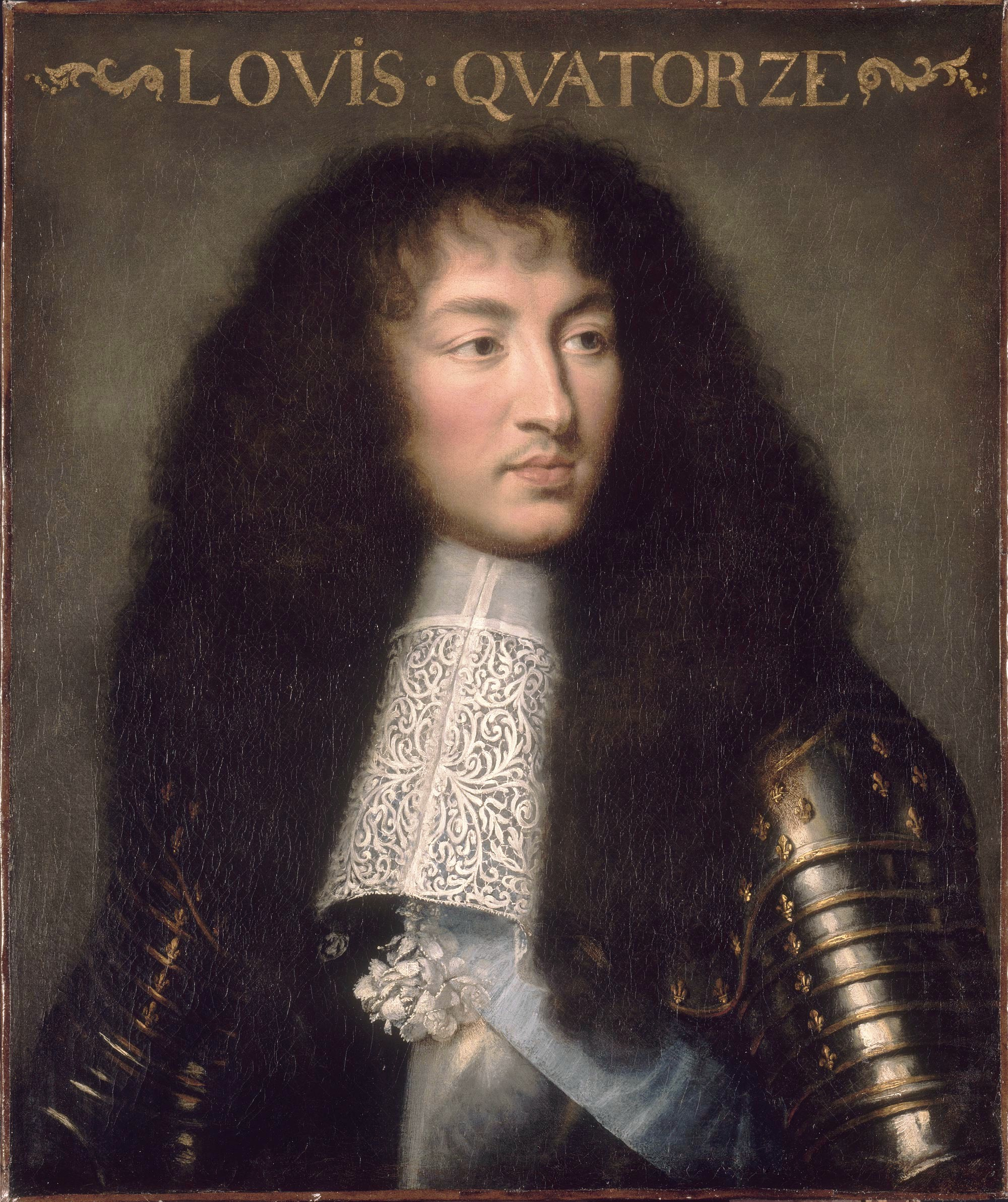
Louis XIV, peint par Charles Le Brun, un an après sa venue à Avignon.

Venant d'Aix-en-Provence, le roi arriva à Avignon, le 19 mars 1660. Accompagné de Monsieur, son frère, il entra par la porte Saint-Lazare, sous une pluie battante. Sa mère, Anne d'Autriche et le cardinal de Mazarin les rejoignirent un peu plus tard, la reine-mère étant allée en pèlerinage à Apt pour honorer les reliques de sainte Anne, sa patronne.
Le premier ministre et la souveraine furent à leur tour reçus au palais des papes par Gaspard de Lascaris, le vice-légat, et Mazarin entra dans ce lieu où 26 ans plus tôt il avait occupé les mêmes fonctions.
La Cour s'installa dans les appartements du palais puisque le roi, alors âgé de 22 ans, avait décidé de faire ses Pâques dans l'ancienne cité pontificale. Aussi, le 28 mars, il se rendit en cortège en l'église des cordeliers d'Avignon. Mais il dut satisfaire à une cérémonie obligatoire en touchant de sa main huit cents malades atteints des écrouelles qui l'attendaient dans le cloître.
Louis XIV et sa cour quittèrent Avignon et le palais des papes le 1er avril. Le cortège, escorté des chevau-légers et des mousquetaires, passa en Languedoc sur le pont Saint-Bénézet. Arrivé au milieu du Rhône, il fit tourner bride à son cheval et regarda la ville avec plaisir, s'affirmant fort satisfait de son séjour et affirmant qu'il en conserverait le souvenir.
Le peuple avignonnais en garda aussi le meilleur souvenir, puisque, désormais, à chaque Nativité, il chanta un Noël de Nicolas Saboly qui commençait ainsi :

« Quand nostre rei Louis
Vengue en aquest païs
En troubé nostro vilo
Plus gentilo
Que gist n'aguesse vist. »

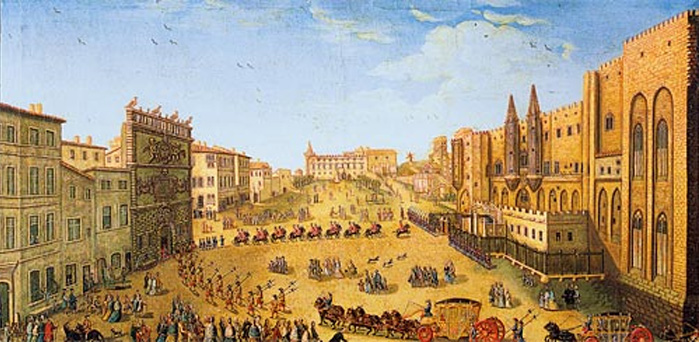
Cortège du vice-légat.
François-Marie de Manzi revenant à Avignon après six ans d'occupation française,
par Claude Marie Gordot, 1774.

Louis XIV se souvint si bien d'Avignon qu'à deux reprises il fit occuper et annexer la cité pontificale en 1663 et en 1668. Quant à Louis XV, il fit de même de 1768 à 1774.
Ce dernier conflit entre le roi de France et les papes Clément XIII et Clément XIV fut exemplaire. En plus du droit de régale que le roi voulait imposer aux pontifes s'était greffée l'affaire des jésuites, qui chassés de France trouvaient trop facilement asile à Avignon. Ce fut le prétexte trouvé pour faire entrer à nouveau les troupes royales dans Avignon et le Comtat. L'occupation dura jusqu'à la dernière année du règne de Louis XV et de Clément XIV où furent à la fois réglés par une bulle le sort des jésuites dont l'ordre fut supprimé et la question des évêchés français et de leurs bénéfices. Le retour du vice-légat François-Marie de Manzi au palais des papes a été peint par Claude Marie Gordot et ce tableau se trouve aujourd'hui au musée Calvet.

#### Massacre de la Glacière

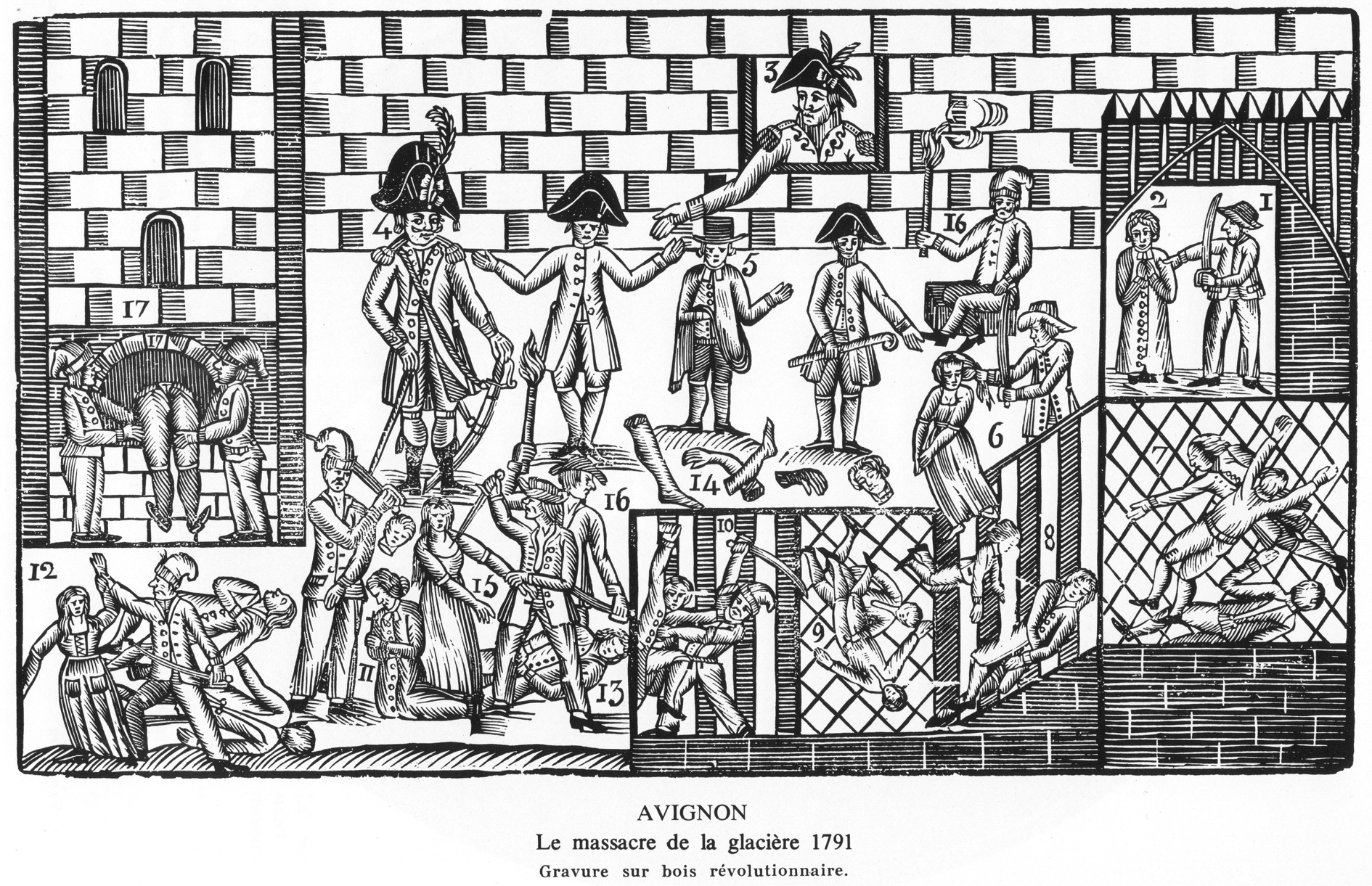
Gravure de l'époque révolutionnaire montrant dans le détail le massacre de la Glacière dans le palais des papes sous le conduite de Jourdan Coupe-Tête et du colonel Duprat.

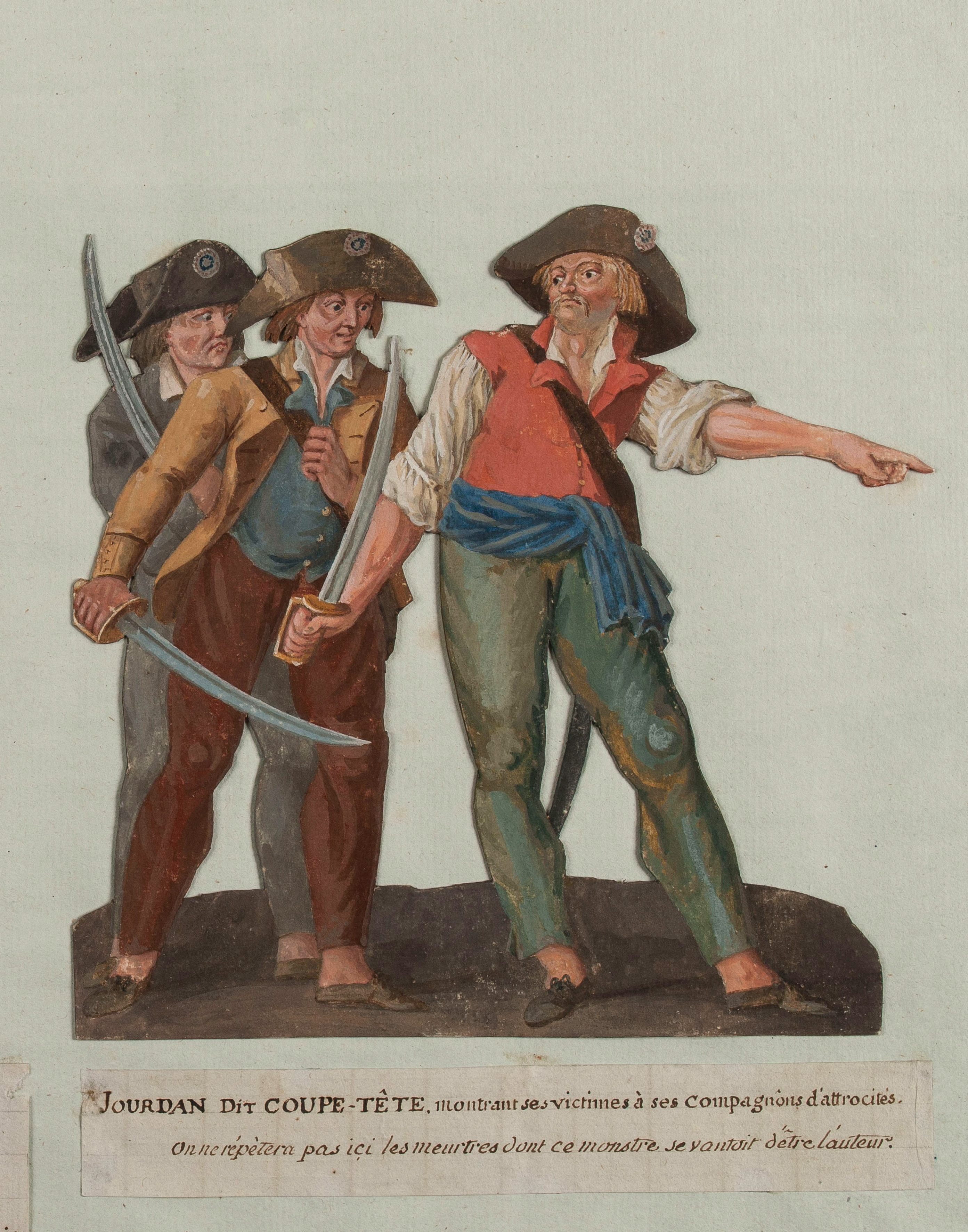
Jourdan Coupe-Tête, initiateur du massacre de la Glacière du palais des papes en 1791.

Les avancées de la Révolution, tant à Paris que dans toutes les provinces, avait soulevé les passions à Avignon et dans le Comtat Venaissin. Dans la cité papale, gouvernée par le vice-légat, les pro-français majoritaires avaient fait adopter la constitution française, élu une nouvelle municipalité le 14 mars 1790 et la population avait expulsé le vice-légat Filippo Casoni le 12 juin suivant.
En dépit des réticences de la représentation nationale française d'annexer Avignon et le Comtat, les patriotes se rassemblèrent à Bédarrides, le 18 août 1791, et dans l'église Saint-Laurent votèrent leur rattachement à la France. Cela fut fait à une forte majorité puisque le décompte des mandats pour le rattachement s'éleva à 101 046 voix favorables sur un total de 152 919. Le 14 septembre, mise devant le fait accompli, la Constituante proclama que les États d'Avignon et du Comtat faisaient désormais « partie intégrante de l'Empire français ».
Ce ne fut pas cela qui calma les partisans du maintien de l'État pontifical. Ils firent placarder une affiche, le 16 octobre 1791, dénonçant le dépouillement des églises et la confiscation des cloches au nom de la nouvelle patrie. Puis le bruit courut que la statue de la Vierge aux cordeliers en avait pleuré. Le patriote Lescuyer, secrétaire-greffier de la commune, fut dépêché sur place. Pris à partie, accusé de malversations, il fut assassiné dans l'église-même par les papistes.
Aussitôt informés, Mathieu Jouve Jourdan dit « Jourdan Coupe-Tête », commandant du Fort, et Jean Étienne Benoît Duprat, dit Duprat aîné, colonel de la garde nationale d'Avignon, firent arrêter tous ceux qui étaient soupçonnés, de près ou de loin, d'avoir pu tremper dans cet assassinat ou d'en avoir été les complices. Dans la nuit, tous les suspects - au nombre de soixante - furent incarcérés dans les anciennes prisons du palais des papes puis, sur ordre de Jourdan, massacrés et jetés dans la « glacière » des vice-légats, c'est-à-dire à la base de la « tour des Latrines ». Leurs cadavres furent ensuite recouverts de chaux vive.
L'affaire fit grand bruit et remonta jusqu'à Paris. Le gouvernement révolutionnaire, qui venait de publier, le 26 octobre, le décret du rattachement dépêcha des « commissaires civils » qui furent escortés par des troupes placées sous le commandement du général Choisy. Arrivés sur place, ils ordonnèrent arrestations et poursuites. Mais le 19 mars 1792, une amnistie générale votée par la Chambre des députés mit un point final à l'enquête.

### DuXIXesiècleà nos jours
Après la Révolution, une partie du bâtiment devint une caserne affectée au génie militaire. Puis, de 1881 à 1900, s'y installa un régiment d'infanterie. Le commandement militaire rebaptisa alors le palais en « Caserne Duprat » en l'honneur de Jean Étienne Benoît Duprat, ancien colonel de la Garde nationale d'Avignon devenu général d'Empire et mort à Wagram.
Ce fut là aussi que la direction pénitentiaire installa une prison départementale.

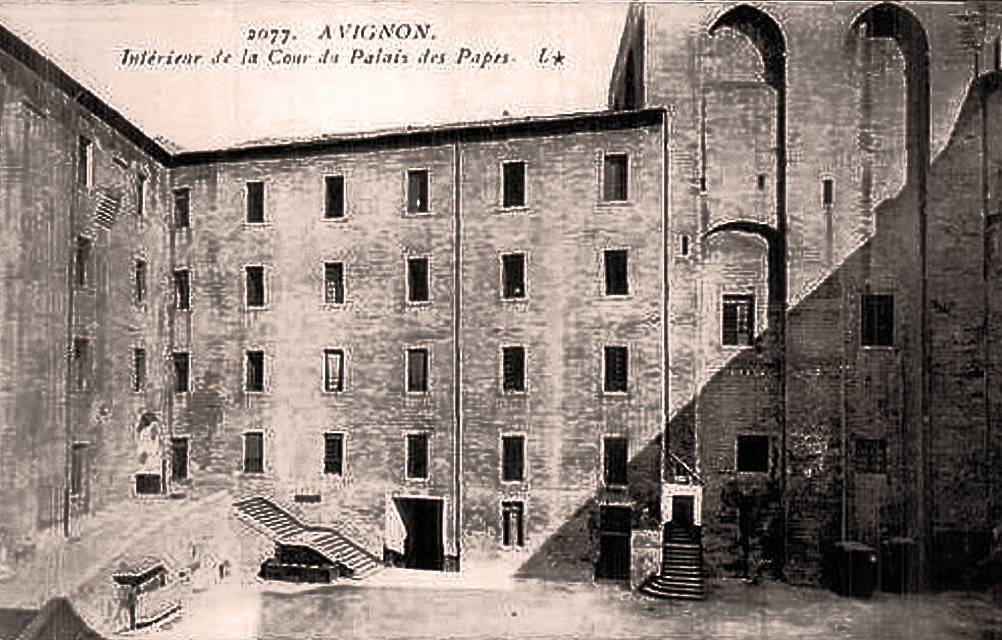
Voici une illustration du Palais des Papes d'Avignon vers 1900. Le Palais était alors utilisé comme une caserne.

Sous Napoléon III, Viollet-le-Duc proposa un projet de restauration de l'édifice afin de le rendre plus conforme à son statut de monument historique, mais ce fut peine perdue. Ce projet vit le jour dès 1860, mais la guerre de 1870 l'empêcha d'être mené à terme et sauva ainsi de la destruction des voûtes de la Grande Audience qu'il désirait faire supprimer. Le site resta militaire.
Charles de Montalembert, dans son Du vandalisme en France - Lettre à M. Victor Hugo, décrit l'état du palais lors de l'occupation militaire de la façon suivante :

« L'œuvre de destruction a été commencée par Louis XIV ; après qu'il eut confisqué le comtat Venaissin sur son légitime possesseur, il fit abattre la grande tour du palais pontifical, qui dominait les fortifications récentes de Villeneuve d'Avignon. La révolution en fit une prison, et une prison douloureusement célèbre par le massacre de la Glacière. L'empire ne paraît avoir rien fait pour l'entretenir. La restauration a systématisé sa ruine. Certes, ce palais unique avait bien autrement le droit d'être classé parmi les châteaux royaux, que les lourdes masures de Bordeaux ou de Strasbourg ; certes, le roi de France ne pouvait choisir dans toute l'étendue de son royaume un lieu plus propice à sa vieille majesté, au milieu de ces populations méridionales qui avaient encore foi en elle. Mais point. En 1820, il fut converti en caserne et en magasin, sans préjudice toutefois des droits de la justice criminelle, qui y a conservé sa prison. Aujourd'hui, tout est consommé ; il ne reste plus une seule de ces salles immenses dont les rivales n'existent certainement pas au Vatican. »

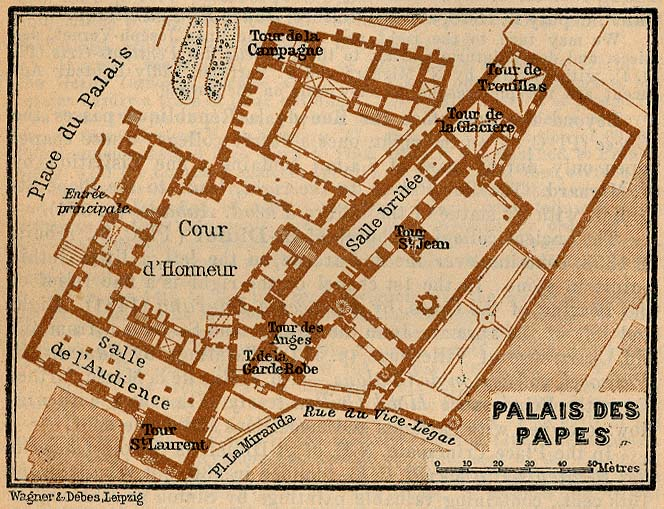
Plan du palais des papes en 1914.

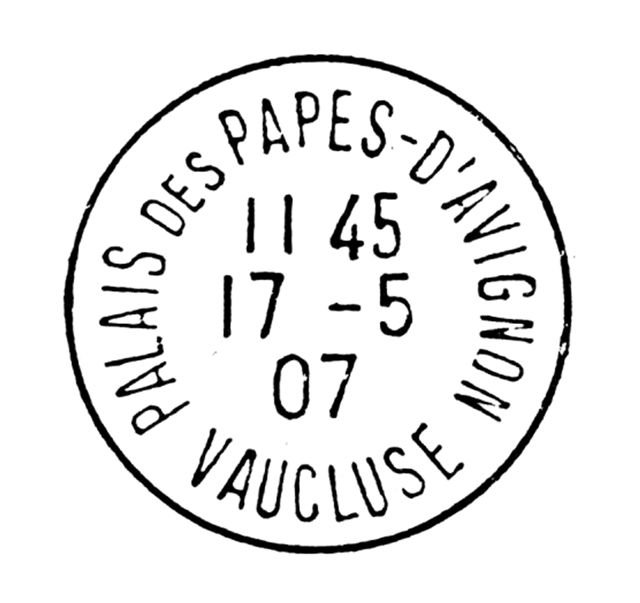
Cachet temporaire de la poste du palais des papes,
mis en service lors de l'exposition industrielle, agricole et artistique qui se déroula du 5 mai au 9 juin 1907.

Il décrit ensuite le nouvel aménagement des salles du palais transformées en chambrées :

« Chacune d'elles a été divisée en trois étages, partagées par de nombreuses cloisons ; c'est à peine si, en suivant d'étage en étage les fûts des gigantesques colonnes qui supportaient les voûtes ogives, on peut reconstruire par la pensée ces enceintes majestueuses et sacrées, où trônait naguère la pensée religieuse et sociale de l'humanité. L'extérieur de l'admirable façade occidentale a été jusqu'à présent respecté, mais voilà tout : une grande moitié de l'immense édifice a été déjà livrée aux démolisseurs ; dans tout ce qui reste, ses colossales ogives ont été remplacées par trois séries de petites fenêtres carrées, correspondantes aux trois étages de chambrées dont je viens de parler : le tout badigeonné proprement et dans le dernier goût. Dans une des tours, de merveilleuses fresques, qui en couvraient la voûte, ne sont plus visibles qu'à travers les trous du plancher, l'escalier et les corridors de communication ayant été démolis. D'autres, éparses dans les salles, sont livrées aux dégradations des soldats, et aux larcins des touristes anglais et autres. Le juste-milieu, pour ne pas rester en faute à l'égard de ses prédécesseurs, vient d'arrêter la démolition des arcades de la partie orientale, pour faire une belle cour d'exercice. »

Au changement de siècle, soit plus d'une soixantaine d'années après que Charles de Montalembert eut écrit son Vandalisme en France, lettre à M. Victor Hugo le palais demeurait en très mauvais état. La façade principale avait été dépourvue de ses deux tours qui la rendent si reconnaissable de nos jours, les intérieurs étaient encombrés des détritus consécutifs à l'occupation militaire, les statues avaient été brisées, des fenêtres et des portes ouvertes sans aucun respect de l'architecture comme au niveau du portail de la grande chapelle dans laquelle le génie militaire s'était autorisé à percer une porte, etc.
La ville d'Avignon ne récupéra le palais qu'en 1902. En contrepartie une nouvelle caserne dut être construite par la ville en dehors des remparts, la caserne Chabran. En septembre 1906, les troupes quittèrent le palais. En un siècle, le Génie militaire avait bien travaillé et « sa caserne ressemblait à toutes les casernes ». Dans ce palais défiguré que le ministère de la Guerre venait de restituer à la ville commencèrent les restaurations. Depuis, sans vraiment qu'on y voit un terme aux travaux, de nombreuses parties ont été restaurées et d'autres semblent en prévision.
Cinq ans plus tard, le palais fut ouvert au public pour une exposition industrielle, agricole et artistique qui se déroula du 5 mai au 9 juin 1907. Les exposants installèrent leurs stands dans la salle de la Grande Audience et dans la Grande chapelle de Clément VI à peine déblayées après le départ de la troupe. Le public eut à sa disposition un bureau de poste temporaire dont le cachet à date fut gravé au nom du Palais des papes. L'exposition se termina par une grande fête provençale placée sous la présidence de Frédéric Mistral et au cours de laquelle fut promenée la Tarasque venue spécialement de Tarascon.
Le 14 octobre 1913, Raymond Poincaré, le nouveau président de la République, venu de Marseille pour rencontrer Frédéric Mistral et Jean-Henri Fabre, s'arrêta à Avignon et monta en calèche, entouré du 7e hussard de Tarascon, au palais des papes et au rocher des Doms. C'était la fin d'une période.

#### Étapes de la restauration
Paul Pamard, qui fut maire d'Avignon entre 1852 et 1870, dès le début de son mandat, avait été le premier à œuvrer pour que le ministère de la Guerre rétrocédât à sa ville le palais. Pour appuyer son action, en 1858, le Conseil Général de Vaucluse adressa une requête à Napoléon III. Et quand l'empereur vint en visite à Avignon deux ans plus tard, il s'engagea à faire évacuer les troupes du palais et à le faire restaurer. La Commission des Monuments historiques chargea alors Viollet-le-Duc de lui soumettre un projet de restauration et d'utilisation de ce monument.
Si celui-ci commença à être évacué en 1869, la guerre de 1870 bloqua le processus. Ce qui obligea Viollet-le-Duc à revenir à la charge, le 30 mai 1879, en présentant un nouveau rapport pour hâter le retrait des troupes. La Commission des Monuments Historiques ayant nommé un nouvel architecte en chef, Henri Antoine Révoil, celui-ci prit en charge le dossier, en 1881, et commença dès l'année suivante à restaurer la chapelle Benoît XII. Cette même année 1882, le Congrès archéologique de France ayant tenu ses assises à Avignon, émit le vœu d'accélérer les travaux de restauration. Pourtant ce ne fut qu'en 1902, que Révoil put restituer le crénelage de la tour de la Campane.
Henri Nodet lui ayant succédé, en 1903, le premier souci du nouvel architecte fut de rechercher dans l'iconographie quel était l'état initial du palais. Il entreprit alors de supprimer les bâtiments militaires et, dès 1907, put se lancer dans la rénovation des salles de la Grande Audience et de la chapelle de Clément VI. Afin de déterminer et proposer aux Monuments Historiques tout ce qui pouvait avoir trait à la restauration, la conservation ou l'entretien, en 1912, la municipalité d'Avignon mit en place une commission consultative du palais des papes.
Les réglementaires badigeons gris ayant été éliminés des murs entre 1906 et 1911, cela permit à Louis-Joseph Yperman d'entreprendre une première restauration des fresques des chapelles Saint-Jean et Saint-Martial, de la chambre du Cerf et de l'Audience. Puis Albert-Jacques Gsell-Maury procéda à d'autres restaurations en 1913. La tour de la Garde-Robe ayant été consolidée en 1924, l'architecte et décorateur Armand-Albert Rateau put procéder à une révision des murs peints à fresques de la Chambre du pape en 1936. La seconde guerre mit un terme à la restauration des peintures qui ne reprit effectivement qu'en 1960.
Les fresques de la chapelle Saint-Martial ont commencé à être restaurées en 2005. C'est un ensemble exceptionnel qui témoigne de la haute qualité artistique de la « première école d'Avignon » et de son chef de file Matteo Giovanetti.
Pour la partie architecturale, les travaux de restauration voulus par Nodet sur le palais neuf s'achevèrent, en 1925, avec le déblaiement du « Verger d'Urbain V ». Un an après débutait un nouveau chantier avec la remise en État du Grand Tinel dans le palais vieux. Cette restauration fut terminée en même temps que celle de la Cuisine haute et la reconstruction des tourelles de la façade en 1933. La poursuite des travaux ne redémarra qu'en 1946 avec l'aménagement de la salle du Consistoire et la restauration de la tour d'angle.
Une nouvelle campagne de restauration se déroula de 1961 à 1963 dans la chambre du Parement puis fut continuée entre 1966 et 1968 pour la salle de Jésus. L'aile du Conclave put être entièrement restaurée de 1970 à 1976, ce qui permit d'y aménager un Centre de Congrès. Les travaux de remise en état des pièces du palais s'achevèrent pour le XXe siècle, entre 1979 et 1981, avec la restauration de la chapelle Benoît-XII qui avait initié ceux du XIXe siècle.

#### Classement au Patrimoine mondial de l'UNESCO
En 1995, le palais des papes a été classé en même temps que le centre historique d'Avignon, l'ensemble épiscopal et le pont d’Avignon (pont Saint-Bénézet), sur la liste du patrimoine mondial de l'UNESCO, selon les critères de sélection :
- i : représente un chef-d'œuvre du génie créateur humain.
- ii : témoigne d'un échange d'influences considérable pendant une période donnée ou dans une aire culturelle déterminée, sur le développement de l'architecture ou de la technologie, des arts monumentaux, de la planification des villes ou de la création de paysages.
- iv : offre un exemple éminent d'un type de construction ou d'ensemble architectural ou technologique ou de paysage illustrant une ou des périodes significative(s) de l'histoire humaine.

## Palais des papes d’Avignon aujourd'hui

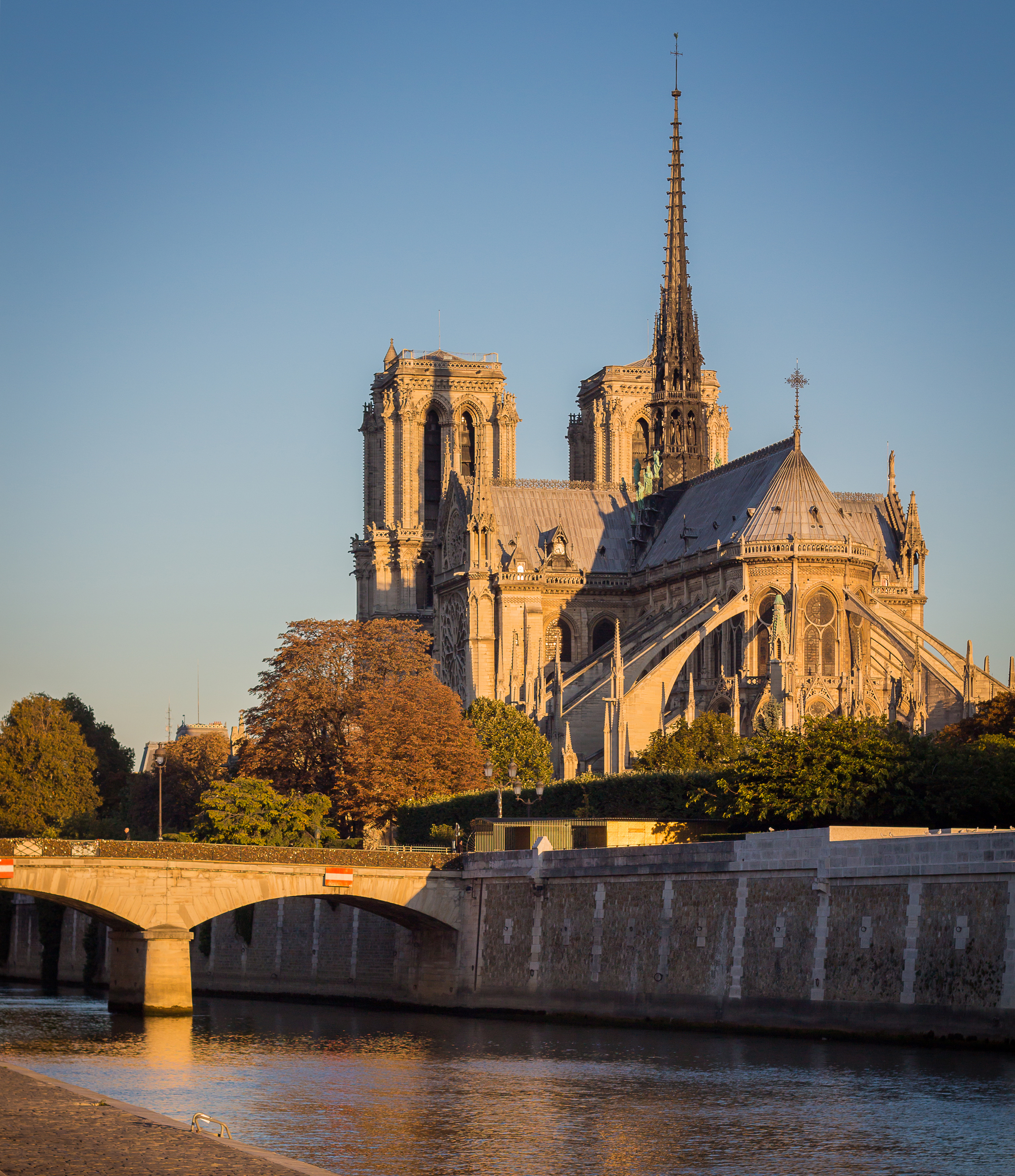
La fréquentation touristique du Palais des Papes est comparable à celle des tours de la cathédrale Notre-Dame de Paris.

En 2023, plus de 774 325 personnes l’ont visité, un record absolu depuis son ouverture en 1906[réf. nécessaire] battant le précédent record qui datait de 2019, ce qui en fait le site touristique payant le plus visité de la moitié sud de la France.
Il existe au palais une « librairie boutique » et une « bouteillerie » (située dans une salle d’artillerie, à l’arrière du palais des papes). Toutes deux sont des espaces où l'entrée est libre.
Une partie du palais des papes est réservée aux archives départementales du Vaucluse.

### Manifestations culturelles
Le lieu, de par sa dimension, ses qualités architecturales et l'ambiance qu'il procure, sert régulièrement pour des expositions. La première d'importance se tint du 27 juin au 30 septembre 1947. Elle eut lieu dans la Grande Chapelle à l'initiative de René Char. C'était une « Exposition de peintures et sculptures contemporaines » organisée par les collectionneurs Christian et Yvonne Zervos et ce fut le point de départ de ce qui allait devenir le Festival d'Avignon sous l'impulsion de Jean Vilar. Un catalogue de 92 pages fut édité à cette occasion.
La seconde se déroula à l'occasion des centenaires pontificaux 1352-1952. Le palais accueillit une « Exposition d'art sacré et d'art populaire : Histoire du palais des papes ». Là aussi une plaquette fut éditée.
Une première exposition de Picasso se tint au palais de mai à octobre 1970. Elle fut suivie d'une seconde qui se déroula du 23 mai au 23 septembre 1973 et comprenait 201 peintures. En cette occasion fut édité par Rulliére-Libeccio d'Avignon en collaboration avec la Galerie Louise Leiris « Photographies en noir et en couleurs : Mario Atzinger », un ouvrage de 236 pages préfacé par René Char. L'exposition Picasso, qui devait devenir permanente, a pris fin en 1976 à la suite d'un vol.
À l'occasion du XXXIIe Festival d'Avignon, le palais des papes consacra, du 20 juin au 10 septembre 1978, une rétrospective à Fernand Mourlot et à ses ateliers de lithogravure. Intitulée « Cinquante années de lithographie », cette exposition fut l'occasion pour l'artiste d'éditer une plaquette de 55 pages avec ses œuvres exposées.
L'année suivante, sous l'autorité de Sylvain Gagnière, du 25 juin au 15 octobre 1979, fut organisée une exposition consacrée à Nicolas Mignard, dit Mignard d'Avignon. En cette occasion fut publié un catalogue de 174 pages dû à Antoine Schnapper.
Trois autres expositions majeures furent ensuite organisées par Roland Aujard-Catot. La première fut une rétrospective du peintre Alfred Lesbros, du 25 septembre au 1er novembre 1981. La seconde célébra le centenaire d'Auguste Chabaud, du 28 septembre au 31 octobre 1982. Puis six ans plus tard, ce fut un hommage à Magnelli, lors de l'exposition du centenaire à la Grande Chapelle du palais des papes, du 8 juillet au 30 septembre 1988.

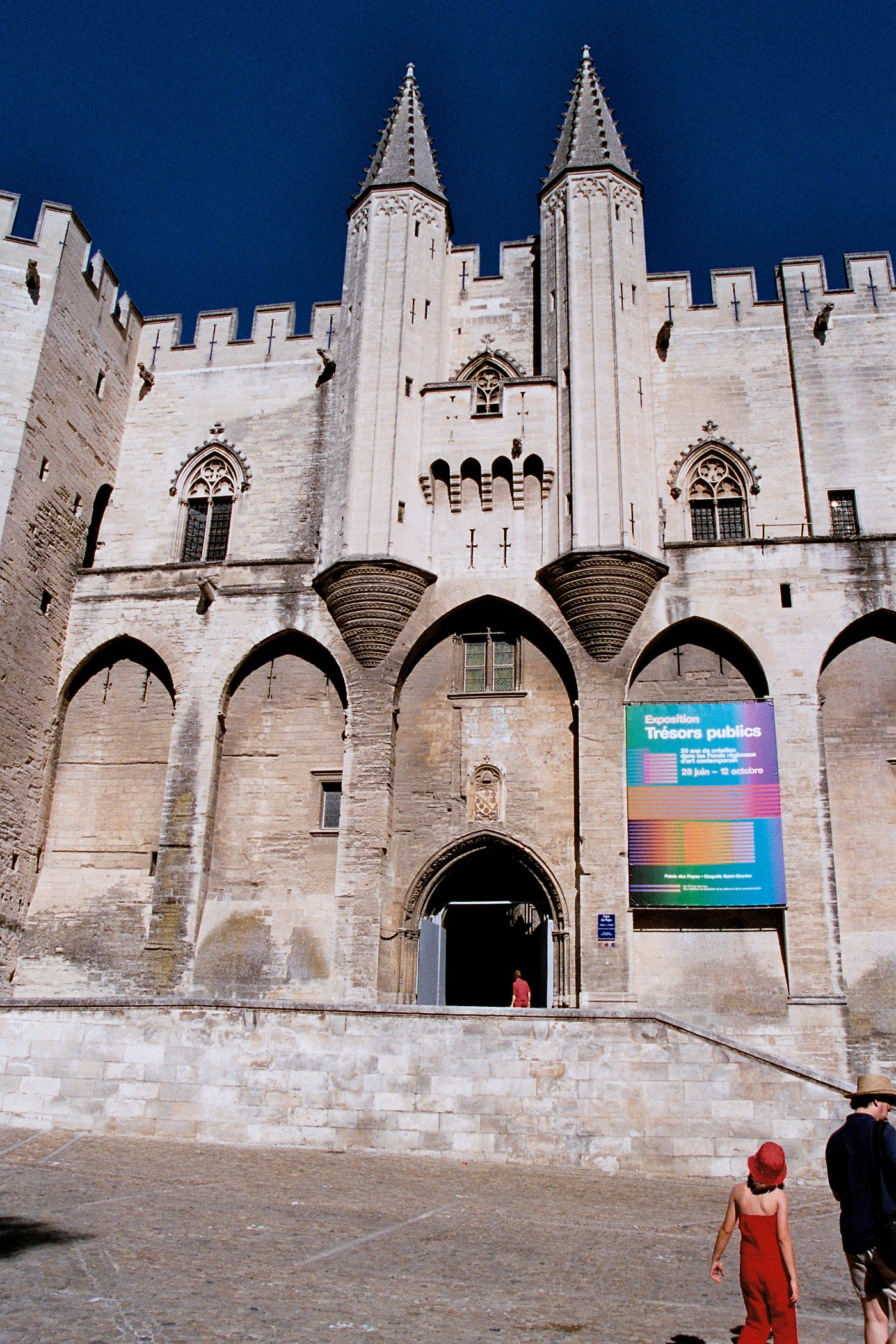
En 2003, le palais des papes accueille l'exposition Trésors publics des Fonds régionaux d’art contemporain sur le thème Esprits des lieux.

Ce fut en 1990, qu'Avignon et son festival rendirent hommage à René Char lors d'une exposition organisée par Marie-Claude Char et intitulée « René Char : faire du chemin avec… ». Un catalogue de 325 pages fut édité qui cite la fameuse phrase de Jean Vilar à propos de son ami : « Le Festival est une idée de poète ».
L'exposition sur « Catherine de Sienne » dans la grande chapelle du palais en 1992 marque un tournant avec l'internationalisation des thèmes. Organisée par Esther Moench, Christian et M. Loury, elle a permis l'édition d'un catalogue. Cinq ans plus tard, du 14 juin au 28 septembre 1997, ce fut une exposition conjointe entre le palais des papes et le petit palais d'Avignon qui fut consacrée aux « Histoires tissées ». Odile Blanc, pour le palais des papes, retint le thème de « La légende de Saint-Étienne » tandis que Sophie Lagabrielle et Esther Moench, pour le musée du Petit Palais, choisissaient celui de « Brocarts célestes ». L'année suivante ce fut « Trésors d'horlogerie », exposition organisée par Catherine Cardinal et Dominique Vingtain qui se déroula du 30 mai au 27 septembre 1998, dans les salles du palais.
Avec « Passages d'une rive à l'autre », le thème de l'exposition, qui fut ouverte entre juin 2000 et avril 2001, mêla à la fois la partie locale, la position d'Avignon et Villeneuve-lès-Avignon face à face sur les deux rives du Rhône, mais aussi une spécificité internationale, Avignon était en « terre d'Empire » et Villeneuve en « terre de France ». Elle fut organisée par Françoise Chauzat, Jean-Pierre Locci et Catherine Reversac avec la participation des Archives départementales de Vaucluse.
Le thème initial des expositions d'Art contemporain n'a jamais été oublié puisque deux ans plus tard, dans le cadre des célébrations à travers la France des vingt ans de création des Fonds régionaux d’art contemporain, le palais accueillit, du 28 juin au 12 octobre 2003, une exposition consacrée à l'Esprit des Lieux qui proposa un « parcours articulé autour des réflexions majeures de l'art » sur ces trente dernières années.
L'exposition sur « Saints de Byzance : icônes grecques de Veroia XIe – XVIIe siècle » fut le fruit d'une étroite collaboration internationale entre le palais des papes et des organisations helléniques. Cette 11e Ephoreia Vyzantinōn Archaiotētōn, qui ouvrit ses portes du 3 décembre 2004 au 2 avril 2005, eut comme commissaires Jenny Albani et Andreas Nikolaidēs, qui firent publier leur catalogue par les Éditions I. Sideris.
Mais ces expositions peuvent toucher l'art dans ses formes les plus variées et c'est ainsi qu'en 2008, plusieurs expositions ont été organisées dont une sur les costumes de scène de Jean Vilar entre 1947 et 1963.
Du 27 juin au 30 novembre 2022, la grande chapelle du palais accueille l'exposition « Amazônia : Sebastião Salgado », qui retrace l'œuvre du photographe brésilien consacrée à la forêt amazonienne.

### Naissance du festival

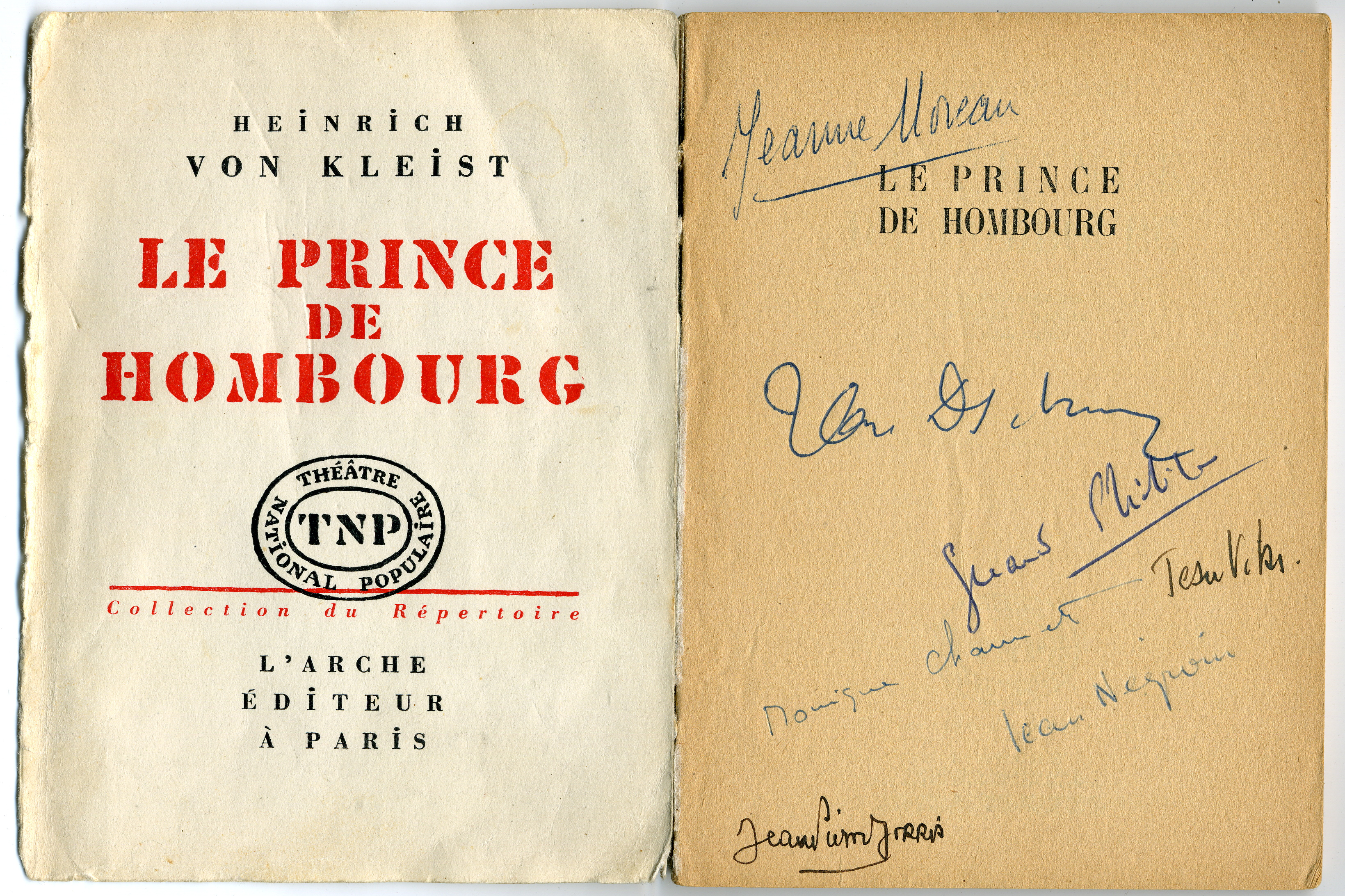
Le Prince de Hombourg, 1952. Exemplaire dédicacé par Jeanne Moreau, Gérard Philipe, Jean Vilar, Monique Chaumette, Jean Négroni et Jean-Pierre Jorris.

La plus connue de ces manifestations culturelles est le Festival d'Avignon dont la Cour d'honneur du palais est le lieu emblématique. Dans le cadre d'une exposition d'art moderne qu'ils avaient organisée dans la grande chapelle du palais, le critique d'art Christian Zervos et le poète René Char demandèrent à Jean Vilar, acteur, metteur en scène et directeur de théâtre, une représentation de la pièce de T. S. Eliot, Meurtre dans la cathédrale, qu'il avait créée en 1945 au théâtre du Vieux-Colombier. Après avoir refusé, Vilar leur proposa trois créations : La Tragédie du roi Richard II, de Shakespeare, une pièce méconnue en France, La Terrasse de midi, de Maurice Clavel, auteur alors inconnu, et L'Histoire de Tobie et de Sara, de Paul Claudel
En mai 1947, Jeanne Laurent, chargée de la politique de décentralisation culturelle, cherche à dynamiser la province en y implantant des troupes permanentes de comédiens. C'est dans ce cadre que Jean Vilar demande à Jeanne Laurent « un mur pour jouer devant » : « Cela peut être n'importe quel mur, un mur d'usine ou un mur de terrain de pelote basque ».
C'est Jeanne Laurent qui lui propose le « mur » de la Cour d'honneur du Palais des Papes. Elle raconte : « Il voulait du plein air, mais en même temps s'enfermer dans des murs. Il ne manquait que le toit pour faire une salle de théâtre ».
Après accord de la municipalité, la Cour d'honneur du Palais des papes fut aménagée et Une semaine d'Art en Avignon se concrétisa du 4 au 10 septembre 1947. Il y eut 4 800 spectateurs, dont 2 900 payants, qui assistèrent dans trois lieux (la cour d'honneur du Palais des papes, le Théâtre municipal et le Verger d'Urbain V), à sept représentations des trois créations.

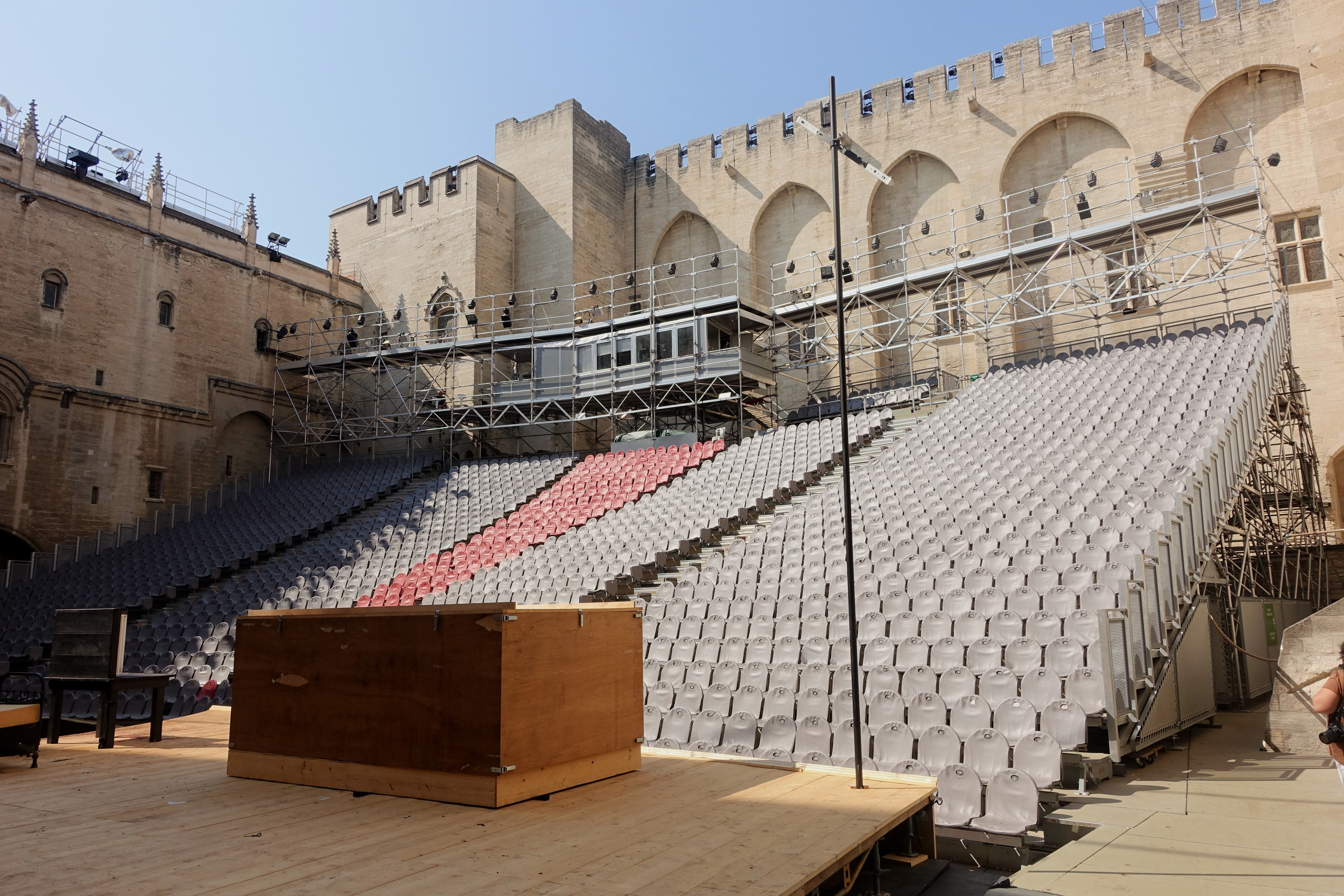
La Cour d'Honneur du Palais des Papes pendant le Festival d'Avignon.

Jean Vilar revint l'année suivante pour une Semaine d'art dramatique, avec la reprise de La Tragédie du roi Richard II et les créations de La Mort de Danton de Georg Buchner et de Shéhérazade de Jules Supervielle, qu'il mit en scène toutes trois. Il s'attacha alors une troupe d'acteurs qui vint désormais chaque année réunir un public de plus en plus nombreux et de plus en plus fidèle.
Le succès fut croissant. En 1980, Paul Puaux, devenu directeur à la suite de Vilar, s'installa à la Maison Jean-Vilar, et Bernard Faivre d’Arcier le remplaça à la direction du Festival, qui devint cette même année une association régie par la loi de 1901. Le festival venait de se professionnaliser.

### Siège des archives départementales
Les Archives départementales de Vaucluse sont elles aussi hébergées dans une partie du palais, proche de la cathédrale Notre-Dame des Doms. Elles occupent l'aile des Familiers, la tour de la Campane et la chapelle de Benoît XII, dans le « palais vieux ».
Des locaux annexes de ceux des archives départementales abritent également le Centre de recherches sur la papauté d'Avignon, organisme sous tutelle de l'École française de Rome, en collaboration avec l'Institut de recherche et d'histoire des textes.

### Propriété et gestion du Palais aujourd'hui
De nos jours, le Palais des papes d’Avignon ne relève plus des Papes ou encore de l'Église comme ce fut le cas par le passé. En effet, la ville d’Avignon et son Palais furent une propriété papale de 1229 à 1791.

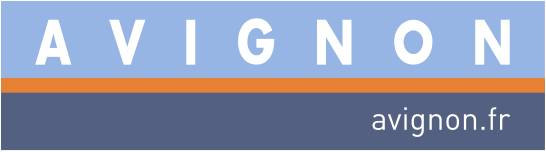
C'est aujourd'hui la ville d'Avignon qui est la principale propriétaire du Palais.

Le département de Vaucluse partage avec la ville d'Avignon la propriété du Palais.

Aujourd'hui, le Palais Neuf construit sous Clément VI est la propriété de la ville d'Avignon et cela depuis 1906 date à laquelle l'Armée a quitté les lieux pour s'installer dans la toute nouvelle Caserne Chabran à l'extérieur de l'intramuros (aujourd'hui Préfecture du Vaucluse). C'est le service Avignon Tourisme qui gère pour le compte de la ville, l'ensemble des services et prestations, assure les travaux d'entretien et de maintenance et enfin reverse à la ville une partie des recettes sur les entrées.
Par contre, la partie septentrionale du monument (le Palais Vieux construit sous Benoît XII) appartient pour sa part au département du Vaucluse depuis 1883 (date à laquelle le Palais Vieux a cessé d'être une prison) qui y assure le service des Archives départementales du Vaucluse. Les archives déménageront dans de nouveaux locaux au sud-est de la ville à partir de 2024 et laisseront donc la place à un nouveau projet muséographique et à une unification historique du Palais, divisé en deux parties depuis la Révolution.
La ville et Avignon Tourisme développent actuellement et conjointement un programme de mise en valeur axé sur deux principaux points :
- améliorer l'accueil du visiteur et enrichir régulièrement le circuit de visite ;
- animer régulièrement le monument[188].

### Centre International des Congrès
Le palais des papes héberge de nos jours un Centre International des Congrès qui a été créé en 1976 dans le cadre monumental du palais des papes et accueille un grand nombre de manifestations.
Deux ailes du palais, l'aile occidentale et l'aile du Conclave (appelée aussi « aile des Grands Dignitaires ») sont actuellement pourvues de salles réaménagées pour des congrès, colloques, réunions de 10 à 550 personnes. Au total, dix salles d’accueil et de travail auxquelles s'ajoutent les salles de prestige du Grand Tinel (400 personnes) et de la Grande Audience (700 personnes), situées en journées sur le circuit de visite du monument et qui donc ne peuvent être utilisées qu'en complément des salles de réunion pour l’organisation des cocktails, dîners de gala ou encore expositions. S'ajoute encore la terrasse dite « des grands dignitaires » qui fut bâtie de 1345 à 1347. Enfin, sans être dans le palais puisque situé en bordure extérieure, creusé dans le rocher, en bordure du jardin des Doms, l'espace Jeanne-Laurent.

### Espace Jeanne Laurent
Il s'agit d'un espace au sein du Palais qui peut accueillir les repas de travail, les dîners (80 à 600 personnes en repas), les expositions et autres événements.

### Cépage de Châteauneuf-du-Pape

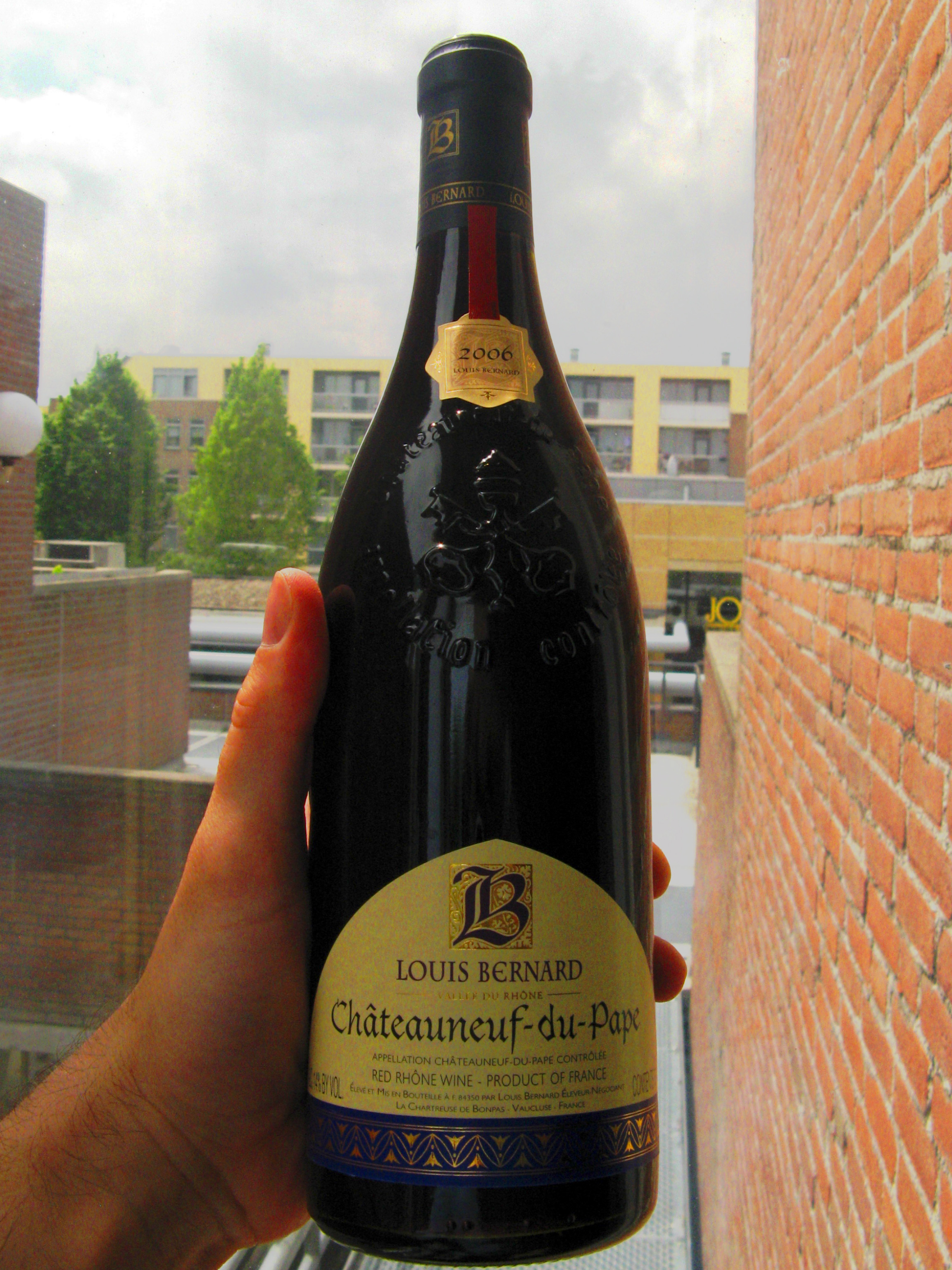
Ici le vin qui doit tout au Palais des papes d’Avignon, le vin Châteauneuf-du-Pape.

Avec l'arrivée des Papes à Avignon, le village du Châteauneuf- Calcernier allait , par la volonté du Pape Clément V qui avait manifesté son intérêt pour le vignoble du village, attiré l'attention de la nouvelle cours d'Avignon. Le successeur de Clément V, Jean XXII, fit définitivement le choix du vignoble du village pour fournir le Palais d'un vin qu'il appelait vin du Pape. Par exemple, de 1325 à 1334, plus de 3 000 litres de vins furent vendus au Palais des Papes. C'est donc Jean XXII qui est à l'origine de la renommée du vignoble. C'est beaucoup plus tard aux alentours du XXe siècle que Joseph Ducos fut le premier a reconnaître la particularité officielle et historique du cépage qu'il nomma alors vin Châteauneuf-du-Pape en l'honneur des Papes et leur palais d’Avignon. C'est finalement en 1933 que l'appellation est confirmée. Aujourd'hui, 3 200 hectares de vignes portent l'appellation Châteauneuf-du-Pape et ses vins sont appréciés dans le monde entier.

### Manifestations religieuses

#### Dialogue chrétien
Depuis la création du festival d’Avignon en 1947 jusqu'à aujourd'hui, l'Église catholique a toujours manifesté un intérêt pour le site du Palais des papes d’Avignon. Ainsi dès le début en 1947, elle manifestait un intérêt particulier avec cet événement culturel. Par la suite, à partir de 1966, Mgr Robert Chave et l’association Foi et Culture commencèrent à y organiser des rencontres avec les artistes afin d'établir un dialogue entre l’art contemporain et la foi chrétienne. Au fil des années, se sont instaurés le colloque, les Mardis du festival, les messes spécifiques et les concerts de musique sacrée, ce qui n'a pas empêché d'y associer la danse, et l'art.

#### Cathédrale Notre-Dame des Doms d'Avignon

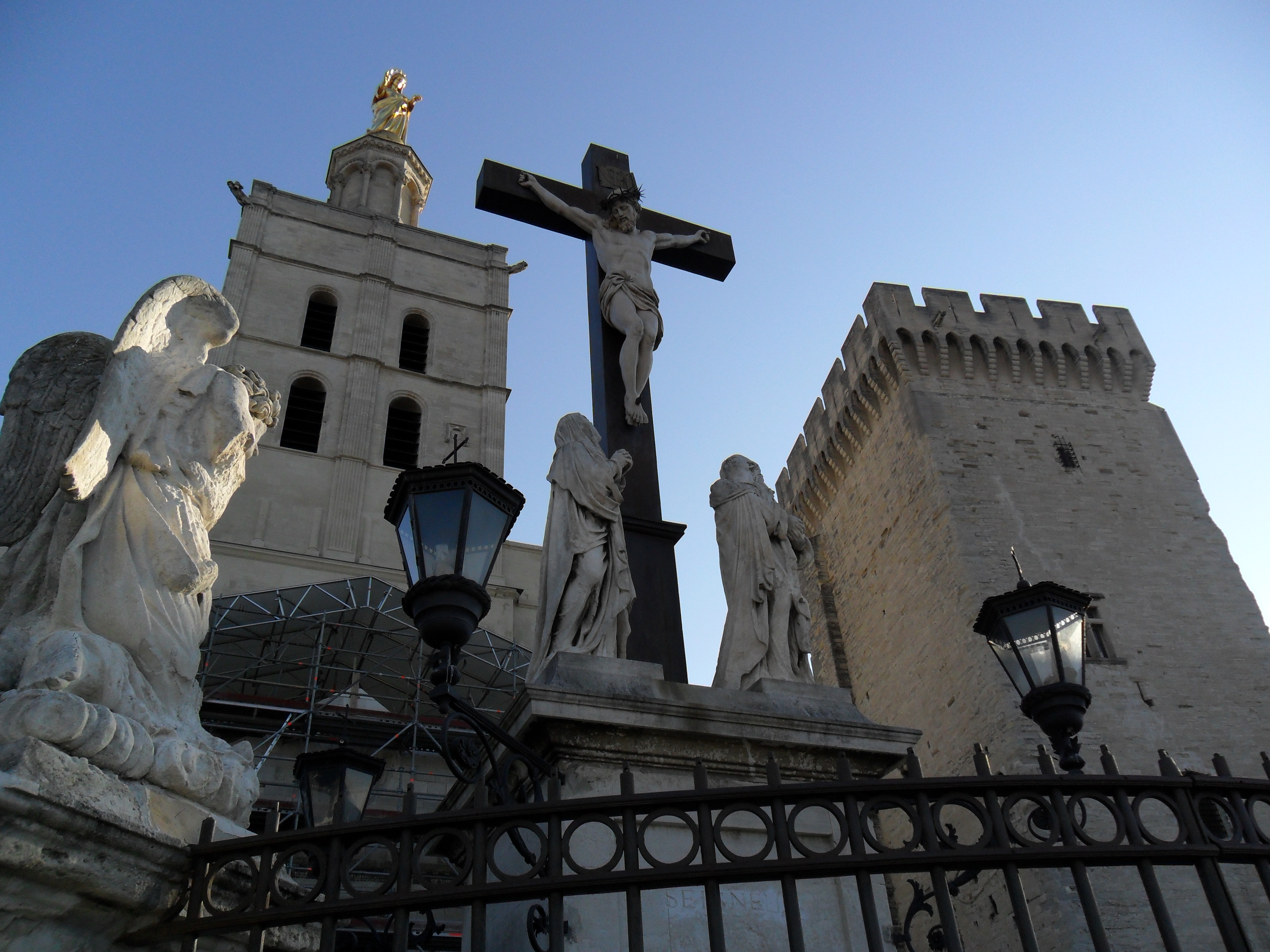
Des messes de Noël sont données pour la période des fêtes dans la cathédrale Notre-Dame des Doms.

Cette cathédrale se trouve juste à côté du Palais des papes depuis le XIIe siècle. Lorsque la papauté s’est installée à Avignon, la cathédrale abritait des cérémonies importantes. Encore aujourd'hui, la cathédrale Notre-Dame des Doms est l'église principale de l'archevêque d'Avignon. On y préside les grandes célébrations diocésaines : ordinations, messe chrismale, fêtes et solennités… en plus des messes et offices hebdomadaires.

## Fête de Noël au Palais des Papes d'Avignon
Les événements majeurs pour cette période sont les suivants :
- Événements thématiques de Noël à la place du Palais[198]
- Messes de Noël à la cathédrale Notre-Dame des Doms[199]

## Éléments d'architecture
De par sa taille, soit environ 15 000 m2 de plancher, le palais des papes est le plus important ensemble gothique au monde. Outre sa taille, de nombreux éléments de son architecture méritent une attention particulière… C'est pourquoi, lorsque Viollet-le-Duc rédige son Dictionnaire raisonné de l'architecture française du XIe au XVIe siècle, plusieurs passages parlent du palais.

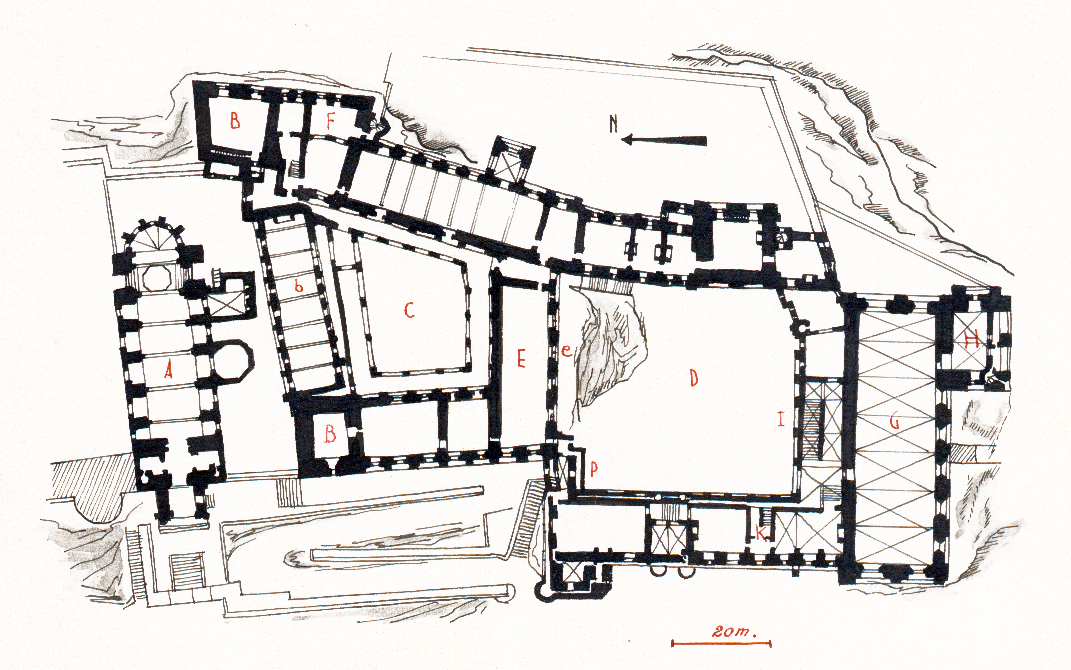
Plan du palais des papes d'Avignon.

A, cathédrale Notre-Dame des Doms, rétablie dans sa forme première et avant l'adjonction des chapelles.

B & H, tours

b, corps de logis avec au-dessous, la salle des festins

C, cour du cloître

D, cour d'honneur

e, mâchicoulis défendant le bâtiment E

G, grande salle entièrement voûtée qui servait de chapelle.

I, escalier d'honneur donnant entrée à la chapelle et dans les appartements des corps de logis à l'occident et au levant.

K, escalier desservant un couloir de service qui longe les pièces de l'aile occidentale et communique avec les défenses supérieures par les vis L, aboutit au-dessus de la poterne P, et met l'aile occidentale en communication avec le logis E.

F, les grandes cuisines (premier étage).

### Façade ouest

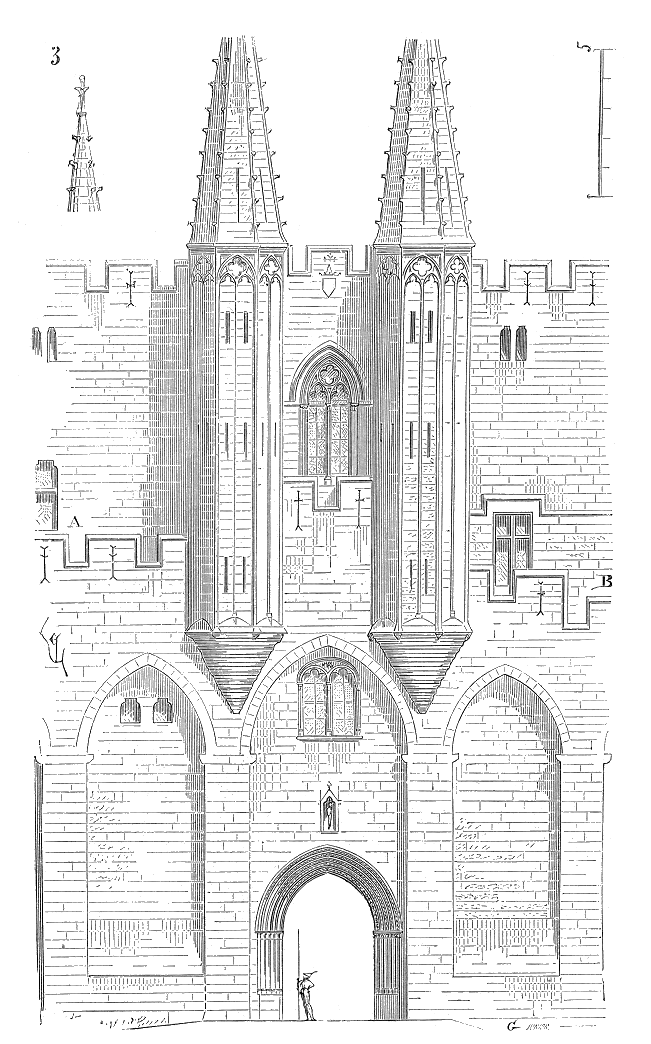
La porte principale du palais des papes au début du XIXe siècle, par Viollet-le-Duc.

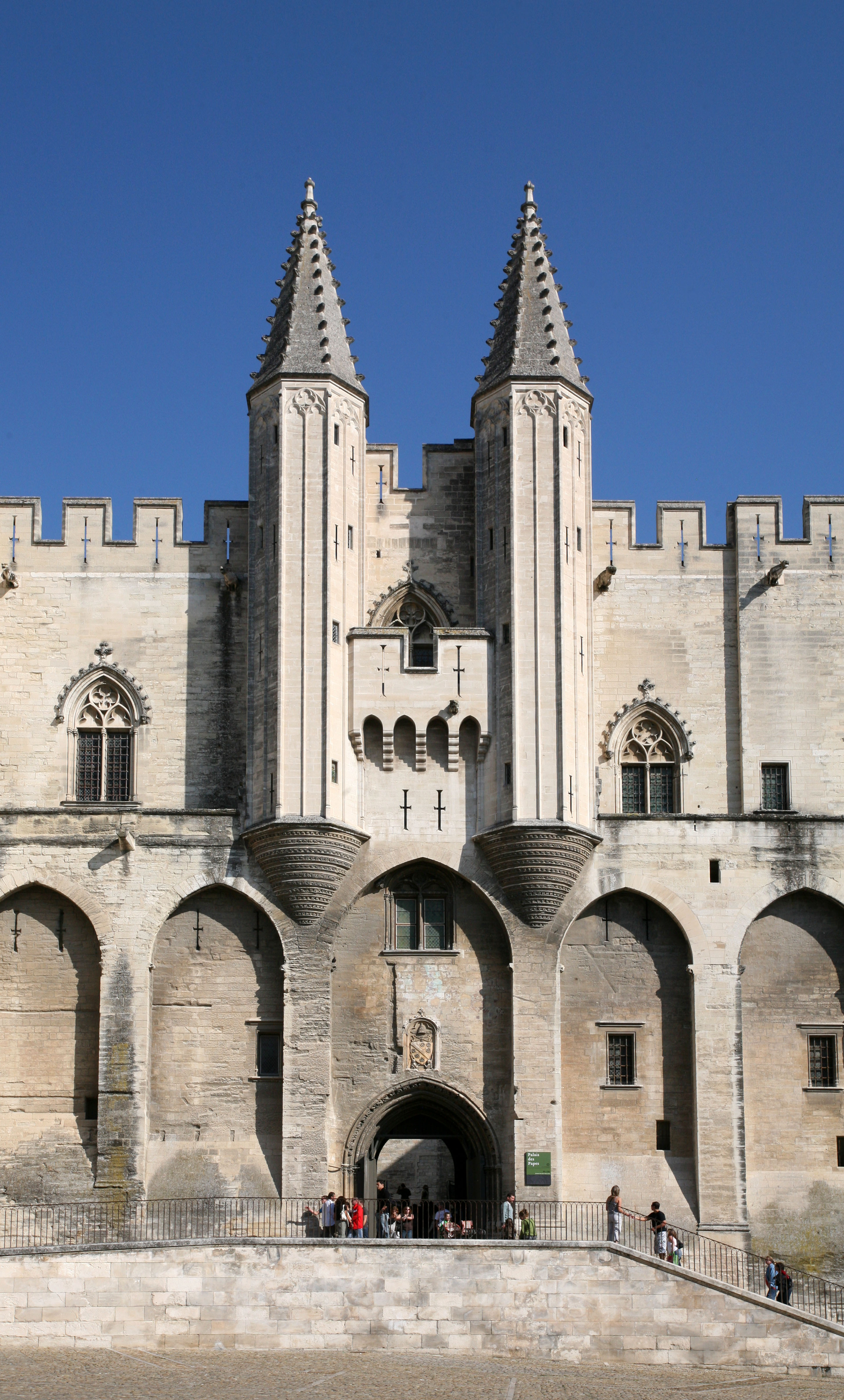
Façade du palais des papes, 2008.

Dans son tome IX du Dictionnaire raisonné de l'architecture française du XIe au XVIe siècle, Viollet-le-Duc décrit la porte principale du palais des papes :

« […] flanquée de deux véritables tourelles, dont la disposition mérite l'attention. Cette façade se compose d'une suite d'arcs percés de mâchicoulis à la hauteur de 15 mètres au-dessus du sol, et portant un chemin de ronde crénelé, en arrière duquel le mur de face s'élève jusqu'aux combles et porte un second crénelage. Les deux tourelles de la porte reposent, en tas de charge, sur deux piles des arcs formant mâchicoulis, et profitent de la saillie du chemin de ronde pour s'élever jusqu'au crénelage supérieur ; elles flanquent ainsi les deux chemins de ronde inférieurs A et B, et ajoutent aux défenses de la porte. Les pyramides de couronnement de ces deux tourelles étaient de pierre et décorées de crochets. On observera que les culs-de-lampe qui les supportent sont sur plan circulaire, tandis que les tourelles sont elles-mêmes tracées sur plan octogone, avec nerfs saillants aux angles et au milieu des faces du prisme. Cette disposition n'est pas rare pendant le XVe siècle. »

Lorsque l'on compare l'architecture autour de la porte entre la version actuelle et la version dessinée par Viollet-le-Duc, l'on peut remarquer des différences. Une partie de celles-ci sont toutefois expliquées par lui-même dans une note de bas de page faisant référence aux deux chemins de ronde :

« La partie supérieure de ces tourelles était encore intacte au commencement du siècle ; l'ouvrage a été rasé au niveau du chemin de ronde depuis lors, mais il existe des dessins et tableaux, dans la bibliothèque d'Avignon, qui permettent de le rétablir dans son intégrité. »

Les autres différences sont dues à la reconstruction de la façade après l'évacuation des lieux par les militaires au XXe siècle. Viollet-le-Duc nous explique aussi un autre point important de l'architecture du palais des papes, pas seulement propre à la porte principale, mais à l'ensemble des murs d'enceinte :

« Si l’enceinte d’Avignon n’était qu’une défense de deuxième ou de troisième ordre, le château, résidence des papes pendant le XIVe siècle, était une redoutable citadelle, pouvant, à cause de son assiette, de son étendue, et de la hauteur de ses tours, soutenir un long siège. Là encore les tours sont carrées, mais d’une épaisseur et d’une élévation telles qu’elles pouvaient défier la sape et les projectiles lancés par les engins alors en usage ; elles étaient couronnées de parapets et mâchicoulis en pierre portés sur des corbeaux. Quant aux mâchicoulis des murs, ils se composent d’une suite d’arcs en tiers-point laissant entre eux et le parement extérieur un espace vide propre à jeter des pierres ou tous autres projectiles. »

Le rôle de place forte du palais était donc, selon lui, incontestable. Cependant, dans le tome VI, il prend soin de préciser :

« On voit au palais des papes, à Avignon, des mâchicoulis obtenus au moyen de grands arcs qui reposent sur des contre-forts. Ces mâchicoulis donnaient de longues rainures par lesquelles on pouvait jeter non-seulement des pierres, mais des pièces de bois en travers ; ils avaient l'inconvénient de ne pas battre le devant de ces contre-forts et de laisser ainsi des points accessibles aux assaillants. Ce système n'a guère été employé par les architectes militaires des provinces du nord ; ceux-ci ont admis de préférence le système des mâchicoulis continus. C'est, en effet, dans les œuvres des architectes septentrionaux qu'il faut toujours aller chercher les défenses les plus sérieuses ; beaucoup de fortifications du midi de la France et de l'Italie semblent faites plutôt pour frapper les yeux que pour opposer un obstacle formidable aux assaillants, et dans ces contrées souvent les mâchicoulis sont une décoration, un couronnement, non point une défense efficace. »

Cela illustre clairement que le but du palais n'était pas uniquement la protection, mais que l'apparat avait tout autant sa place.

### Tours

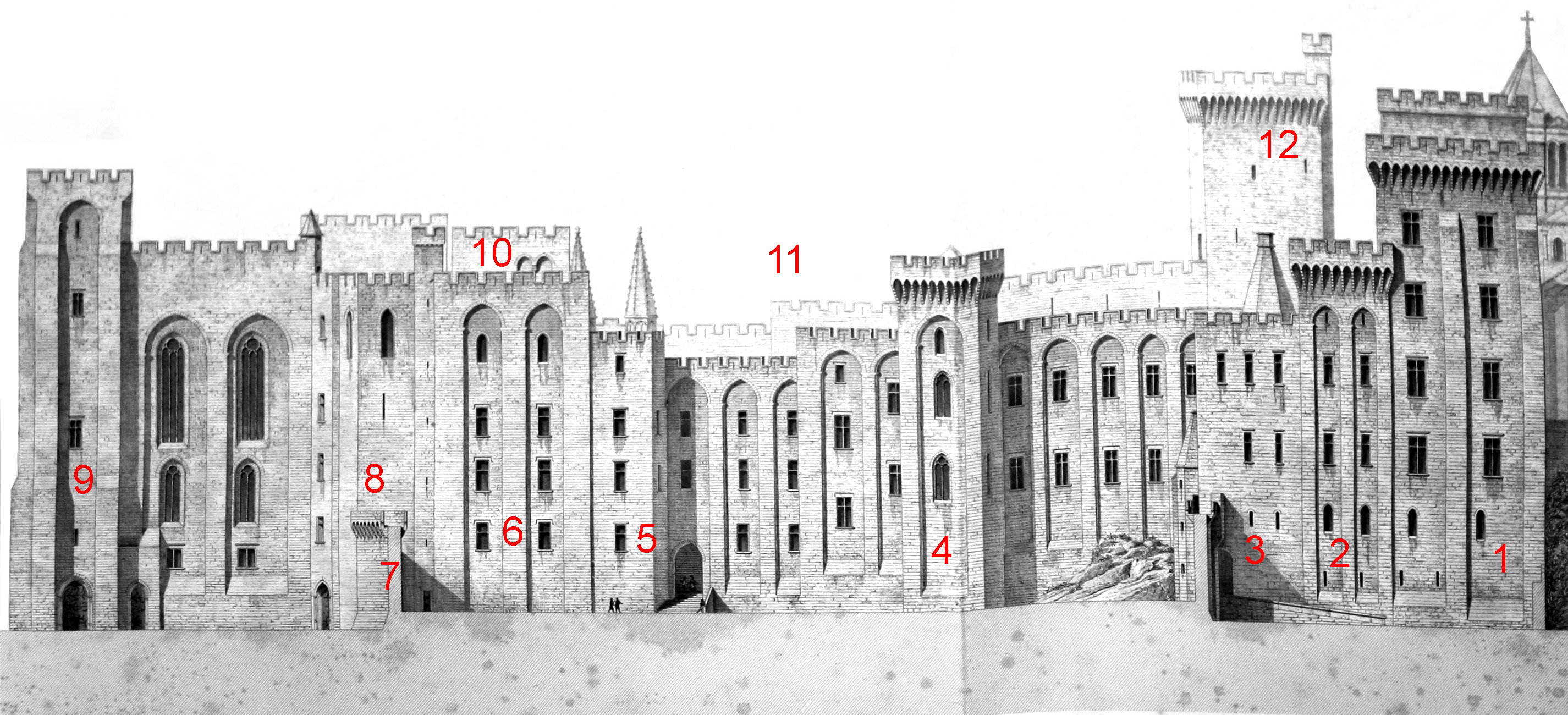
Le palais des papes depuis l'est et ses tours
1- tour de Trouillas
2- tour des Latrines ou de la Glacière
3- tour des Cuisines
4- tour Saint-Jean
5- tour de l'Étude
6- tour des Anges ou tour du pape
7- tour du Jardin
8- tour de la Garde-Robe
9- tour Saint-Laurent
10- tour de la Gache (derrière)
11- tour d'angle ou des Grands Dignitaires (dessous)
12- tour de la Campane.

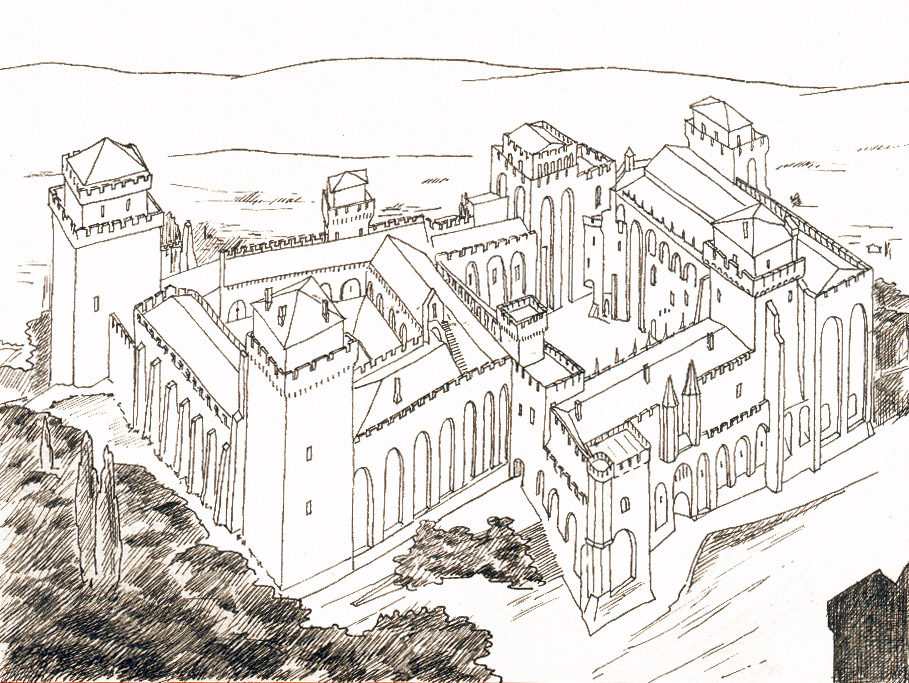
Vue cavalière du palais.

Le palais des papes possède douze tours qui sont :
- la tour de Trouillas[204]. Véritable donjon, elle occupe l'angle nord-est du palais et possède un toit terrasse[205]. Elle avait initialement une hauteur de 60 mètres[N 23]. La tour compte un rez-de-chaussée et cinq étages. Dans la salle basse, qui communique avec le cloître, sous le pontificat de Clément VI, fut incarcéré Cola di Rienzo pendant treize mois[206]. Sa fonction de défense est confirmée par l'épaisseur de ses murs, jusqu'à 4,50 mètres, et les affectations de ses étages : chambres des sergents d'armes et d'artillerie[207]. Elle est construite en 1340 par Jaume Alasaud ;
- située au sud et directement accolée à la tour de Trouillas, la tour des Latrines ou de la Glacière[N 24]. Sa première dénomination date du séjour des papes. Il y avait deux étages de latrines qui correspondaient avec les deux galeries du cloître. Leur fosse était irriguée par une récupération des eaux de pluie à partir du cloître et correspondait avec le grand égout des cuisines avant de se jeter dans la Durançole et le Rhône. Cette fosse servit de glacière au temps des vice-légats et ce nom lui resta après le massacre d'octobre 1791. Au sommet de la tour se trouvait le logement du capitaine du palais[207] ;
- la tour des Cuisines, elle aussi au nord-est du palais, est au sud et directement accolée à la tour des Latrines. Elle porte ce nom tout simplement car elle abrite les anciennes cuisines ;
- la tour Saint-Jean. Située sur la façade est, cette petite construction crénelée de base carrée est dite encore tour des chapelles. En effet, outre la chapelle Saint-Jean réservée aux hauts dignitaires admis dans le Consistoire[208], elle abrite aussi la chapelle Saint-Martial réservée au pape et accessible depuis le Grand Tinel[209] ;
- la tour de l'Étude. Toujours sur la façade est, au niveau des appartements privés. Elle était la plus proche de la « Roma » aujourd'hui détruite ;

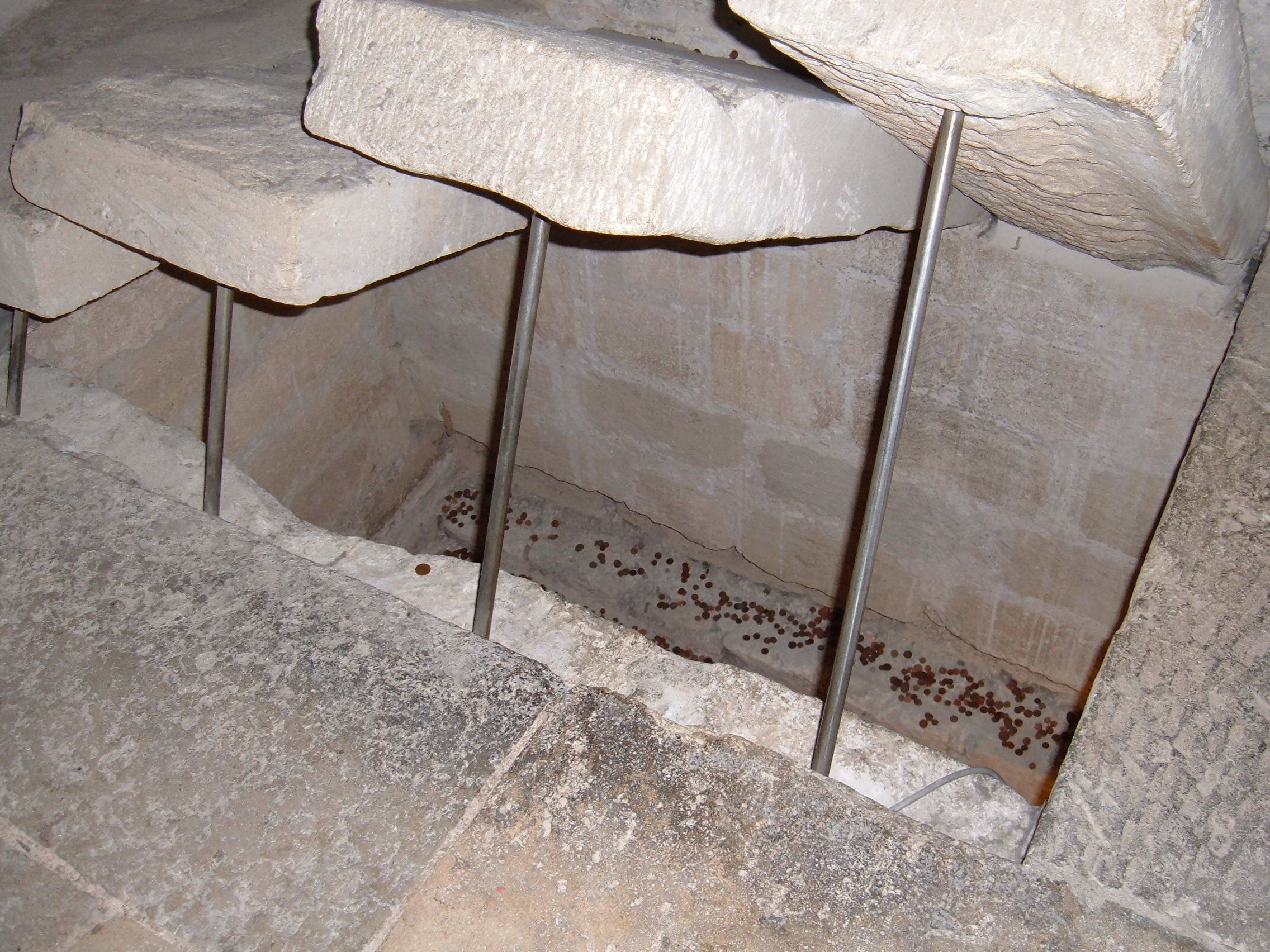
Caveau de cache de trésor pratiqué dans le sol et refermé par des dalles en pierre.

- la tour des Anges ou tour du pape est encore plus au sud de la façade est. Couverte d'une terrasse entourée d'un parapet crénelé et sommée d'un châtelet, elle fut d'abord dénommée « grande tour » ou « tour du trésor[210] ». En dépit de son occupation par les militaires, c'est l'une des mieux conservée du palais. Elle servit à abriter la « chambre du pape » Benoît XII peinte a tempera de rinceaux de feuillage sur lesquels sont posés des oiseaux[211], ainsi que sa « librairie » et les salles du « trésor haut » et du « trésor bas[212] ». Ancienne extrémité sud du vieux palais de Benoît XII, sa seconde vocation fut d'être une tour de défense. Ses murs, épais de trois mètres, sont renforcés aux angles et au milieu par des contreforts. Le cinquième étage de la tour était affecté aux sergents d'armes formant la garde du palais[213] ;
- la tour du Jardin est aujourd'hui détachée du palais, dans le jardin à l'est du palais. Elle est située à l'est de la Roma (aujourd'hui disparue) ;
- la tour de la Garde-Robe est une construction du palais neuf de Clément VI directement accolée au sud de la tour des Anges ;
- La tour Saint-Laurent. Située à l'angle de la place de la Mirande et de la rue Peyrolerie, au sud-est du palais, elle fut rajoutée sous le pontificat d'Innocent VI. Vouée à la défense, on peut voir encore les rainures et les crochets de ses herses[214]. Composée de six niveaux, elle assurait la protection de l'angle sud-est du palais. Les cardinaux revêtaient ici leurs vêtements sacerdotaux, ce qui lui a valu le nom de revestiaire. Plus tard, aux XVIIe et XVIIIe siècles, elle devint le siège de l'Auditeur général, président de la Rote[215] ;
- la tour de la Gache[216], située entre la porte des Champeaux et la Grande Audience, au sud-ouest du palais. Du haut de cette tour de guet, on donnait, à son de trompe, le signal du couvre-feu, on avertissait les habitants en cas d'incendie ou d'alarme[217]. Dans la salle du rez-de-chaussée se tenait, au temps des papes, l'audience des contredites ou petite audience[218]. Le siège de ce tribunal, lié à la chancellerie, fut transformé, au début du XVIIIe siècle, en arsenal. C'est de cette époque que date la décoration en grisaille de sa voûte[219] ;
- la tour d'angle ou des Grands Dignitaires car située dans le prolongement de l'aile des Grands Dignitaires (angle sud-ouest du palais neuf) ;
- la tour de la Campane[220]. Elle fait le pendant à la tour du Trouillas et protégeait la face nord du palais. C'est là que logeait le maître d'hôtel du pape. Il accédait à ses appartements par la galerie haute du cloître qui avait été décorée a tempera par Matteo Giovanetti[221].

### Principales salles
| Salle                    | m2  |
| Salle des Gardes         | 170 |
| Chambre du Trésorier     | 170 |
| Cubiculaire              | 230 |
| Grand Tinel              | 480 |
| Salle du Conclave        | 72  |
| Paneterie - Bouteillerie | 350 |
| Grand Cellier Benoit XII | 350 |
| Grande audience          | 820 |
| Galerie du Cloître       | 100 |

#### Salle des gardes
La salle des gardes est située dans l'aile des Grands Dignitaires. La pièce fait 17 mètres sur 10 et se compose de deux travées inégales avec croisée d'ogives. Au-dessus de celle-ci, se trouve l'ancienne chambre du Trésorier. Très haute de plafond, elle possède plusieurs portes et permet d'offrir à son occupant une agréable vue. La pièce dite : « le Cubiculaire », l'une des plus belles pièces du Palais, qui fut habitée par le cubiculaire du Pape, Bernard de Saint-Étienne. Située derrière les deux tourelles de la façade principale du palais où elle a une fenêtre, au-dessus de la porte des Champeaux, la pièce fait 9,80 mètres par 7,40.

#### Aile du Conclave
L'aile du Conclave possède la salle du Conclave qui fut autrefois l'appartement des hôtes. Le roi Jean le Bon, l'empereur Charles IV, Pierre IV, roi d'Aragon, Louis II de Bourbon, les ducs d'Orléans, de Berry, de Bourgogne y séjournèrent.

#### Grand Tinel

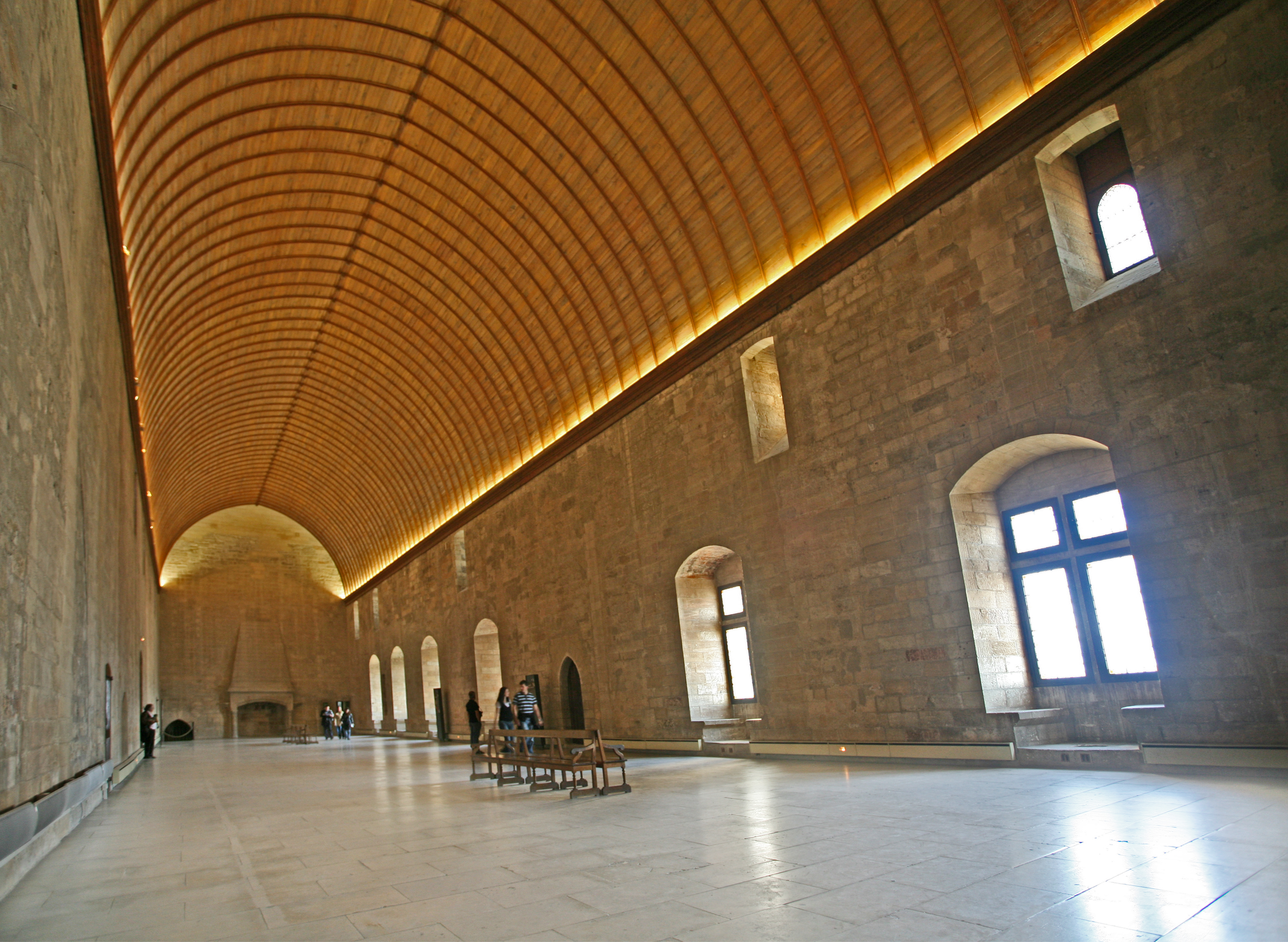
La salle du grand Tinel.

Le grand Tinel désigne l'ancien grand réfectoire ou salle des festins. Cette pièce, aux proportions impressionnantes puisque très haute de plafond et couvrant 48 mètres de long sur 10,25 mètres de large, était aussi utilisée lors des conclaves. Son lambris était recouvert, au XIVe siècle, d'étoffe bleue parsemée d'étoiles figurant la voûte céleste.

#### Paneterie
Au-dessous de la salle du Conclave se trouve la « Paneterie », grande pièce autrefois divisée en six plus petites et qui servaient à l'époque pour l'intendance et la confection des repas de la cour (soit plus de 300 repas par jour) et la fourniture de repas aux pauvres (distribution de pain et vin à 800 pauvres par jour, achats de vêtements, de draps et de grains par l'aumônerie des pauvres,). Encore au-dessous, au niveau le plus bas, le « grand cellier » (ou Grand Cellier Benoît XII), ancienne cave creusée en 1337 dans le rocher. Pour y accéder, il fallait passer par la « galerie du Cloître ».

#### Salle de la Grande Audience

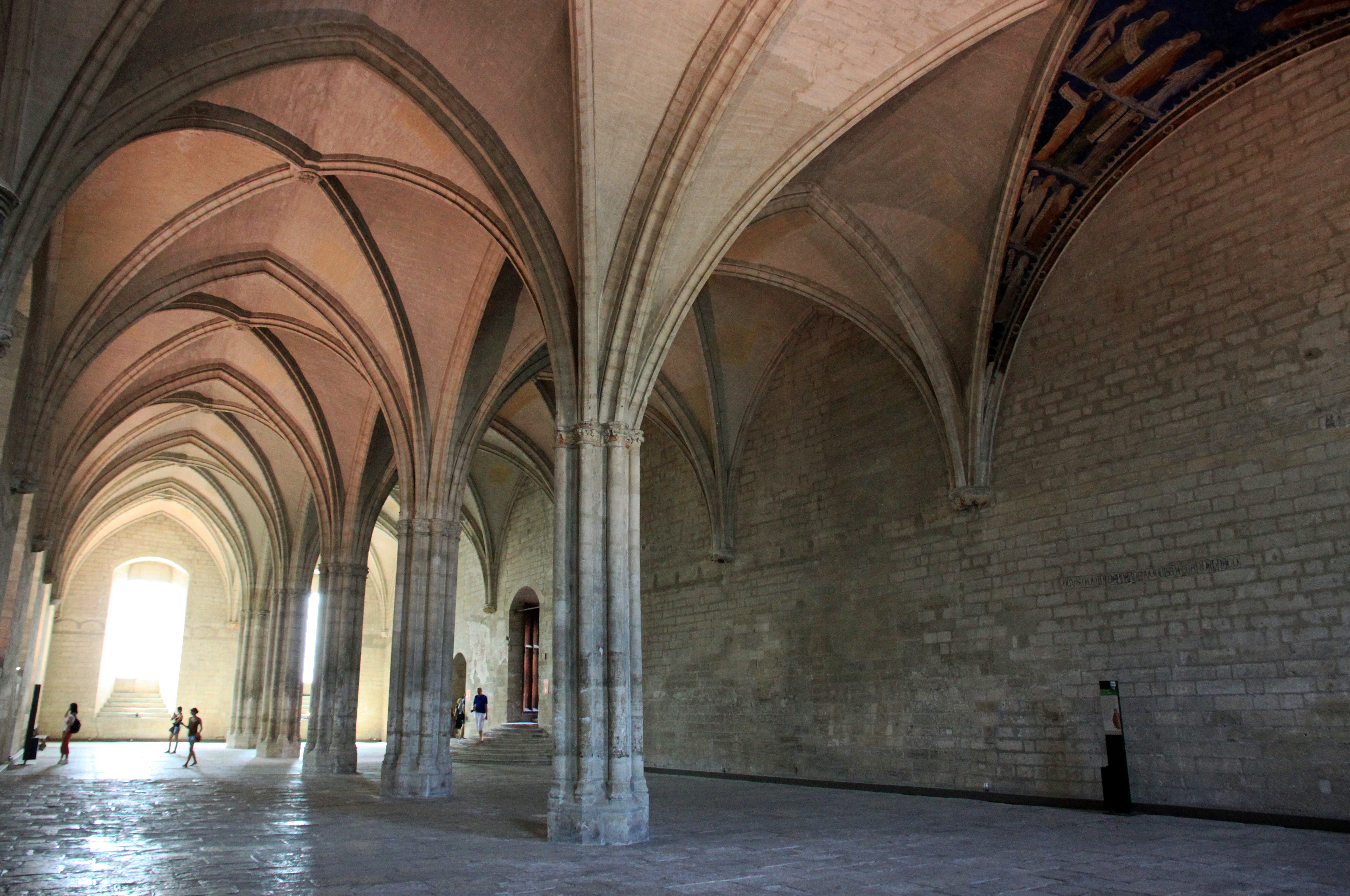
La salle de la Grande Audience.

Enfin, la salle de la « Grande audience » appelée aussi, à partir de 1336, Tribunal de la Rota (tribunal des causes apostoliques dont les jugements étaient sans appel), chef-d'œuvre de Jean du Louvres, dit de Loubières, 52 mètres de long sur 16,80 mètres de large et 11 mètres de haut. Elle est située du côté opposé à l'aile du conclave par rapport à la Porte des Champeaux. À la mort de Clément VI, Matteo Giovanetti avait réalisé sur le mur nord de sa travée orientale, ses deux voûtains et la moitié du mur est, une impressionnante série de fresques figurant le « Jugement Dernier ». Elles furent détruites par les militaires en 1822.
Plusieurs galeries permettaient de rejoindre les différentes parties dont la « galerie du Conclave » et la « galerie du cloître ».

### Studium de Clément VI ou chambre du cerf
C'est l'une des plus célèbres salles du palais grâce à sa décoration exceptionnelle. Ce studium ou salle d'études, voulu par Clément VI, porte depuis longtemps le nom de « Chambre du Cerf » à cause d'une chasse peinte sur son mur occidental. Lors d'un aménagement de cette pièce au temps des vice-légats, le cervidé a été coupé par la mise en place d'une cheminée, et il n'en reste plus que l'arrière-train.

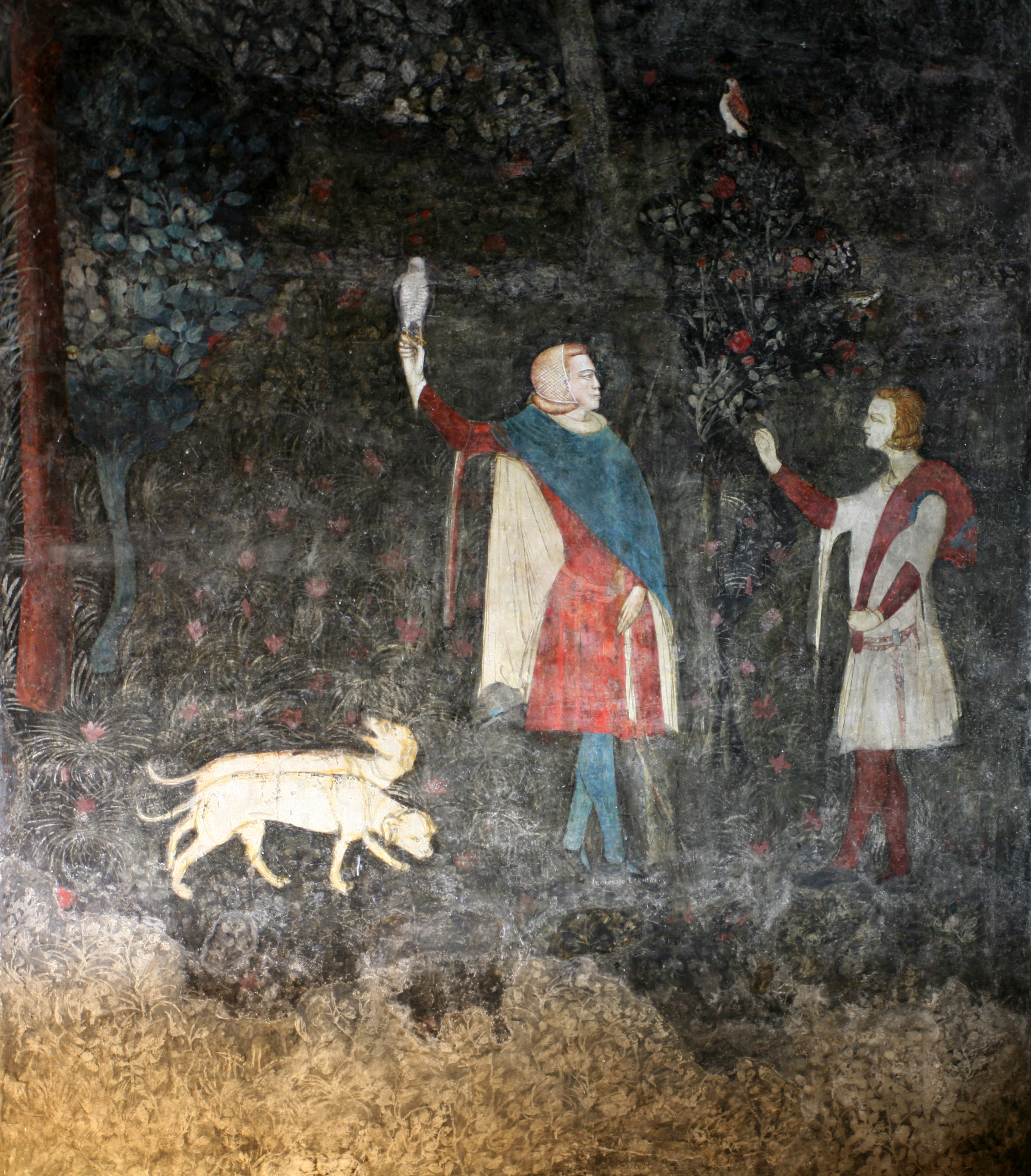
Les deux fauconniers de la chambre du cerf.

Michel Laclotte a été l'un des premiers à souligner toute l'innovation que représentait le choix du thème naturaliste des fresques décorant le studium de Clément VI. Ce spécialiste de la peinture du XIVe siècle considère que :

« La chambre du cerf est le premier ensemble mural parvenu jusqu'à nous, dont le thème sylvestre soit interprété avec un naturalisme vraiment descriptif. Des sujets profanes apparaissent dans le décor mural, en Italie et en France, dès le XIIIe, mais ceux qui subsistent sont le plus souvent traités avec un esprit tout conventionnel. Nous trouvons là en revanche un sens vrai, à la fois réaliste et poétique, de la nature mystérieuse et foisonnante, monotone et diverse, bruissante et pourtant calme. »

Il conclut son analyse par une synthèse qui a fait date dans l'histoire de l'art médiéval tardif ou gothique international :

« On sait que Clément VI passa la première partie de sa vie en France. Est-ce en se souvenant des tapisseries d'Arras à sujets de verdure et de chasse qu'il y put admirer, qu'il souhaita un décor semblable pour son studium ? C'est probable. Une idée française traduite en langage italien, les fortes conceptions plastiques des héritiers de Giotto au service de l'idéal courtois du Roman de la Rose, tel serait l'heureux accord conclu à la chambre du cerf entre une civilisation et un style. »

Même si le nom de Robin de Romans a été avancé, l'état actuel des recherches sur l'auteur des fresques ne permet pas de connaître le nom du ou des peintres qui ont œuvré dans cette salle. Dominique Vingtain, qui fut conservatrice du palais des papes, soutient l'intervention de plusieurs peintres faisant partie d'un atelier franco-italien et placés sous la direction de Mateo Giovanetti. Mais elle réfute les noms de Robin de Romans, Pierre Resdol, Rico d'Arezzo ou Pietro de Viterbe.
Par contre elle considère que :

« Les peintures de la chambre du cerf témoignent de la volonté de Clément VI de faire réaliser une composition incomparable relevant d'un goût nouveau pour un naturalisme qui ne connaissait pas d'équivalent que ce soit à Avignon ou ailleurs. »

Pour elle le choix de l'iconographie relève, fort probablement, du commanditaire et de sa volonté de se présenter, à travers les scènes de chasse, comme un seigneur. C'est ce que suggérait déjà, en 1933, le docteur Gabriel Colombe à propos des personnages représentés. Il considérait notamment que le fauconnier et son fils ne pouvaient être que des parents du pape et a vu chez l’adulte le portrait de Guillaume II Roger de Beaufort, frère du pape, et chez l’adolescent qui lui fait face, celui de son fils Guillaume III, futur vicomte de Turenne.

### Chapelles

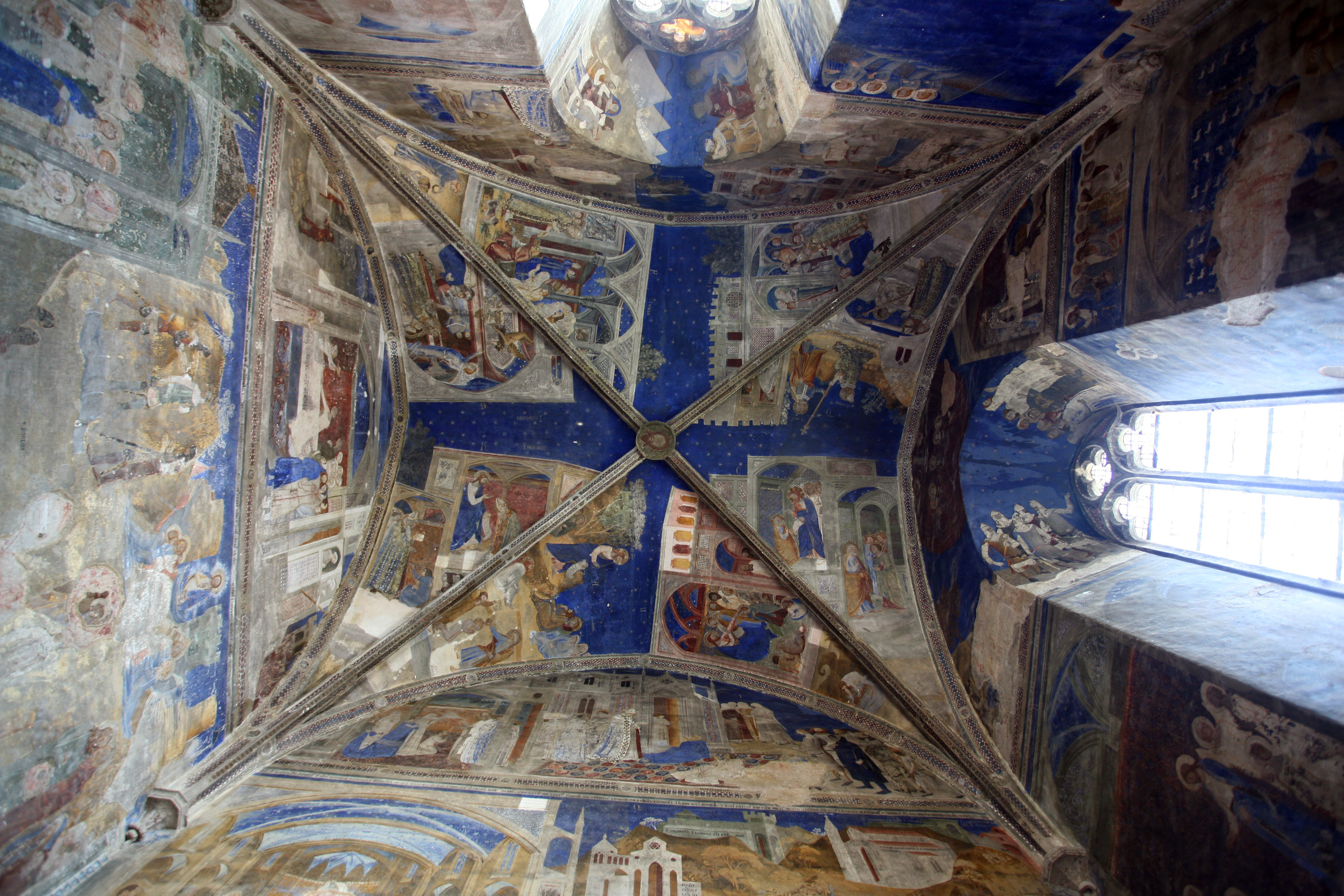
La chapelle Saint-Martial.

Située au deuxième étage de la tour Saint-Jean, la chapelle Saint-Martial retrace par ses peintures les points forts de la vie de saint Martial. Elle fut réalisée par Matteo Giovannetti de Viterbe entre 1344 et 1345. Le sens de lecture de ces scènes va de haut en bas.
Les voûtains de cette chapelle sont illustrés de treize scènes du début de la vie de saint Martial : sa rencontre avec l'enseignement du Christ lorsqu'il était jeune ; son baptême ; la prédication du Christ ; la pêche ; l'apparition du Christ à saint Pierre et sa demande d'envoyer Martial évangéliser la Gaule ; l'envoi de Martial avec deux compagnons en Gaule ; la remise du bâton pastoral de saint Pierre à Martial ; la résurrection d'Austriclinien pendant laquelle Martial impose le bâton de saint Pierre à la mort ; la guérison de la fille d'Arnulfus ; la résurrection du fils de Nerva ; le baptême du peuple de Toulx ; le miracle d'Ahun et la guérison du paralytique.
Le registre supérieur continue avec sept autres scènes en quatre panneaux : la résurrection d'André et d'Aurélien à Limoges ; le martyre de sainte Valérie, la montée au ciel de son âme et la résurrection de son bourreau ; l'amende honorable du duc Étienne et la résurrection d'Hildebert, l'un de ses officiers ; la destruction des idoles à Bordeaux, la guérison de Sigisbert, comte de Bordeaux et l'extinction de l'incendie.
Sur le registre médian, on trouve neuf autres scènes en quatre panneaux : l'apparition du Christ à Martial à Poitiers puis le martyre des saints Pierre et Paul ; l'ordination de saint Aurélien et la création de treize églises en Gaule ; l'apparition du Christ pour l'annonce de la mort à Martial, l'offrande faite à Martial par sainte Valérie de sa tête coupée et enfin sa mort ; le cortège funèbre et la guérison des malades grâce à son suaire. Ce registre étant plus proche du sol et donc plus facilement accessible, il est en moins bon état de conservation que le reste. Enfin, le registre inférieur, juste au-dessus du sol, est réservé à des motifs en trompe-l'œil.

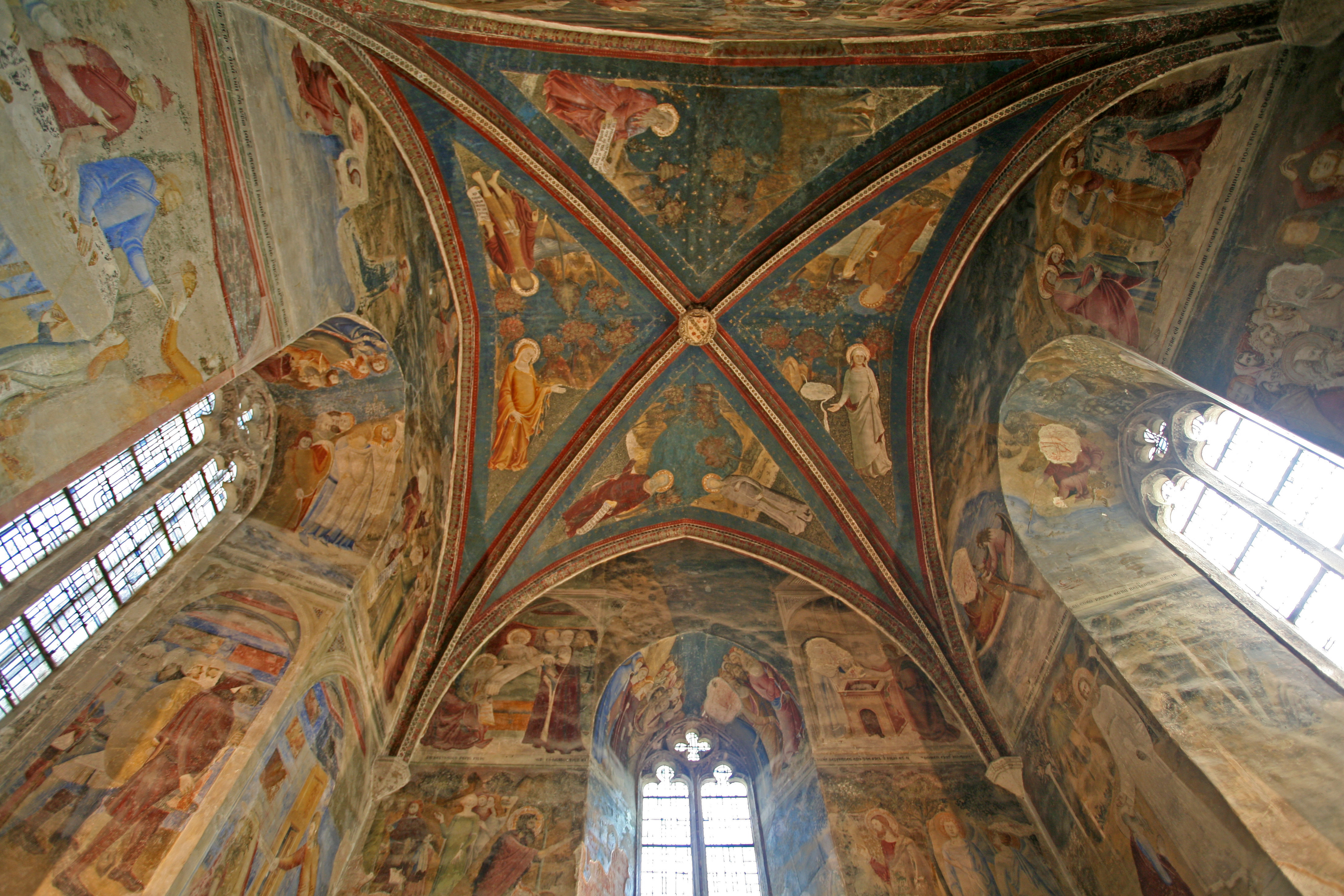
La chapelle Saint-Jean.

De 1347 à 1348, Matteo Giovannetti s'occupa de la chapelle Saint-Jean. Située sous la chapelle Saint-Martial, cette dernière, avec une entrée par le nord, est accessible depuis la salle du Consistoire, de plain-pied avec le cloître construit par Benoit XII. Là encore, le sens de lecture s'effectue de haut en bas, mais il y a en parallèle deux histoires, celle de saint Jean-Baptiste au sud et à l'est et celle de saint Jean l'évangéliste au nord et à l'ouest. L'histoire proprement dite ne commence qu'à partir du registre supérieur, les voûtains étant dédiés à la présentation de parents des deux saints. Pour saint Jean-Baptiste : sainte Élisabeth sa mère, saint Zacharie son père et sainte Ismèrie sa grand-mère maternelle. Pour saint Jean l'évangéliste : sainte Marie-Salomé sa mère, saint Zébédée son père et sainte Anne sa grand-mère maternelle. En tout, avec les deux Jean, huit personnages sont présents sur les voûtains.
Les registres supérieurs et médian reprennent cette même division et le registre inférieur était là encore réservé à des motifs en trompe-l'œil.

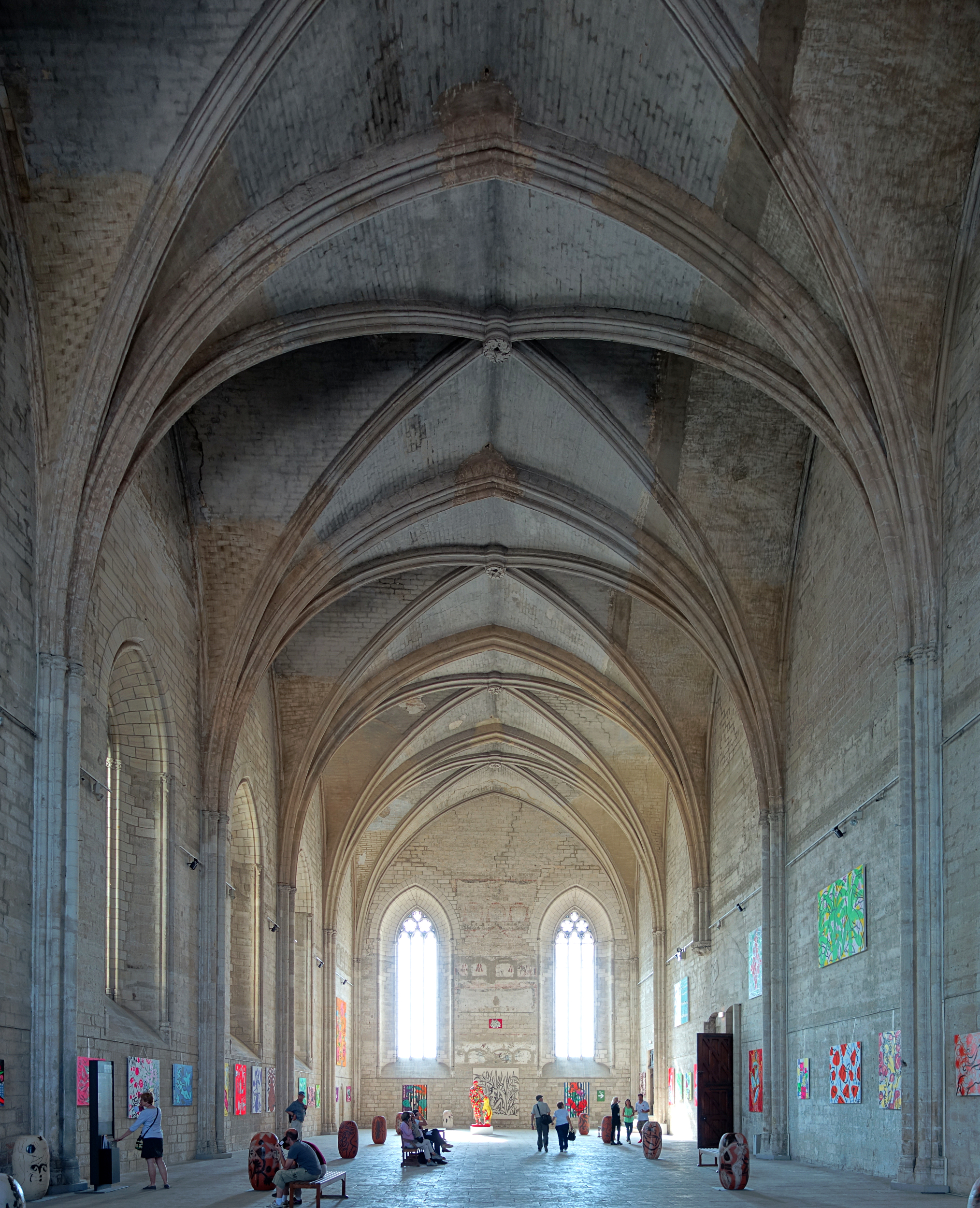
La grande chapelle.

Édifiée sous Clément VI, la Grande Chapelle, est dédiée aux apôtres Pierre et Paul et fut achevée après quatre années de travaux. Avec ses 52 mètres de long sur 15 mètres de large et 20 mètres de haut, sa nef est exceptionnelle. D'une qualité architecturale bien supérieure aux deux « petites » chapelles de la tour Saint-Jean, les premières peintures de ses murs datent en réalité du XVIe siècle.
On y accède par un escalier monumental, dit escalier d'honneur. Son concepteur, Jean du Louvres, opta pour un escalier rampe-sur-rampe, nouveauté qui rompait totalement avec les escaliers à vis ou à volée droite qui avaient été jusqu'alors construits. Il fut terminé et payé à l'architecte en octobre 1346. Dominique Vingtain, conservatrice du palais, considère que c'est une première dans l'architecture gothique :

« Il s'agissait là d'une innovation architecturale pour Avignon, certes, mais aussi pour le reste de la France. »

Son portail et son parvis sont aussi remarquables. Situé au niveau de la Cour d'Honneur, c'est de cet endroit que le souverain pontife donnait sa triple bénédiction à la foule et qu'on lui apposait la tiare lors de son couronnement pontifical. L'occupation du palais par les militaires a dégradé l'ensemble.

### Cours

#### Cour d'honneur

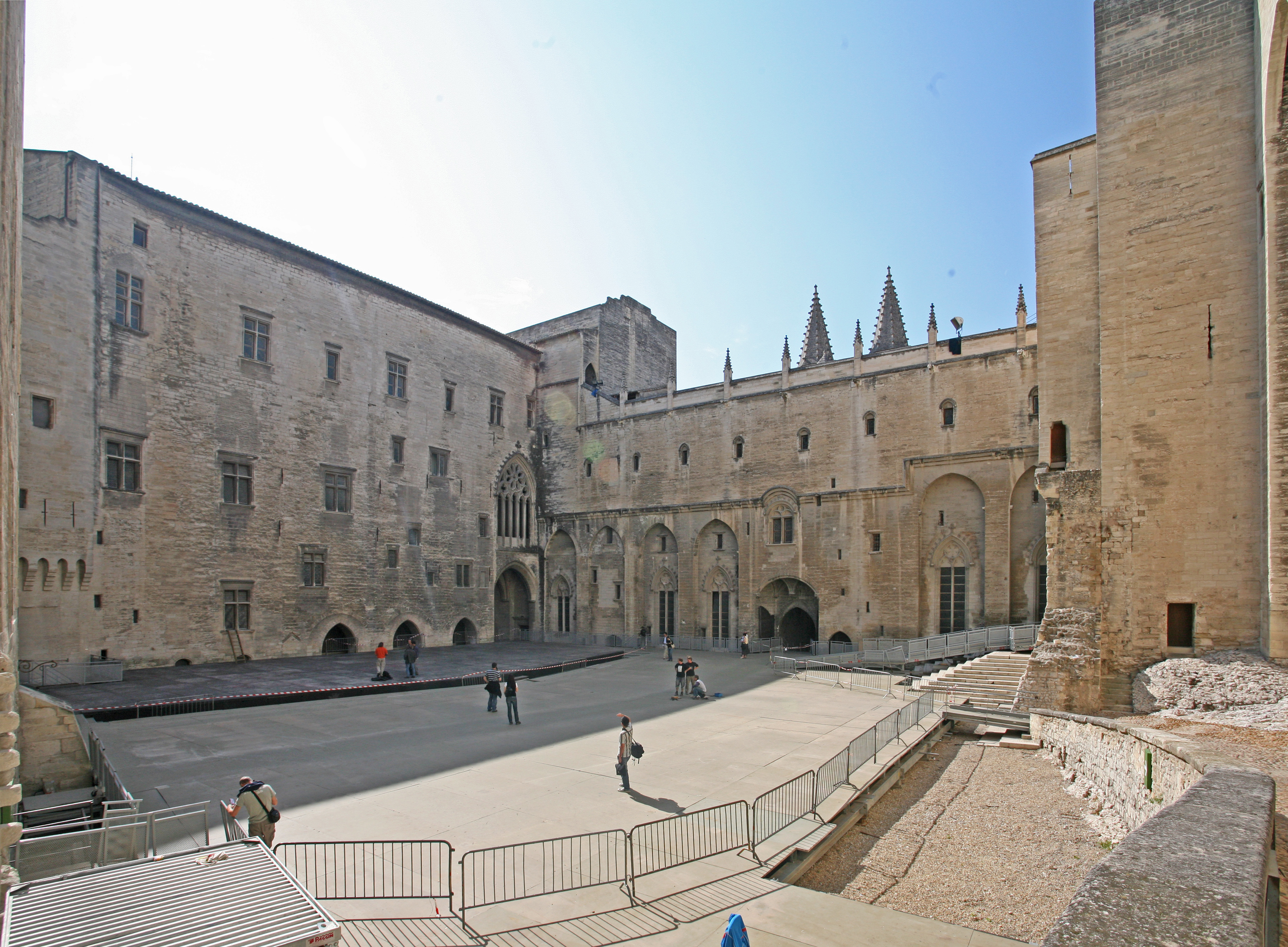
Cour d'honneur, palais neuf, après le festival.

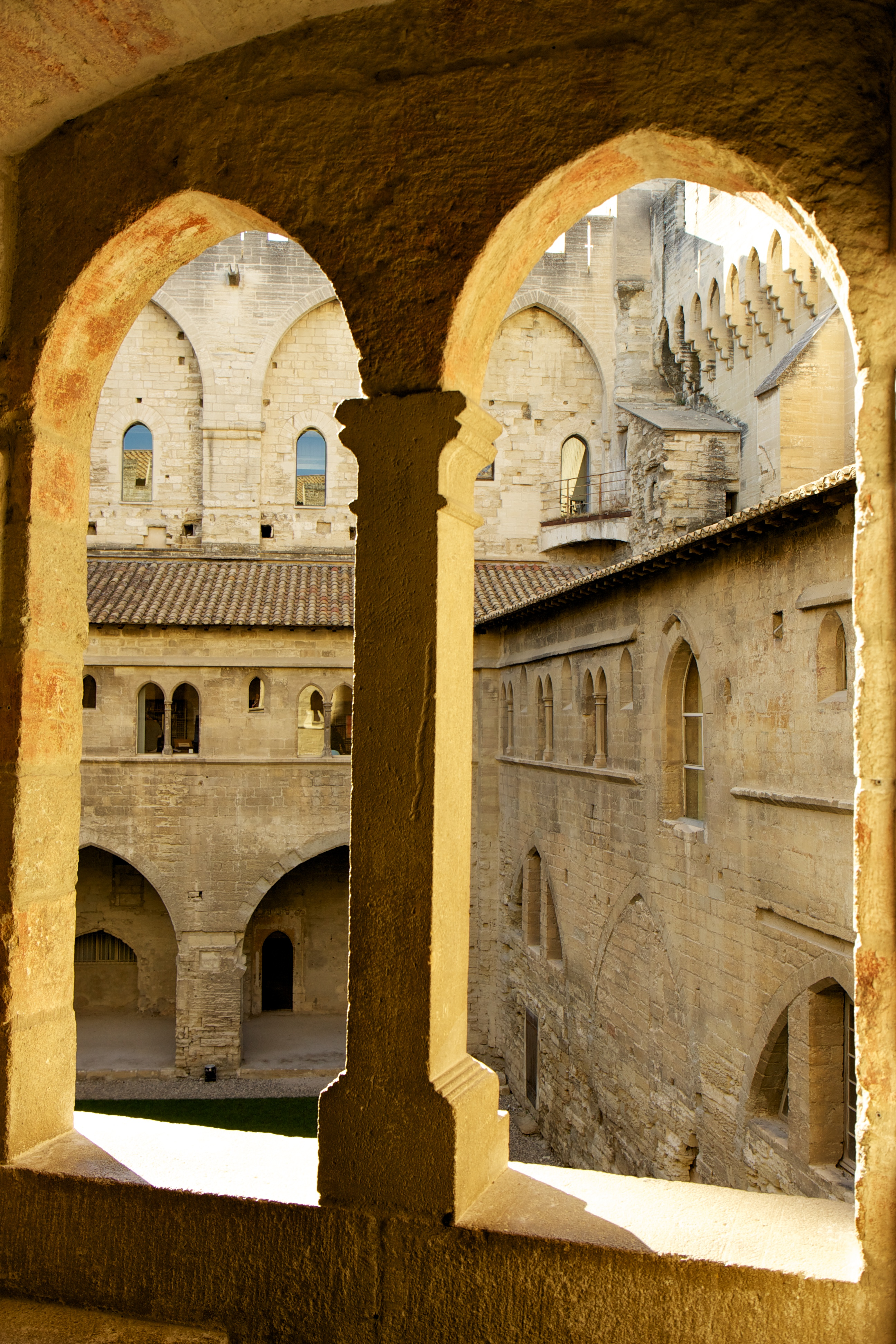
Fenêtre Géminée donnant sur la cour du cloître.

Clément VI, dès le début de son pontificat, en 1342, fit raser les maisons et édifices situés près du palais vieux. Ces bâtiments délimitaient la place des Cancels et c'est sur cet emplacement que fut établie la « Cour d'Honneur, ». Celle-ci accueille aujourd'hui les représentations majeures du Festival d'Avignon. C'était au XIVe siècle, le lieu de passage, de rendez-vous et d'attente où se pressaient tous ceux qui étaient admis au palais. De la fenêtre de la « Grande Audience », qui la surplombe sur le côté droit, le souverain pontife apparaissait à la foule et lui donnait sa bénédiction.
C'est un carré de 1 800 mètres carrés environ qui est borné au nord et à l'est par le palais vieux tandis qu'au sud et à l'ouest, il l'est par le palais neuf. En son centre se trouvent les vestiges de la salle d'audience de Jean XXII et le puits, profond de 29 mètres, qu'Urbain fit creuser. Primitivement trois portes ouvraient cette cour :
- la porte des Champeaux, seule entrée actuelle ;
- la porte Notre-Dame, au nord-ouest ;
- la porte de la Peyrolerie, au sud-est[257].

#### Cour du cloître

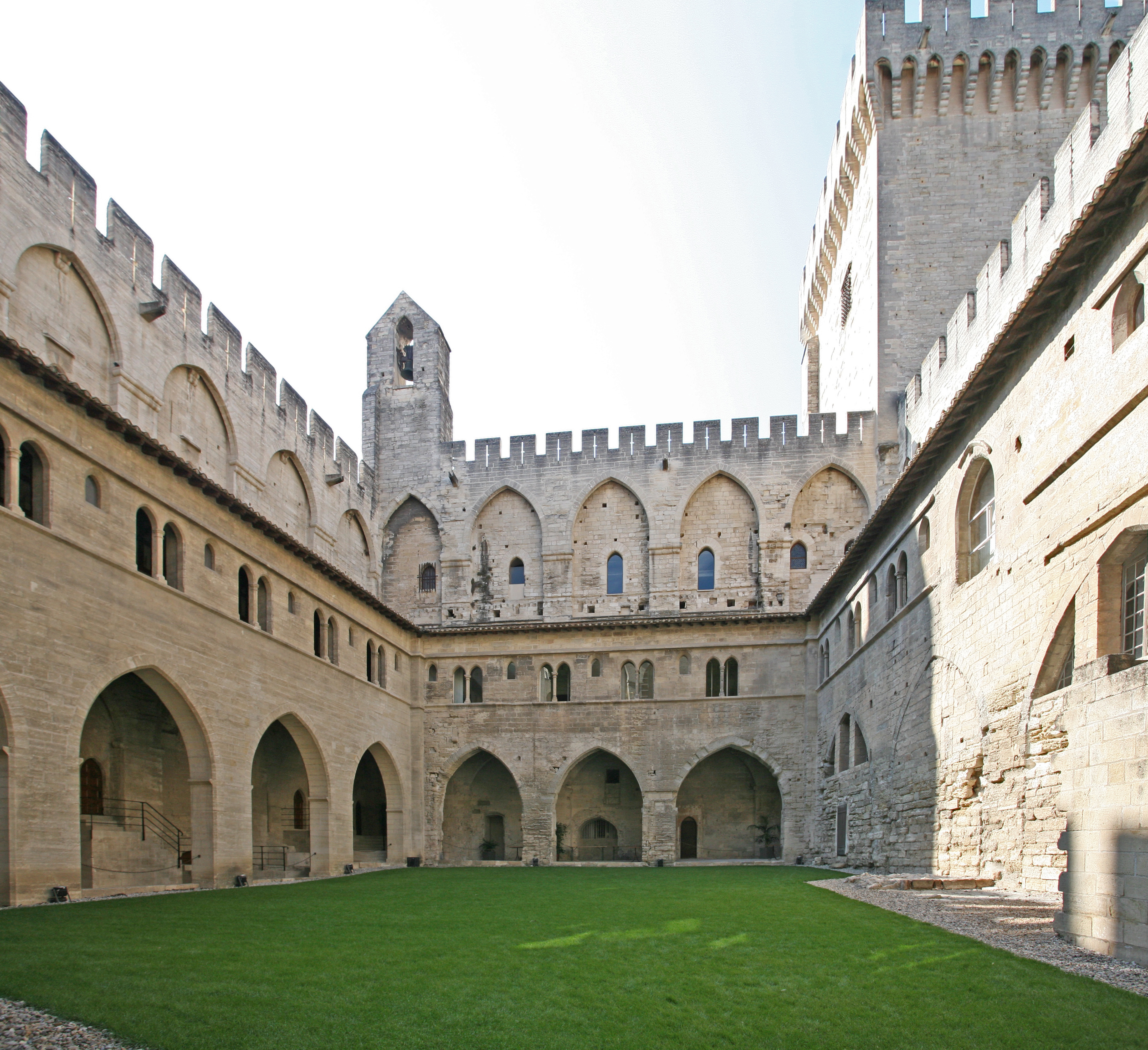
Cour du cloître, vieux palais.

La cour du cloître est délimitée par quatre bâtiments : l'aile du Consistoire, à l'est, l'aile des Hôtes, au sud, l'aile des Familiers, à l'ouest, et la chapelle de Benoît XII, au nord.
L'aile du Consistoire se compose de deux salles superposées : la salle du Consistoire et le Grand Tinel. À l'arrière de cette aile se trouvent la Bouteillerie et la Panetterie. L'aile des Hôtes ou aile du Conclave s'étage sur trois niveaux. Au rez-de-chaussée se trouve le Grand Cellier ; au-dessus, les appartements des bouteillers et des panetiers, et le troisième étage (30 mètres de long et de plain-pied), appelé « chambre de l'Empereur » depuis que Charles IV de Luxembourg y séjourna.
L'aile des Familiers regroupe les logements de la Curie. Elle se compose d'un rez-de-chaussée et de deux étages. Quant à la chapelle de Benoît XII, elle est subdivisée en deux parties : la chapelle basse ou obscure, qui fut rapidement transformée en réserve ; la chapelle haute ou Grande Chapelle. L'ensemble de ces deux bâtiments est affecté aux Archives départementales, tandis que l'aile méridionale du cloître a été transformée en Centre de Congrès.

### Jardins pontificaux

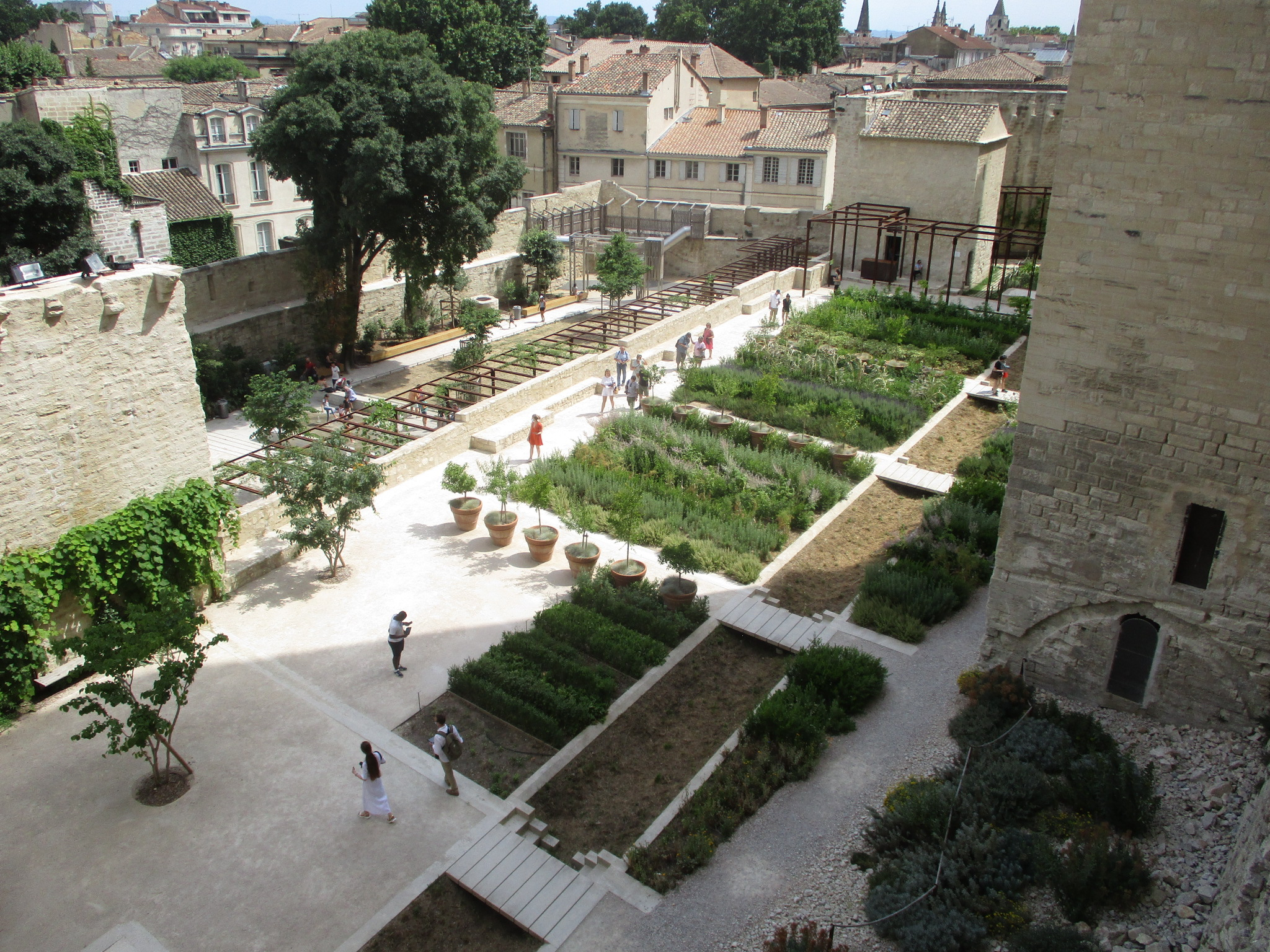
Jardins du palais des papes d'Avignon, restaurés et inaugurés en 2020.

Les jardins pontificaux de 2 hectares sont fondés puis agrandis, remaniés, et améliorés par les papes d'Avignon qui se succèdent en ces lieux de 1305 à 1377, au pied de la façade arrière est, protégés du mistral par des puissantes murailles gothiques du palais de 10 m de haut. Ils sont restaurés entre 2017 et 2020, avec :
- Verger Urbain V, de 1 000 m2, avec accès aux anciennes cuisines du palais.
- Jardin du Palais (ou jardin Clément VI ou Benoît XII) de 1 250 m2.
- Jardin du Pape (ou jardin du Griffon) de 660 m2, jardin privé du pape, avec accès direct depuis ses appartements.

## Représentation du palais au cours de l'histoire

### Viollet-le-Duc

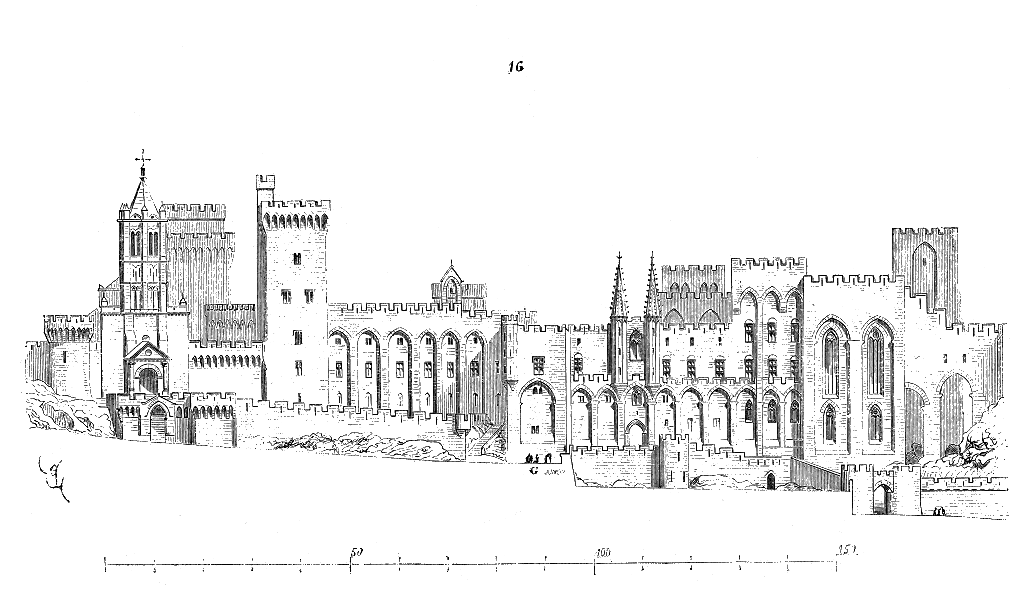
Vue générale depuis l'ouest.

Dans son Dictionnaire raisonné de l'architecture française du XIe au XVIe siècle, Viollet-le-Duc parle à plusieurs reprises du palais des papes d'Avignon, de sa porte principale avec ses deux tourelles ou encore de ses remparts, ses galeries, sans oublier une de ses cuisines.
Tout au long de cette œuvre il décrit et commente l'architecture. Par exemple, avec Galerie du tome VI :

« Dans le bâtiment méridional du palais des papes à Avignon, du côté de la cour, on trouve encore une jolie galerie, du XIVe siècle, qui donnait entrée dans les salles du second étage. Nous reproduisons (10) la coupe transversale de cette galerie voûtée en arcs d'ogives et éclairée par de petites fenêtres ouvrant sur la cour. Le dessus de cette galerie servait de chemin de ronde découvert, crénelé et décoré de pinacles. Ces sortes de galeries de service aboutissaient à des escaliers et se combinaient avec ceux-ci. Vers la fin du XIVe siècle, on augmenta la largeur de ces couloirs, et on arriva, à la fin du XVe siècle, à en faire de véritables promenoirs. Cet usage fut adopté définitivement au XVIe siècle, comme on peut le voir aux châteaux de Blois, de Fontainebleau (galerie de François Ier), de Chambord, etc. Alors on les enrichit de peintures, de sculptures, on les garnit de bancs. Les galeries remplacèrent ainsi fort souvent la grand'salle du château féodal. »

Il va jusqu'à donner son point de vue sur certaines pratiques comme lorsqu'il parle de la cuisine et de la salle montrée aux visiteurs :

« Dans le palais des papes, à Avignon, il existe encore une cuisine du XIVe siècle : c'est une vaste pyramide à huit pans, creuse, bâtie dans une tour carrée, et terminée par un seul tuyau ; des foyers sont disposés dans les parois inférieures. On ne manque pas de montrer cette salle aux visiteurs, comme étant celle où le tribunal de l'Inquisition faisait rôtir les gens à huis clos. Rôtir les gens sur une place publique ou dans une tour pour la plus grande gloire de Dieu est certes un triste moyen de les ramener dans la voie du salut ; mais prendre une cuisine pour une rôtissoire d'humains est une méprise bien ridicule. »

Certaines de ces descriptions sont accompagnées d'illustrations (dessins en noir et blanc). Parmi celles-ci, six sont pour le Palais ou des éléments de celui-ci, dont deux plans.

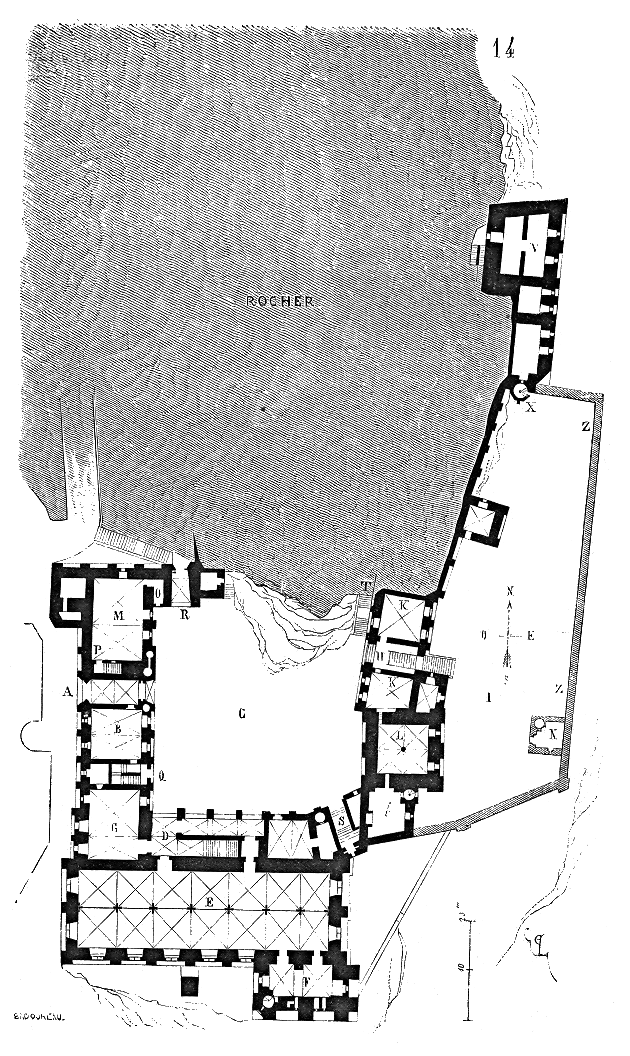
Niveau du rez-de-chaussée des bâtiments supérieurs correspond au niveau d'un étage entresolé.
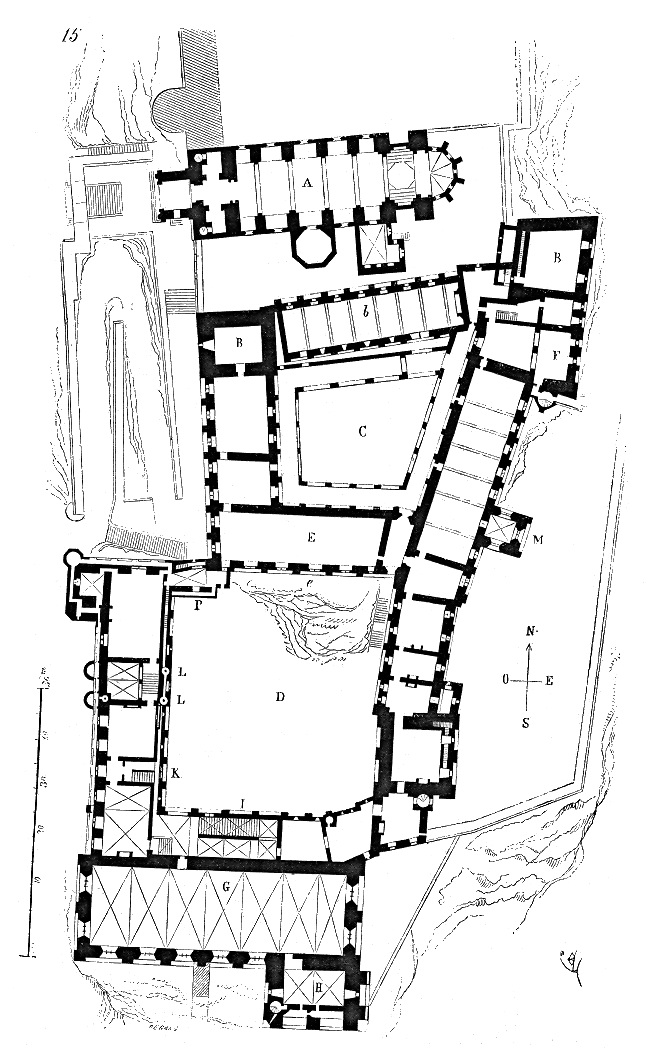
Le plan du palais des papes avec Notre-Dame des Doms.
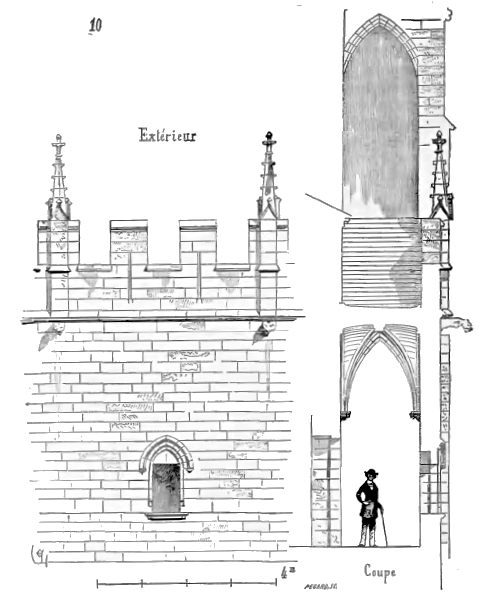
Coupe transversale d'une galerie voûtée en arcs d'ogives et éclairée par de petites fenêtres ouvrant sur la cour.
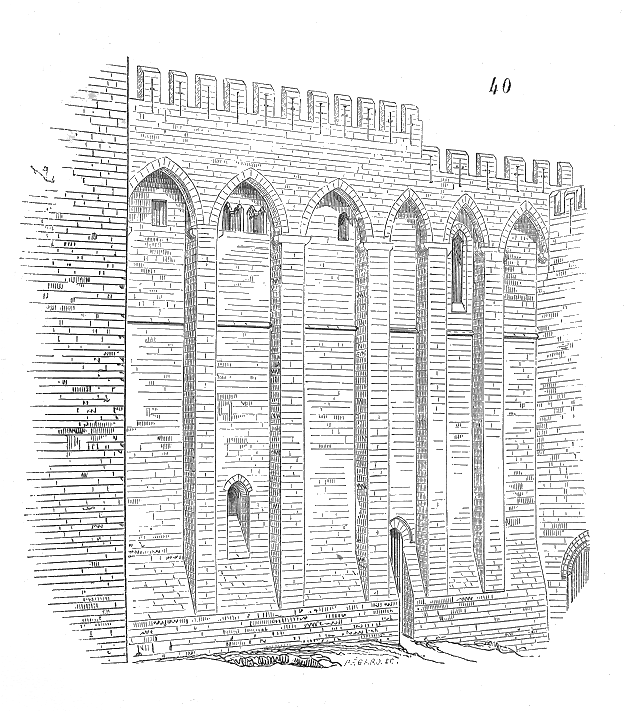
Façade.

### Dans la littérature

#### Tourisme littéraire

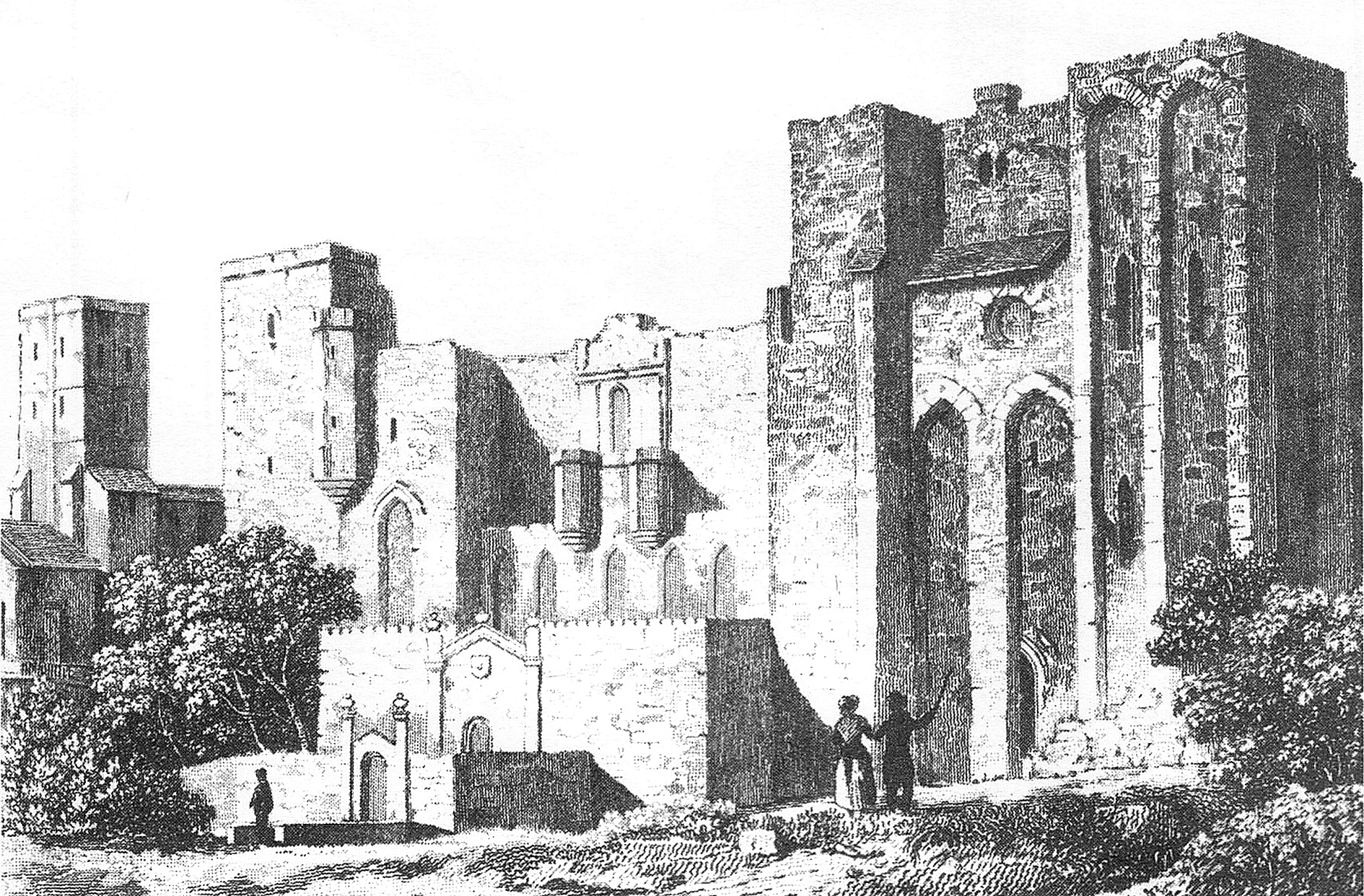
Gravure de Lemaire, d'après un dessin de Boucherel, datée du début du XIXe siècle, montrant l'état général de délabrement de la façade principale du palais des papes.

En 1832, Désiré Nisard, grand défenseur de la cause des monuments historiques, fit escale à Avignon en descendant le Rhône depuis Lyon jusqu'à Arles. Dans ses Souvenirs de voyage, il dit avoir trouvé le palais sans aucun intérêt, considérant qu'il ne pourrait l'être que « pour ceux qui sont déterminés à en trouver à toutes les ruines ». Pour lui, cette bâtisse en pleine décrépitude, est le symbole de la « petite et obscure histoire d’un fief pontifical ». Mais cet érudit se remémora brusquement l’histoire du Grand Schisme à la vue d'un vieux muletier coiffé d’un gigantesque chapeau : « Je croyais voir passer l’ombre d’un anti-pape, venant visiter incognito son ancienne capitale ».

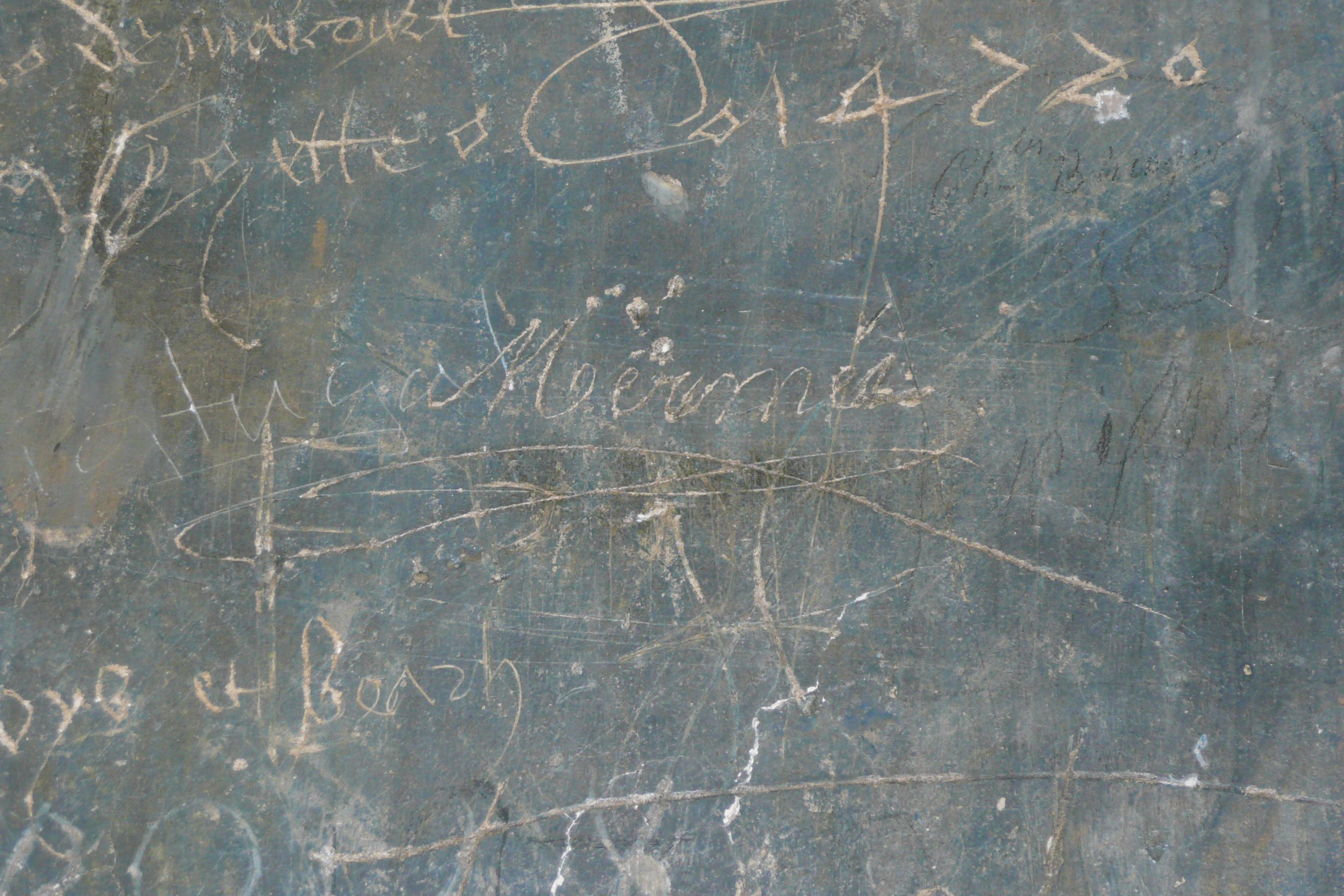
Graffiti gravé au canif par Prosper Mérimée dans la chapelle Saint-Martial.

Trois ans plus tard, Prosper Mérimée publia ses Notes d’un voyage dans le Midi de la France. Ce livre contient la relation de sa visite d'Avignon et du palais des papes qu'il avait fait inscrire, en tant que président de la commission des monuments, sur la première liste des monuments historiques, en 1840, sur suggestion du préfet. Pourtant, lui aussi livra des impressions mitigées. D'abord, il jugea l'ancienne cité papale :

« L’aspect général d’Avignon est celui d’une place de guerre. Le style de tous les grands édifices est militaire et ses palais comme ses églises semblent autant de forteresses. Des créneaux, des mâchicoulis couronnent les clochers ; enfin tout annonce des habitudes de révolte et de guerres civiles. »

Puis, il écrivit dans son rapport sur le palais qui lui apparut trop complexe et peu digne d’intérêt :

« On dirait la citadelle d’un tyran asiatique plutôt que la demeure du vicaire d’un Dieu de paix. »

Seules trouvèrent grâce à ses yeux les fresques, ce qui ne l'empêcha pas de graver son nom sur l'une de celles-ci. Il vit même dans la cheminée du Grand Tinel « un four qui a pu servir à chauffer des ferrements de torture ».

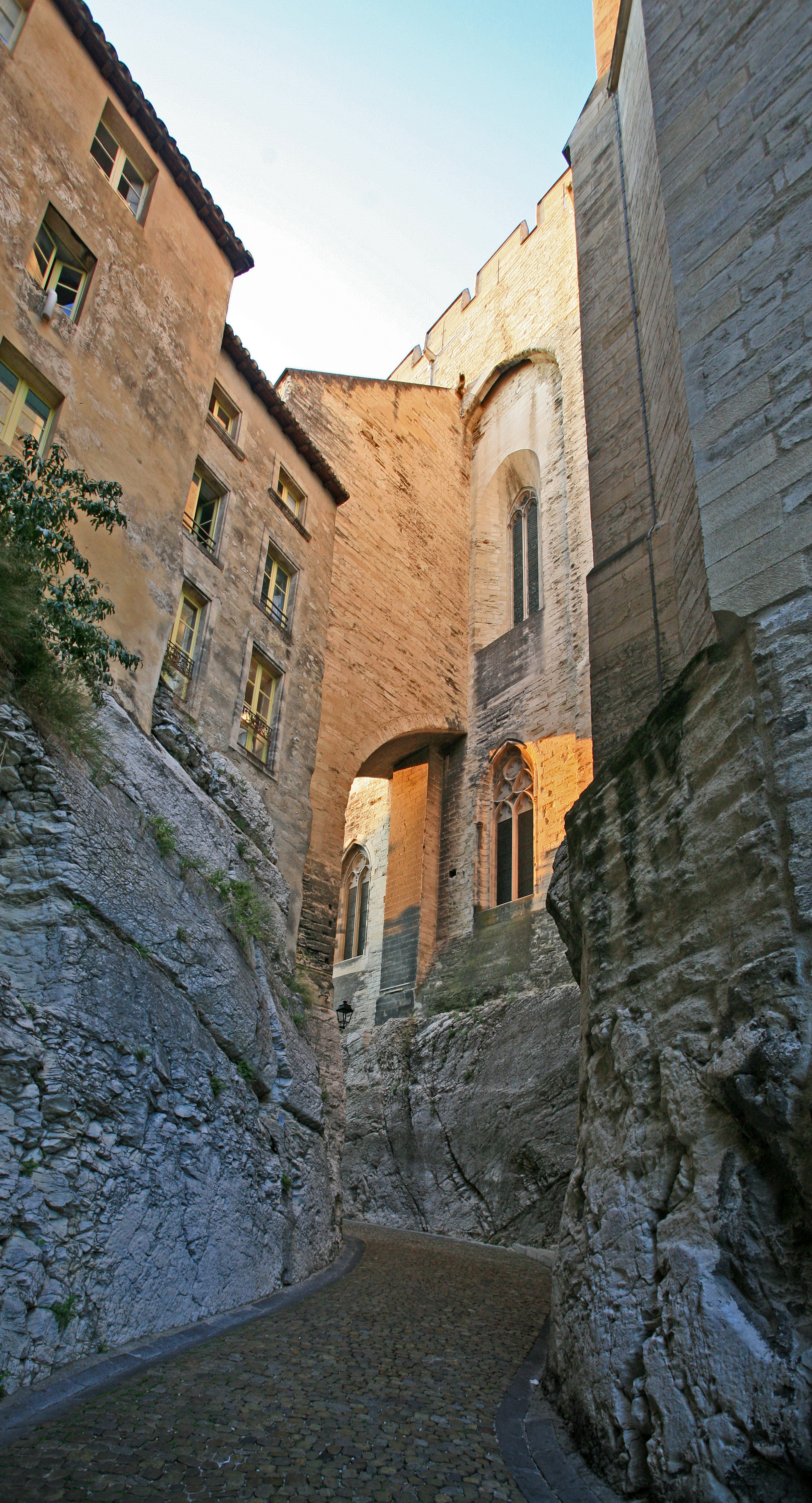
La rue de la Peyrolerie, passage creusé dans le roc d'où Alexandre Dumas découvrit le palais des papes.

Par contre, en 1834 – l'année du voyage de Mérimée à Avignon – Alexandre Dumas, romantique enthousiaste, tomba en admiration face au palais. Comme il le narre dans Impressions de voyage, il fit sa découverte, presque par hasard, après avoir emprunté la rue Peyrolerie :

« Au détour d’une petite rue montante, mon regard alla heurter une arche colossale de pierre, jetée en arc-boutant au-dessus de cette ruelle. Je levai les yeux ; j’étais au pied du palais des papes. »

Aussitôt, derrière cette façade délabrée, il eut la vision – la réapparition – de toute cette période médiévale :

« Le château de papes, c'est le Moyen Âge tout entier aussi visiblement écrit sur la pierre des murailles et des tours que l'histoire de Rhamsès sur le granit des Pyramides : c'est le quatorzième siècle avec ses révoltes religieuses, ses argumentations armées, son église militante. […] Art, luxe, agrément, tout est sacrifié à la défense ; c'est enfin le seul modèle complet qui reste de l'architecture militaire de cette époque. Devant lui, on ne voit que lui, derrière lui, la ville entière disparaît. »

Passée la porte, il tomba en pleine caserne, le regretta mais poursuivit sa quête médiévale :

« Malgré l'anomalie que représente la garnison moderne avec la citadelle qu'elle habite, il est impossible de ne pas se laisser prendre à la poésie d'une telle demeure. »

Admis à visiter les intérieurs, il découvrit les fresques et ce fut pour lui une nouvelle révélation :

« Au milieu de toutes ces impressions sombres, on retrouve quelques reflets d’art, comme sur une ramure brunie, des ornements d'or : ce sont des peintures qui appartiennent à la manière rapide et naïve qui forme le passage entre Cimabue et Raphaël. […] Ces peintures ornent une tour réservée probablement pour la demeure habituelle des papes et une chapelle qui servait de tribunal à l’Inquisition. »

Stendhal, à la même période, visita Avignon et son palais. C'était pour lui un retour aux sources puisque la famille de l'un de ses grands-pères en était originaire, ce qui lui permit de s'inventer des origines italiennes. Dans son livre Mémoire d'un touriste, publié en 1838, il narre, faisant fi de toute vérité historique à propos de Giotto et de l'Inquisition :

« Ce palais est étrangement ruiné aujourd'hui : il sert de caserne, et les soldats détachent du mur et vendent aux bourgeois les têtes peintes à fresque par Giotto. Malgré tant de dégradations, il élève encore ses tours massives à une grande hauteur. Je remarque qu'il est construit avec toute la méfiance italienne ; l'intérieur est aussi bien fortifié contre l'ennemi qui aurait pénétré dans les cours, que l'extérieur contre l'ennemi qui occuperait les dehors. C'est avec le plus vif intérêt que j'ai parcouru tous les étages de cette forteresse singulière. J'ai vu le pal (nommé veille) sur lequel l'inquisition faisait asseoir l'impie qui ne voulait pas confesser son crime, et les têtes charmantes, restes des fresques du Giotto. Les contours rouges du dessin primitif sont encore visibles sur le mur. »

En 1877, Henry James effectua un périple en France. Au cours de celui-ci, il visita pour la troisième fois Avignon, ville qui l'avait toujours déçu. Autant que le palais des papes qui était, pour lui, « le plus sinistre de tous les bâtiments historiques ». Il s'y rendit alors que le mistral soufflait en rafale et l'exécuta en une phrase :

« Cette énorme masse nue, sans ornement ni grâce, privée de ses créneaux et défigurée par de sordides fenêtres modernes, couvre le Rocher des Doms et donne sur le Rhône qu’elle domine, ainsi que sur ce qu’il reste du pont Saint-Bénézet. »

En 1925, Joseph Roth, après un voyage en France, rassembla ses notes sous le titre Les villes blanches. Depuis la fin du XIXe siècle, un mouvement de jeunes architectes de l'Europe centrale s'était passionné pour l'architecture de l'Italie du Sud. Le romancier autrichien voulut poursuivre cette quête en France méridionale et découvrit Avignon. Fasciné, il ressentit la cité des papes comme une ville qui fut « tout à la fois Jérusalem et Rome, l’Antiquité et le Moyen Âge ». Sa quête devint alors mystique :

« Lorsque je me trouvai devant une des grandes portes enchâssées dans les murs blancs de la fortification, comme des pierres grises dans un anneau d’argent ; lorsque je vis les tours crénelées, la noble puissance, la fermeté aristocratique, l’intrépide beauté de ces pierres, je compris qu’une puissance céleste peut parfaitement prendre forme terrestre, et qu’elle n’a pas besoin de se compromettre pour se conformer aux conditions de la vie d’ici-bas. Je compris qu’elle peut, sans déchoir, assurer sa sécurité militaire et qu’il existe un militarisme céleste qui n’a rien de commun avec le militarisme terrestre : pas même l’armement. Ces places fortes, ce sont les papes qui les ont conçues. Ce sont des places religieuses. Elles représentent un potentiel sacré. Je comprends qu’elles aient pu préserver la paix. Il existe des places fortes pacifiques et des armes qui servent la paix en empêchant la guerre. »

#### Poèmes, chroniques, contes, romans et BD

##### Jean Dupin
Les Mélancolies de Jean Dupin furent imprimées à Paris chez Michel le Noir, sans date, mais sûrement vers 1510. Jean Dupin commença à les rédiger en 1324 et les acheva en 1340. Dans ces deux strophes, le moraliste y mêle les critiques de népotisme qui ont été faites à Jean XXII et que n'a jamais mérité Benoît XII, à son étonnement de voir se construire une forteresse pontificale dans laquelle le pape « se tient fermez ».
En Provence par seigneurie

A le pape (pris) son estaige

Dedans Avignon le citey.

La tient sa court, mais son lignaige

Y est qui prend tout l'avantaige

Les croces, les grans dignitez.

Nostre pape s'est bien mué :

Il vouldra ja de près vouler.

Bien est sa gayole gardee ;

En son palais se tient fermez

Et nul ne puet a luy parler

S'il ne porte d'or grant bousee.

##### Jean Froissart
Au XIVe siècle, Jean Froissart, dans ses Chroniques décrit la réception organisée par Clément VII et ses cardinaux, au palais des papes, lors de la venue du roi Charles VI en compagnie de son frère et de ses oncles de Berry et de Bourgogne, au cours de l'automne 1389. Il leur fut servi un « dîner bel et long et bien étoffé », puis après les festivités offertes par le roi et qui mêlèrent caroles et danses, « les dames et demoiselles d'Avignon » reçurent moult largesses de la part du souverain.

##### Théodore Aubanel
En 1855, dans le premier numéro de l'Armana Prouvençau paraissait un poème intitulé La cansoun di felibre. Il était dû à Théodore Aubanel, un des trois piliers fondateurs du mouvement félibréen. Le poète dans une strophe chante le palais des papes :
Dóu goutigue Avignoun

Palais e tourrihoun

Fan de dentello

Dins lis estello.

##### Alphonse Daudet
La Mule du pape, est l'un des contes les plus connus d'Alphonse Daudet, paru dans les Lettres de mon moulin en 1870. C'est l'histoire d'une mule pontificale ayant logé dans le Palais. Le jeune et insolent Tistet Védène (un « effronté galopin »), chargé de s'occuper d'elle, eut l'idée de la faire grimper au « clocheton de la maîtrise, là-haut, tout là-haut, à la pointe du palais », juste avant de partir pour sept années. Un profond besoin de vengeance s'est alors développé chez la mule et lui valut « un coup de sabot si terrible, si terrible, que de Pampérigouste même on en vit la fumée, un tourbillon de fumée blonde où voltigeait une plume d’ibis ; tout ce qui restait de l’infortuné Tistet Védène ! ». À plusieurs reprises le palais et les éléments qui le constitue sont cités ou évoqués : « du haut en bas des maisons qui se pressaient en bourdonnant autour du grand palais papal comme des abeilles autour de leur ruche », « la pointe du palais », « escalier en colimaçon », « la cour », etc..

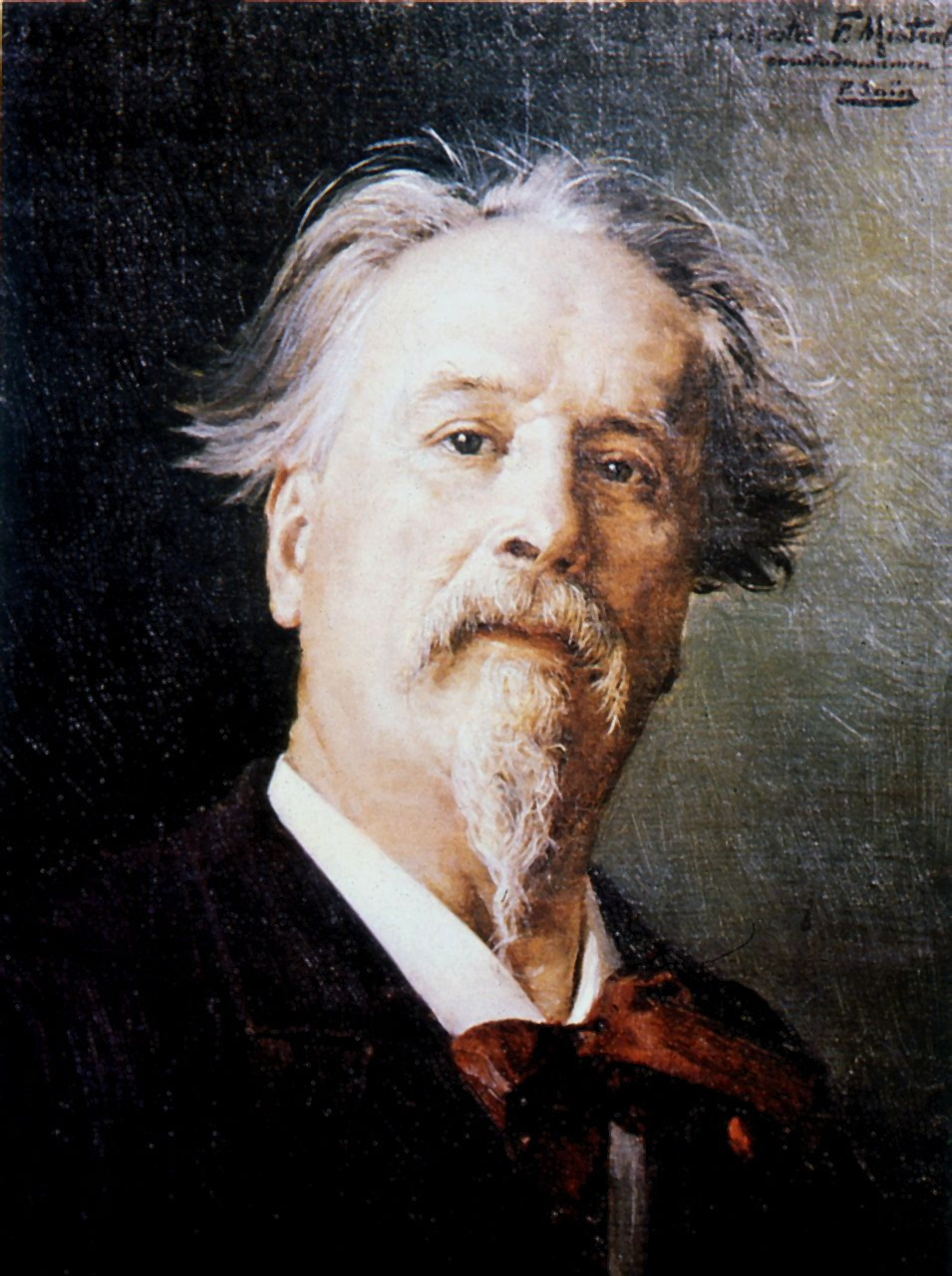
Portrait de Frédéric Mistral par Paul Saïn.

##### Frédéric Mistral
Quant à Frédéric Mistral, en 1897, dans Le poème du Rhône, il mêle dans la même louange admirative Avignon et le palais des papes : « C'est Avignon et le Palais des papes ! Avignon ! Avignon sur sa Roque géante ! Avignon, la sonneuse de joie, qui, l'une après l'autre, élève les pointes de ses clochers tout semés de fleurons ; Avignon, la filleule de Saint-Pierre, qui en a vu la barque et l'ancre dans son port et en porta les clefs à sa ceinture de créneaux ; Avignon, la ville accorte que le mistral trousse et décoiffe, et qui pour avoir vu la gloire tant reluire, n'a gardé pour elle que l'insouciance… ».

##### Bouyale, Havsali et Minck
Jacques Bouyala et Havsali, pour les textes, ainsi que Nicole Minck, pour les dessins, sont les auteurs d'une bande dessinée sur Le palais des papes d'Avignon. Elle a été publiée, en 1985, par les Éd. Sibou dans la collection Vivre le passé.

##### Jean-Tristan Roquebert, Sylvain Gagnière, Gérard Gros et Alain de Bussac
Palais des papes, Livre maquette dû à Jean-Tristan Roquebert, Sylvain Gagnière, Gérard Gros et Alain de Bussac, édité en 1991. Cet ouvrage comprend, outre un texte historique, vingt-huit planches en couleur à découper. Elles permettent de reconstituer le palais pontifical à l'échelle du 1/300. Le texte français est traduit en anglais, allemand, espagnol et japonais.

##### Sophie Cassanes-Brouquin
L'anonyme d'Avignon, roman de Sophie Cassanes-Brouquin, paru en 1992, où son héros, le jeune Toulousain Philippe de Maynial, se rend à Avignon après le départ des papes. Tous attendent encore un hypothétique retour et le palais des papes reste le symbole de la splendeur perdue. Toute la première partie se passe dans la cité désertée où le jeune homme apprend les techniques de la peinture. Grâce à son maître, il y découvre les grands anciens que furent Simone Martini et Matteo Giovanetti, et participe, sans le savoir, à la création de l'école d'Avignon dont les œuvres et les artistes vont influencer toute l'Europe.

##### Michel Peyramaure
La tour des anges, roman de Michel Peyramaure, publié en 2000, et mettant en scène Julio Grimaldi, un fils de paysans italiens venus s'installer à Avignon. Toute sa vie va être scandée à la fois par l'édification du palais des papes, ses rencontres avec ceux qui gravitent autour, dont Pétrarque et Matteo Giovanetti, son travail comme scribe dans le palais même et, après le départ définitif de Grégoire XI à Rome, son rôle de dernier gardien du temple abandonné et particulièrement de la « tour des anges » où la « naine rouge » va le pousser vers la mort.

##### Henri Coupon
Panique au Palais des papes, roman policier de Henri Coupon, édité en 2000. L'auteur, un avocat, a choisi Avignon et son Festival comme cadre d'une action terroriste. Après un bain de sang, la loi qui triomphera ne sera pas celle du code de procédure pénale.

##### Emmanuelle Rey-Magnan et Pascal Fontanille
La Prophétie d'Avignon, d'Emmanuelle Rey-Magnan et Pascal Fontanille, parue, en 2007, sous forme de roman qui reprend les grands thèmes du feuilleton télévisé, faisant du palais des papes un haut-lieu de l'ésotérisme.

##### Kazuma Kamachi
Le palais des papes apparaît aussi dans des créations étrangères, comme dans le manga de Kazuma Kamachi, Toaru Majutsu no Index, durant l'arc « Academy City invasion of Avignon ».

### Palais des papes dans l'art
La plus ancienne représentation du palais des papes se trouve dans la chapelle du Saint-Sacrement de la collégiale Saint-Barnard à Romans-sur-Isère. Une de ses arcades est décorée par une fresque du XVe siècle représentant la légende des saints viennois Exupère, Félicien et Séverin, agenouillés aux pieds d'un pape qui les accueille en les bénissant devant le palais.
Le « Retable du crucifix » d'Antoine Rozen, peint en 1520 est considéré comme la seconde plus ancienne représentation réaliste du palais. Ce panneau montre, de droite à gauche, la tour de la Campane qui possède encore sa toiture quadrangulaire, le campanile de la cloche d'argent, les deux tourelles octogonales surmontant l'entrée du palais démolies en 1770, le chemin de ronde couvert le long de la façade, la tour de la Gache qui domine l'ensemble des bâtiments avant son arasement en 1665. Il est à noter de chaque côté de la porte des Champeaux, la position des défenses avancées qui ne se retrouveront plus sous cette forme dans les représentations des siècles suivants.
Le dessin du palais des papes en 1617 par le père jésuite Étienne Martellange parfaitement réaliste laisse apparaître de notables différences entre le retable de Rozen et ce que l'on connaît de nos jours, notamment au niveau d'un porche à l'entrée du palais. Il diffère de celui du tableau peint en 1766 par Claude Marie Gordot sur le « Cortège du vice-légat » et dont l'action principale se situe sur l'esplanade devant le Palais. N'étant pas personnage principal du tableau mais élément du décor, le palais, situé sur le tiers droit du tableau, y est représenté en perspective, mais là encore, l'entrée est différente de ce que nous connaissons aujourd'hui. Cette entrée différente se retrouve aussi sur la gravure de Lemaire, réalisée d'après un dessin de Boucherel, au début du XIXe siècle. Si le ravelin et les défenses avancées, encore en bon état, vont subsister jusqu'en 1857, le châtelet de la tour de la Campane ainsi que les créneaux ont disparu et les tourelles octogonales ont été démolies, en 1770, lors de l'occupation française. Ce document iconographique, outre son intérêt artistique, montre surtout l'état de délabrement de cette façade du palais dont, comme nous le rappelle Viollet-le-Duc : « La partie supérieure (…) était encore intacte au commencement du siècle ; l'ouvrage a été rasé au niveau du chemin de ronde depuis lors ».
Parmi les représentations plus récentes, dans un style artistique différent, plusieurs peintres ont peint l'ensemble Rhône - pont d'Avignon - Palais des papes - rocher des Doms, mettant tour à tour en avant l'un ou l'autre. Lorsque James Carroll Beckwith peint Le Palais des papes et le pont d'Avignon, le palais en lui-même n'est en fait présent que dans le coin supérieur droit sur moins d'un 1/6e du tableau alors que le Rhône en couvre la moitié. Paul Signac, avec son tableau Le Palais des papes représente une vue sensiblement orientée de la même manière, mais même si la proportion accordée au pont d'Avignon (sur la gauche du tableau) reste sensiblement la même, l'angle choisi recentre le palais, le rendant beaucoup plus important et gommant presque du fait le rocher des Doms. Les proportions choisie par l'auteur semblent même exagérée afin de lui donner une importance plus grande. Avec une orientation différente, vraisemblablement depuis l'Île de la Barthelasse ou Villeneuve-lès-Avignon, Adrian Stokes pour son Palais des papes d'Avignon écrase le palais et le pont sur la moitié droite du tableau pour faire ressortir la colline du rocher des Doms, et y ajoute même de la végétation.

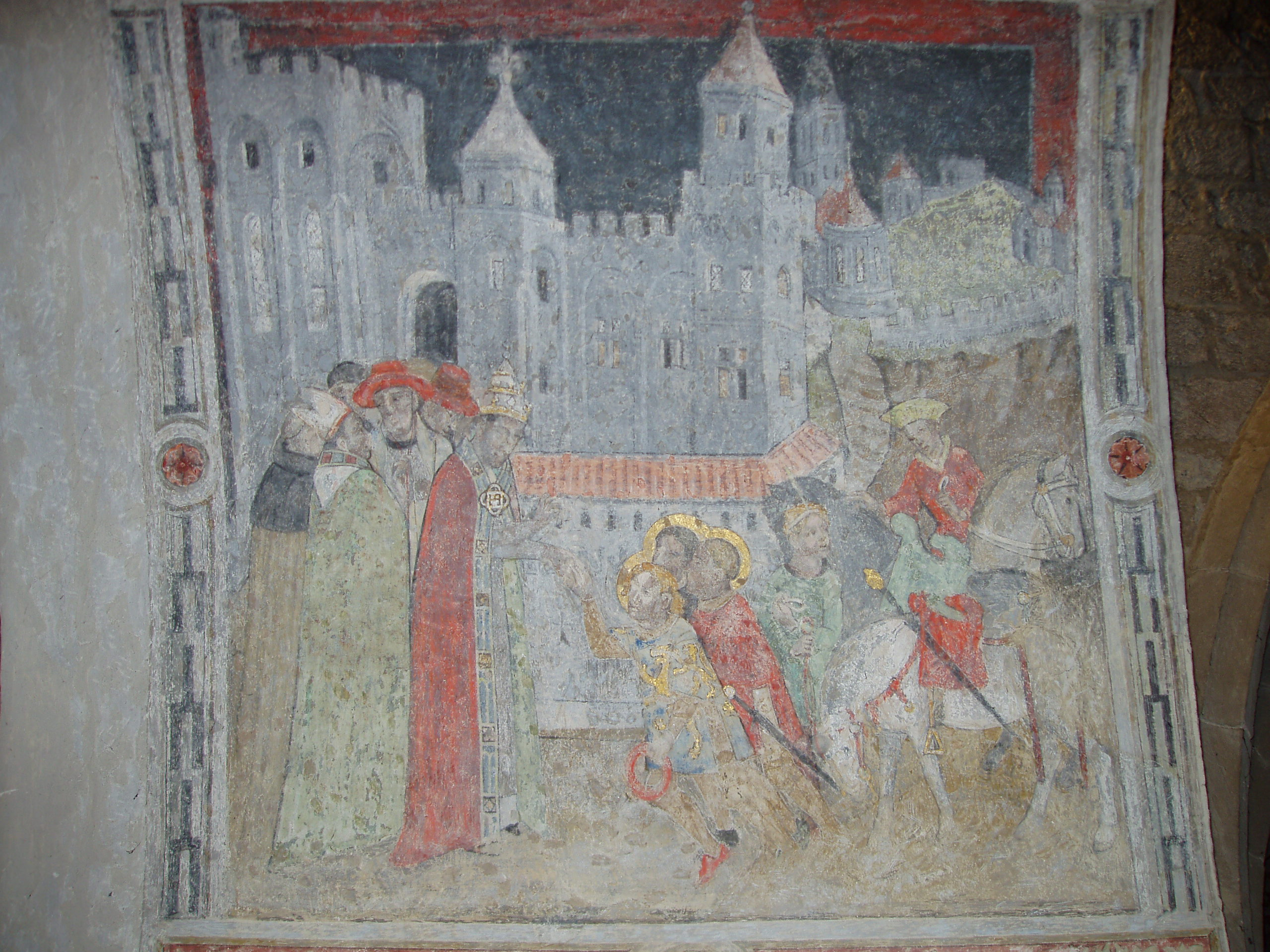
Fresque du XVe siècle de la collégiale Saint-Barnard de Romans-sur-Isère représentant la plus ancienne vue du palais des papes.
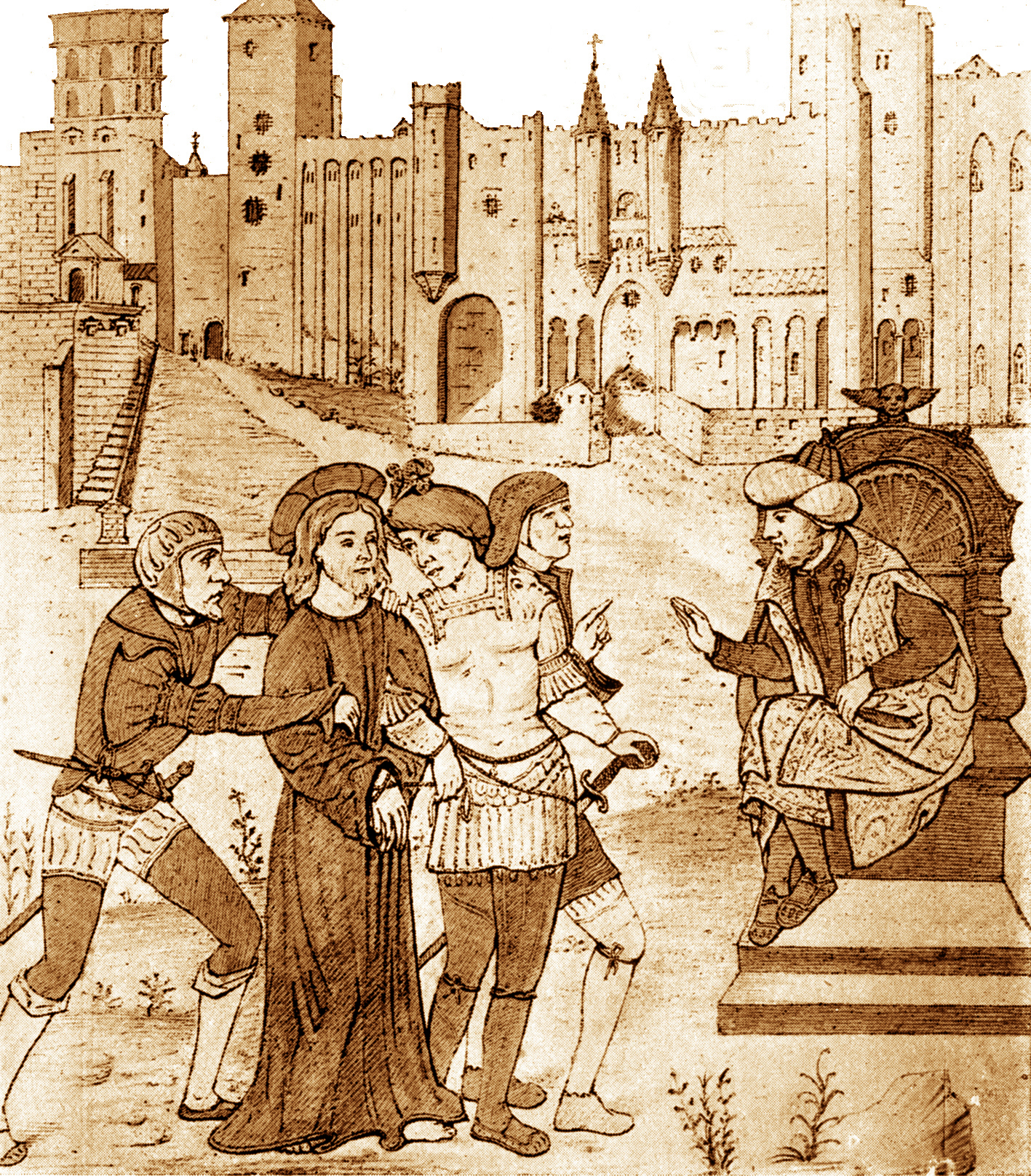
Le retable du crucifix de Saint-Maximin-la-Sainte-Baume par Antoine Rozen (1520), dessin de Philippe Rostan (1886).
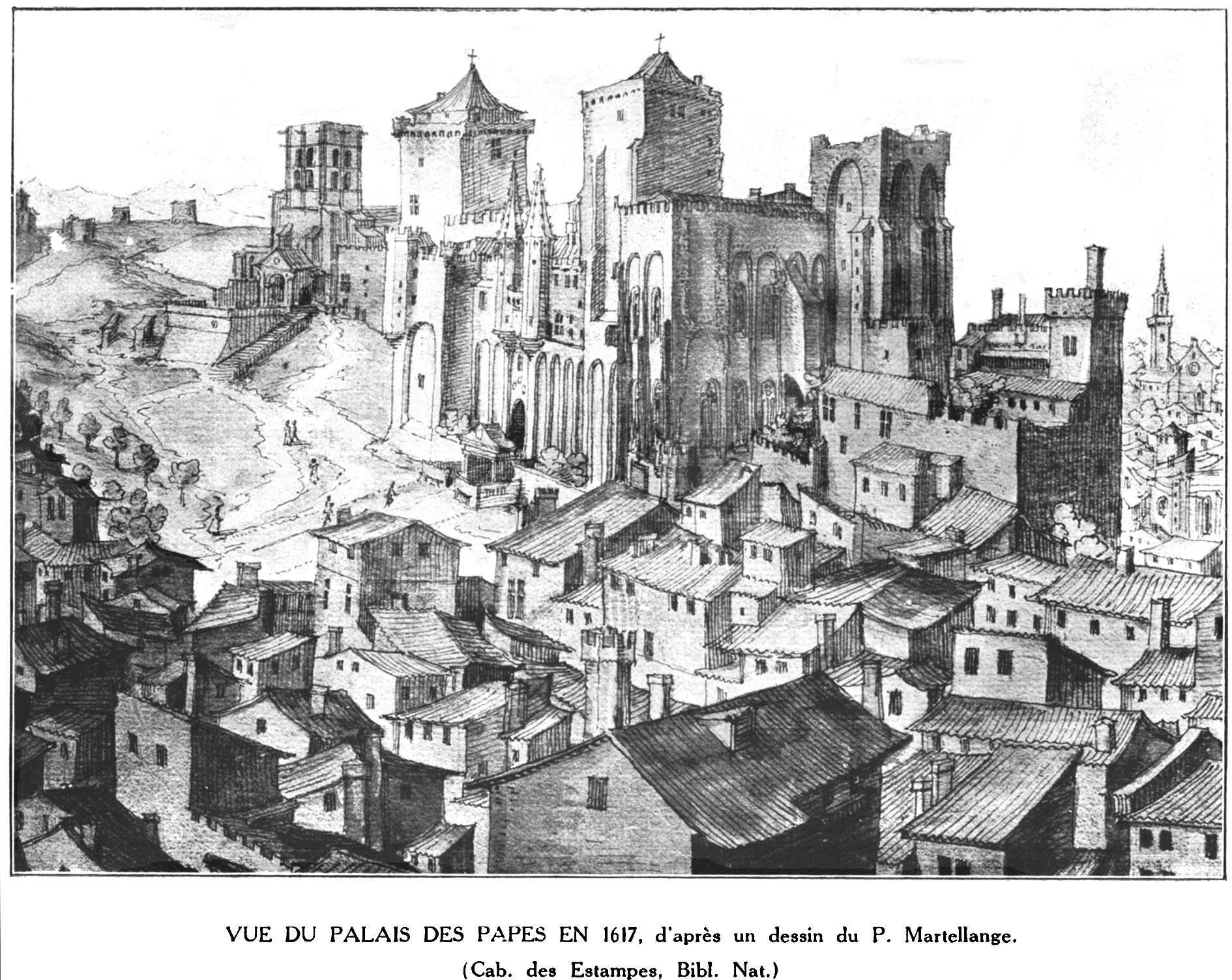
Dessin du palais des papes par le père jésuite Martellange en 1617.
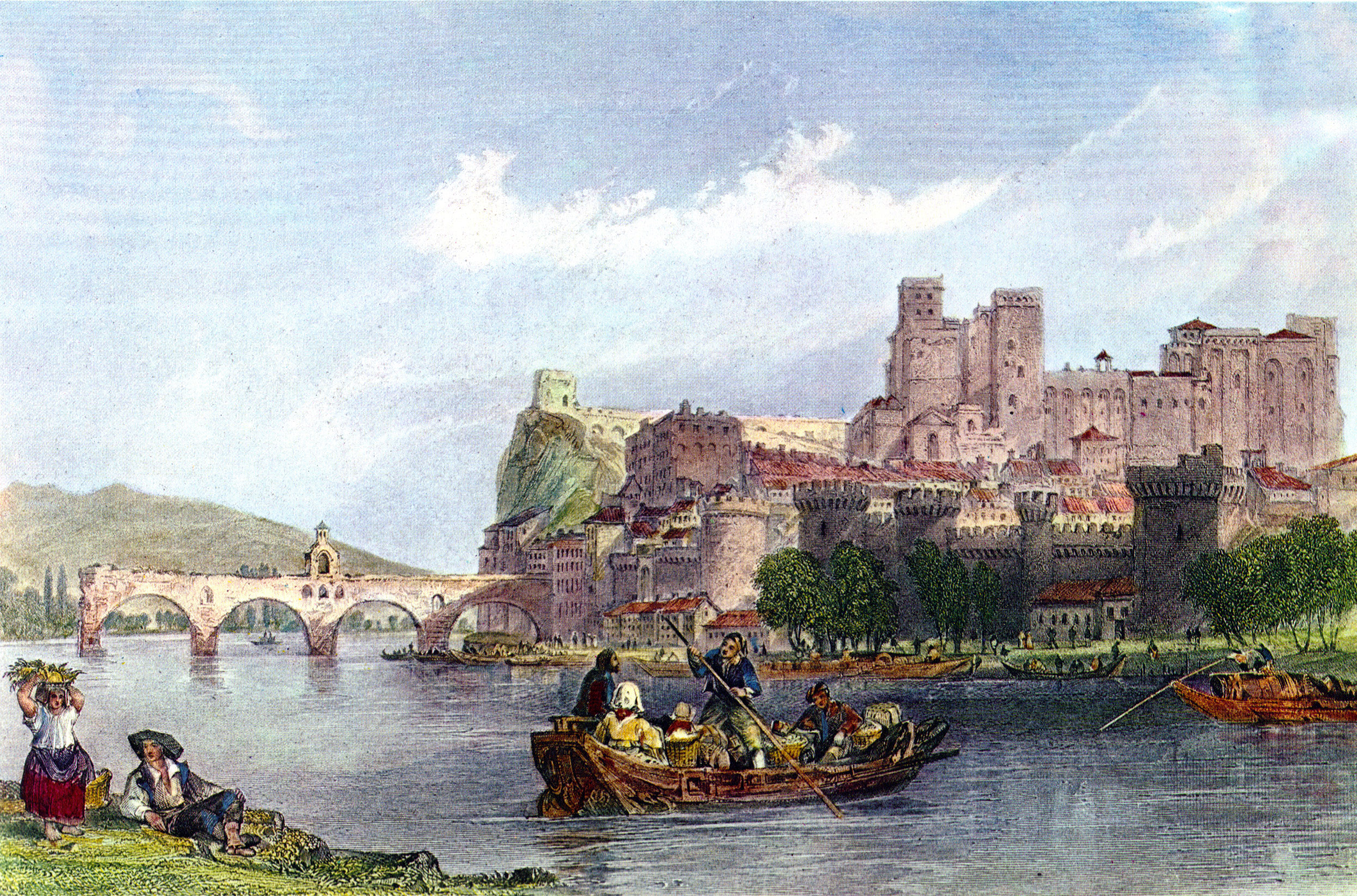
Le palais des papes dominant le Rhône, dessin de T. Allom, gravure de E. Brandard, 1840.
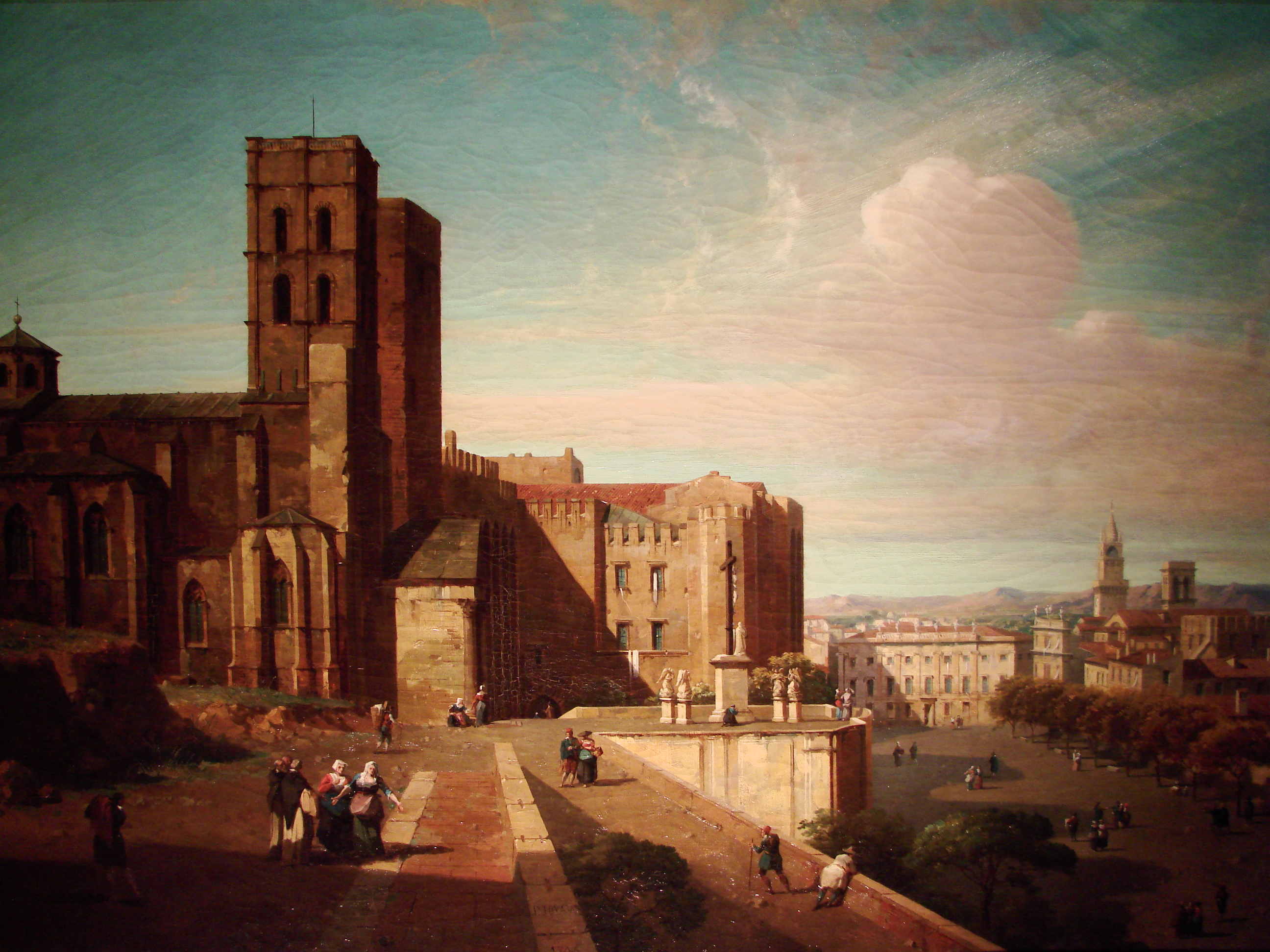
Palais des papes (1845) Jules-Romain Joyant (1803-1854).
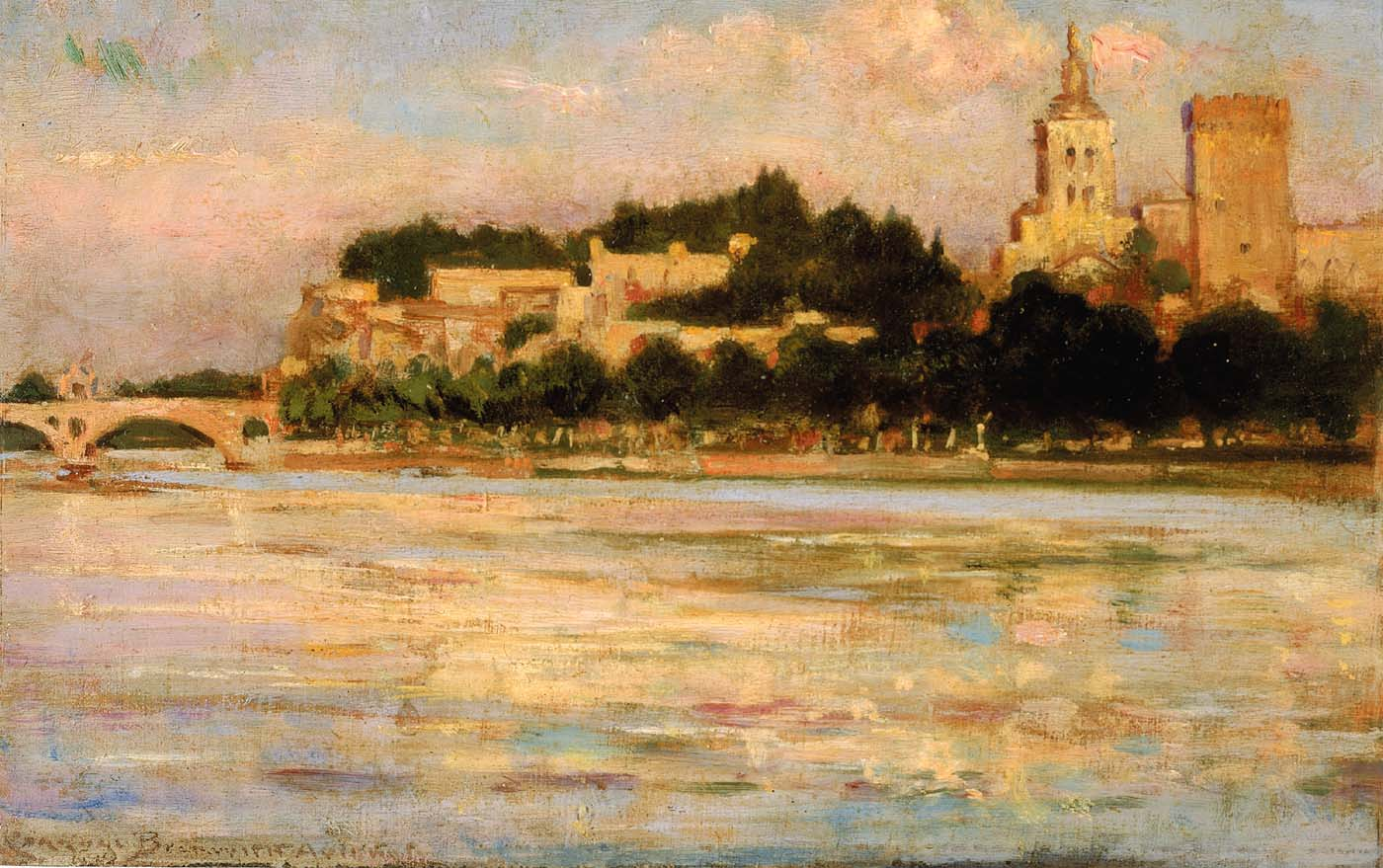
Le palais des papes et le pont d'Avignon par James Carroll Beckwith (1852-1917).
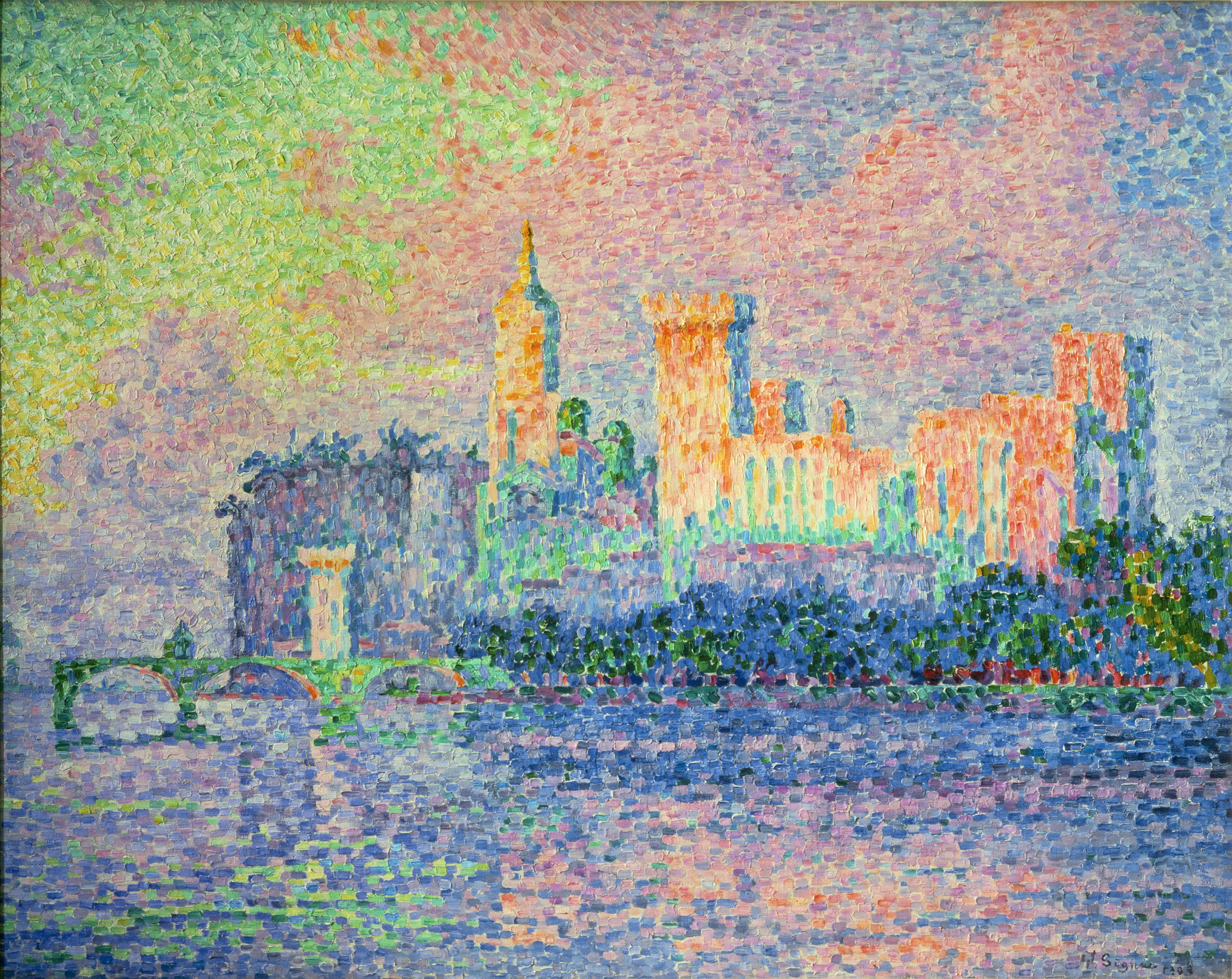
Le Palais des papes peint par Paul Signac en 1900.
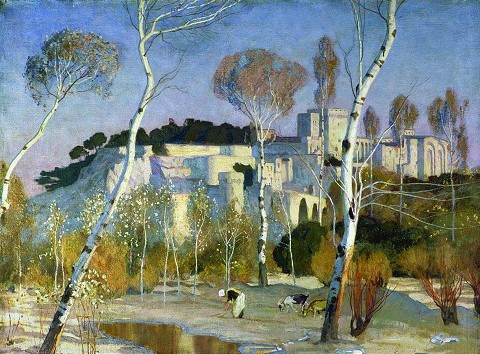
Le Palais des papes d'Avignon par Adrian Stokes (1854-1935).

### Philatélie
Le 20 juin 1938, un timbre dessiné par André Spitz et gravé par Jules Piel, d'une valeur faciale de 3 francs a été émis par la Poste française.
Depuis 1960, chaque année, est organisée, par la Société philatélique vauclusienne et provençale, une « journée du Timbre » à Avignon, pour laquelle des cartes sont éditées avec comme illustration principale une vue du pont Saint-Bénezet et du palais des papes.
En 1997, l'administration postale des îles Wallis-et-Futuna, pour le 50e anniversaire du Festival d'Avignon, a consacré une de ses émissions à cet événement. Le timbre-poste d'une valeur de 160 francs représente au milieu des symboles du théâtre, de la danse et de la musique, le palais des papes illuminé par un feu d'artifice.
En hommage à Jean Vilar, la Poste a émis, le 8 juin 2001, un timbre à double valeur faciale 3 f et 0,46 €, avec en fond le palais des papes.
En 2009, l'administration postale française a émis un timbre d'une valeur faciale de 0,70 euro. Ce timbre, représentant le palais des papes dans son ensemble vu par l'ouest, est dessiné et gravé par Martin Mörck.

### Dans les médias
Plusieurs émissions de télévision se sont déroulées soit dans le palais (Des racines et des ailes), soit directement à proximité (Tenue de soirée de Michel Drucker).
Le dimanche 15 juillet 2007, Franck Ferrand sur Europe 1 lui consacre une moitié d'émission avec comme invitée Cécile Blanc, une guide conférencière du Palais.
De plus, dans le cadre du festival, il arrive que des radios s'installent au Palais des papes le temps d'une soirée. C'est le cas de France Culture le 9 juillet 2007, en direct et en public dans la cour d’honneur du Palais, pour la lecture de Quartett de Heiner Müller, par Jeanne Moreau et Sami Frey. Encore France Culture pour des extraits de la Divine Comédie de Dante par Valérie Dréville et cinq comédiens.
Au cours de l'année 2007, un feuilleton télévisé sur le thème de l'ésotérisme, La Prophétie d'Avignon, a été tourné dans le palais des papes. Cette coproduction franco-suisse en huit épisodes de 52 minutes, a été diffusée en Suisse à partir du 8 août 2007 sur TSR1 et en France du 28 août 2007 sur France 2.